# 아소카
아소카(프라크리트어: 𑀅𑀲𑁄𑀓, 산스크리트어: अशोकः 아쇼카)는 마가다의 제3대 마우리아 황제이다. 그의 제국은 파탈리푸트라를 수도로 서쪽의 오늘날의 아프가니스탄부터 동쪽의 방글라데시에 이르는 인도 아대륙의 가장 큰 부분을 차지했다. 불교의 후원자인 그는 고대 아시아 전역에 불교를 전파하는데 중요한 역할을 한 것으로 알려져 있다.
아소카의 칙령들은 그가 8년 동안 잔인한 전쟁을 벌인 끝에 칼링가를 정복했다고 말한다. 아소카는 그 후 칙령들의 주요 주제인 "담마" 즉, 의로운 행위의 전파에 자신을 바쳤다. 아소카의 칙령들은 칼링가 전쟁 후 몇 년 후, 그가 점차 불교에 끌리게 되었다는 것을 암시한다. 불교 전설들은 아소카에게 많은 수의 사리탑들을 세우고, 제3차 결집을 후원하고, 불교 선교사들을 지원하고, 승가에 아낌없는 기부를 한 것을 칭송하고 있다.
마우리아 제국이 멸망한 이후 아소카라는 존재는 거의 잊혀졌지만, 19세기에 브라흐미 문자로 쓰여진 자료를 해독한 이래로 인도의 가장 위대한 황제 중 한 명으로 명성을 떨치고 있다. 오늘날 인도 공화국의 상징은 아소카의 사자 기둥머리를 각색한 것이다. 인도 국기의 중앙에는 아소카의 바퀴인 아소카차크라가 그려져 있다.

## 정보 출처
아소카에 대한 정보는 그의 비문, 그를 언급하거나 그의 통치 시기에 속할 가능성이 있는 다른 비문들, 그리고 고대 문학, 특히 불교 경전에서 나온다. 이러한 출처들은 종종 서로 모순되지만, 여러 역사가들이 그들의 증언을 상관시키려 노력했다.

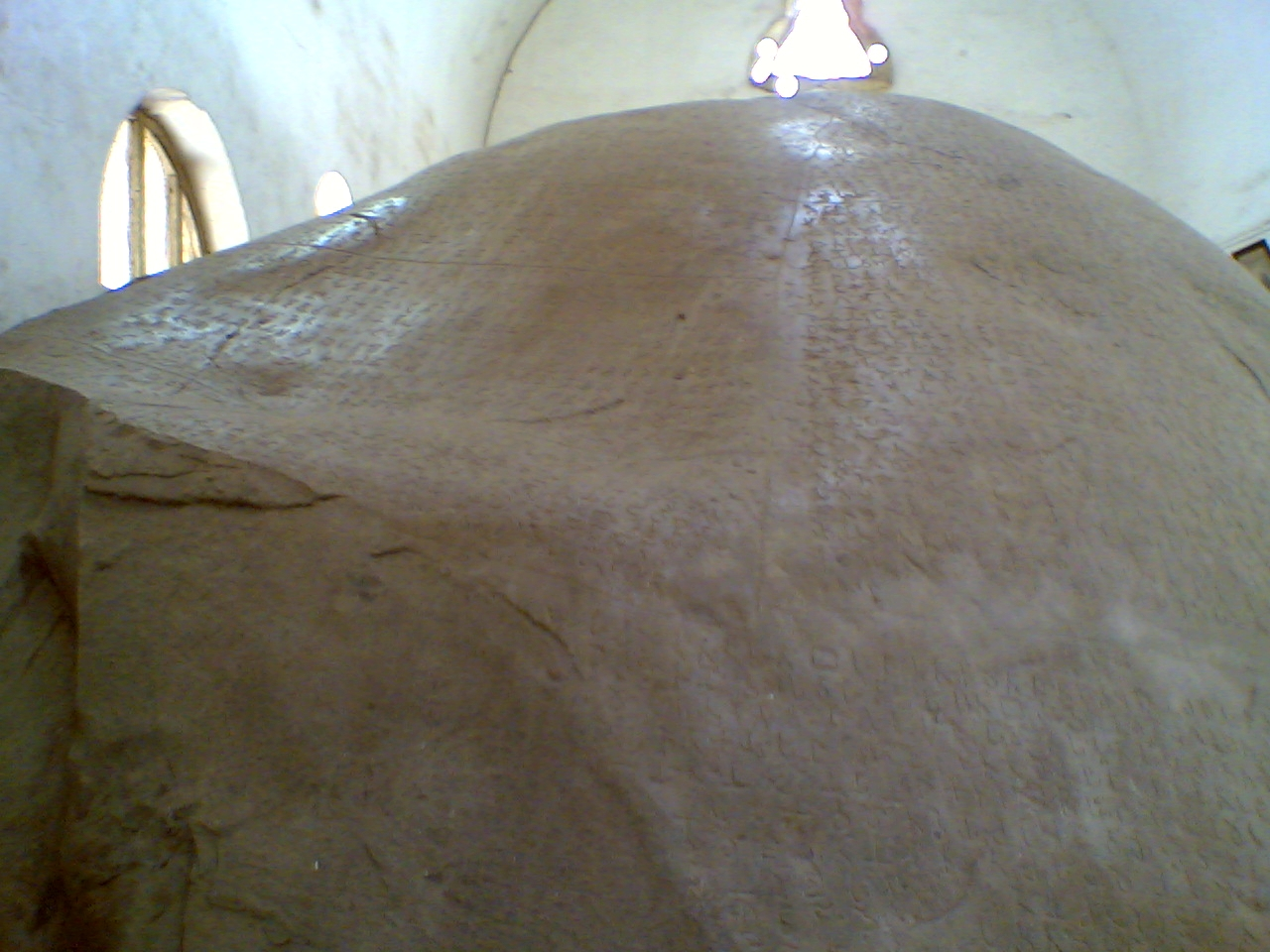
주나가드의 아소카의 주요 암각 칙령에는 아소카(아소카의 칙령 중 14개), 루드라다만 1세 및 스칸다굽타의 비문이 포함되어 있다.

### 비문
아소카의 비문은 인도 아대륙에서 제국 권력의 가장 초기 자가 표현이다. 그러나 이 비문들은 주로 담마에 초점을 맞추고 있으며, 마우리아 제국 국가나 사회의 다른 측면에 대한 정보는 거의 제공하지 않는다. 담마에 관한 내용조차도 이 비문의 내용을 액면 그대로 받아들일 수 없다. 미국 학자 존 S. 스트롱의 말에 따르면, 아소카의 메시지를 역사적 사실을 기록하기보다는 자신과 자신의 행정에 대한 호의적인 이미지를 제시하려는 정치인의 선전으로 생각하는 것이 때때로 도움이 된다.
소수의 다른 비문들도 아소카에 대한 정보를 제공한다. 예를 들어, 2세기 루드라다만의 주나가드 암각 비문에 그에 대한 언급이 있다. 탁실라에서 발견된 비문에는 "프리야다리"로 시작하는 잃어버린 단어가 언급되어 있는데, 이는 기원전 3세기 아람어로 쓰여졌기 때문에 아소카의 칭호인 "프리야다르시"로 추정되지만, 이는 확실하지 않다. 소하우라 구리판 비문과 마하스탄 비문과 같은 다른 비문들은 일부 학자들에 의해 잠정적으로 아소카 시대로 추정되지만, 다른 학자들은 이를 반대한다.

### 불교 전설
아소카에 대한 정보의 대부분은 불교 전설에서 비롯되는데, 이 전설들은 그를 위대한 이상적인 황제로 묘사한다. 이 전설들은 아소카 시대와 동시대가 아닌 텍스트에 나타나며, 불교도 작가들이 아소카에게 미친 자신들의 신앙의 영향을 설명하기 위해 다양한 이야기를 사용해서 구성했다. 이로 인해 역사적 정보를 위해 이 전설들에 의존할 때는 주의가 필요하다. 현대 학자들 사이에서 의견은 이 전설들을 신화적인 것으로 완전히 일축하는 것부터 타당해 보이는 모든 역사적 부분을 수용하는 것까지 다양하다.
아소카에 대한 불교 전설은 산스크리트어, 팔리어, 티베트어, 중국어, 버마어, 크메르어, 싱할라어, 태국어, 라오어 및 코탄어를 포함한 여러 언어로 존재한다. 이 모든 전설은 두 가지 주요 전통으로 거슬러 올라갈 수 있다.
- 디비야바다나 (그 구성 요소인 아소카바다나 포함)와 같은 산스크리트어 텍스트 및 아육왕전, 아육왕경과 같은 중국어 문헌에 보존된 북인도 전통.[19]
- 디파밤사, 마하밤사, 밤사타파카시니 (마하밤사 주석), 붓다고사의 비나야 주석 및 사만타파사디카와 같은 팔리어 텍스트에 보존된 스리랑카 전통.[13][19]

두 전통 사이에는 몇 가지 중요한 차이점이 있다. 예를 들어, 스리랑카 전통은 아소카가 제3결집을 소집하는 역할과 그의 아들 마힌다를 스리랑카로 포함한 먼 지역에 여러 선교사들을 파견한 것을 강조한다. 그러나 북인도 전통은 이러한 사건들을 전혀 언급하지 않는다. 그것은 스리랑카 전통에서는 발견되지 않는 다른 사건들, 예를 들어 쿠날라라는 또 다른 아들에 대한 이야기를 묘사한다.
공통된 이야기를 전하면서도 두 전통은 여러 면에서 상충한다. 예를 들어, 아소카바다나와 마하밤사 모두 아소카의 황후 티슈야라크샤가 보리수를 파괴하도록 했다고 언급한다. 아소카바다나에서는 황후가 자신의 실수를 깨닫고 나무를 치유한다. 마하밤사에서는 그녀가 나무를 영구히 파괴하지만, 나무의 가지가 스리랑카에 이식된 후에만 그렇게 한다. 또 다른 이야기에서 두 텍스트 모두 아소카가 라마그라마에서 고타마 붓다의 유물을 수집하려는 실패한 시도를 묘사한다. 아소카바다나에서는 그가 유물을 소유한 나가들의 헌신에 필적할 수 없기 때문에 실패한다. 그러나 마하밤사에서는 붓다가 유물을 스리랑카의 아누라다푸라 왕 두타가마니에 의해 안치되도록 정해 놓았기 때문에 실패한다. 이러한 이야기를 사용하여 마하밤사는 스리랑카를 불교의 새로운 보존처로 미화한다.

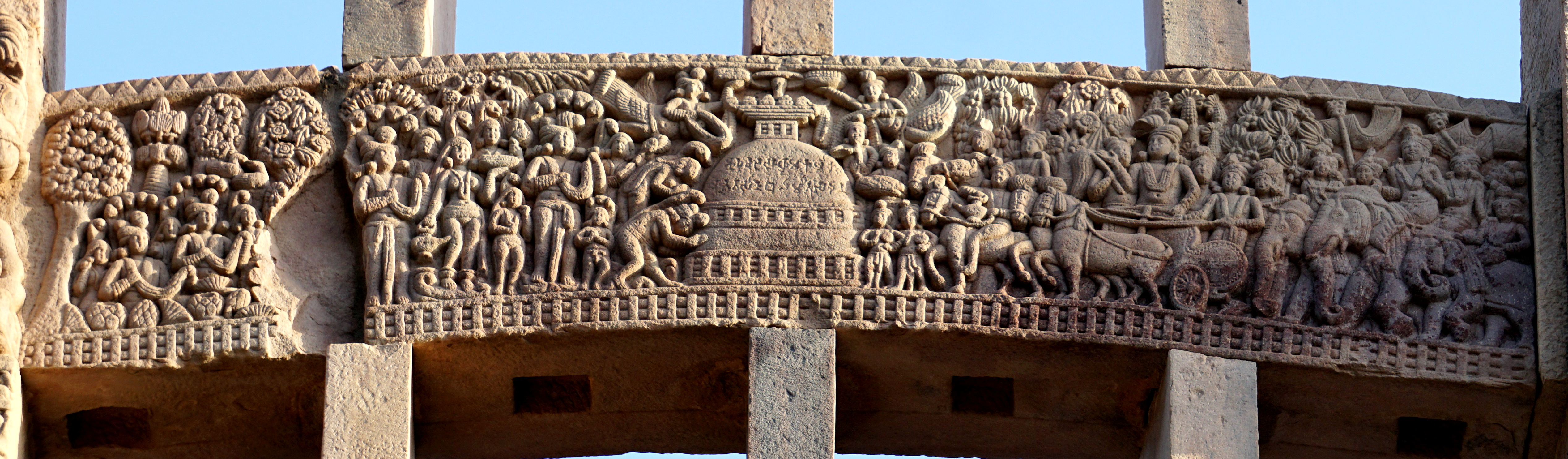
아소카 황제가 나가족에게서 붓다의 유물을 가져오기 위해 라마그라마를 방문했지만 소용이 없었다. 산치 스투파 1 남문.

### 기타 출처
화폐학적, 조각적, 고고학적 증거는 아소카에 대한 연구를 보완한다. 아소카의 이름은 다양한 푸라나의 마우리아 황제 목록에 나타난다. 그러나 이 텍스트들은 마우리아 왕조의 후원을 받지 못했기 때문에 그에 대한 더 자세한 정보를 제공하지 않는다. 아르타샤스트라 및 메가스테네스의 인디카와 같이 마우리아 시대에 대한 일반적인 정보를 제공하는 다른 텍스트들도 아소카의 통치에 대한 추론을 하는 데 사용될 수 있다. 그러나 아르타샤스트라는 역사적 국가보다는 이상적인 국가에 초점을 맞춘 규범적 텍스트이며, 마우리아 시대에 대한 그 연대는 논쟁의 대상이다. 메가스테네스의 인디카는 유실된 문학 작품이며, 후기 저작의 요약본 형태로만 일부가 남아 있다.
12세기 텍스트인 라자타랑기니는 여러 스투파를 지은 카슈미르인 왕 고난디야 왕조의 아소카를 언급한다. 아우렐 스타인과 같은 일부 학자들은 이 왕을 마우리아 황제 아소카와 동일시했지만, 아난다 W. P. 구루게와 같은 다른 학자들은 이러한 동일시를 부정확하다고 일축한다.

### 비문 증거에 대한 대안적 해석
크리스토퍼 벡위스에 따르면 – 그의 이론은 주류 학계에서 받아들여지지 않는다 – 소규모 암각 칙령에만 이름이 나타나는 아소카는 주요 석주 칙령과 주요 암각 칙령의 저자로 명시된 피야다시 또는 데바남프리야 피야다시 (즉 "신들에게 사랑받는 피야다시", "신들에게 사랑받는 자"는 "왕"에 대한 널리 퍼진 칭호이다)와 동일 인물이 아니다.
벡위스는 피야다시가 기원전 3세기에 살았으며, 그리스인들에게 아미트로카테스로 알려진 찬드라굽타 마우리아의 아들이었을 가능성이 높고, 자신의 주요 석주 칙령과 주요 암각 칙령에서 불교, 붓다 또는 승가를 전혀 언급하지 않고 경건함("다르마")만을 옹호했다고 주장한다 (단 한 가지 주목할 만한 예외는 승가를 언급하지만 벡위스에 의해 위조된 것으로 간주되는 주요 석주 칙령의 7번째 칙령이다). 또한, 그의 비문의 지리적 확산은 피야다시가 서쪽의 셀레우코스 제국과 인접한 광대한 제국을 통치했음을 보여준다.
반대로 벡위스는 아소카는 서기 1-2세기의 후대 왕으로, 그의 이름은 소규모 암각 칙령에만 명시적으로 나타나고 소규모 석주 칙령에는 암시적으로 나타나며, 붓다와 승가를 언급하고 명시적으로 불교를 홍보했다고 주장한다. "프리야다르시"라는 이름은 두 개의 소규모 칙령(구자라와 바이랏)에 나타나지만, 벡위스는 이들도 나중에 위조된 것으로 간주한다. 소규모 비문은 매우 다르며 훨씬 작은 지리적 영역을 다루며, 중인도에 집중되어 있다. 벡위스에 따르면, 이 후대 아소카의 비문은 기원전 전환기 및 쿠샨 제국 시대에 비문과 간다라어 문헌에서 잘 입증된 후기 형태의 "규범적 불교"의 전형이었다. 이 아소카 비문의 품질은 이전 피야다시 비문의 품질보다 현저히 낮다.
그러나 벡위스의 초기 불교, 비문 및 고고학 유적지에 대한 방법론과 해석의 많은 부분은 요하네스 브롱크호르스트와 오스문트 보페아라치와 같은 다른 학자들에게 비판을 받아왔다. 패트릭 올리벨에 따르면, 벡위스의 이론은 "아웃라이어이며, 주류 아소카 학자 중 누구도 그 견해를 지지하지 않을 것이다."

## 이름과 칭호
"아-쇼카"라는 이름은 문자 그대로 "슬픔이 없는"을 의미한다. 아소카바다나 전설에 따르면, 그의 어머니는 그의 탄생이 그녀의 슬픔을 없앴기 때문에 이 이름을 주었다.
프리야다시라는 이름은 3-4세기 CE 디파밤사에서 아소카와 관련이 있다. 이 용어는 문자 그대로 "상냥하게 바라보는 자" 또는 "온화한 용모의 자"를 의미한다 (산스크리트어: Priya-darshi). 이는 아소카가 채택한 존호였을 수 있다. 이 이름의 한 버전은 그리스어 비문에서 아소카에 사용된다: βασιλεὺς Πιοδασσης ("바실레우스 피오다세스").
아소카의 비문에는 그의 칭호 데바남피야 (산스크리트어: 데바남프리야, "신들에게 사랑받는 자")가 언급되어 있다. 데바남피야와 아소카가 동일 인물이라는 사실은 마스키와 구자라 비문에 의해 확립되는데, 이 비문들은 황제에게 이 두 용어를 모두 사용한다. 이 칭호는 동시대의 아누라다푸라의 데바남피야 티사 왕과 아소카의 후손인 다사라타 마우리아를 포함한 다른 왕들에 의해 채택되었다.

## 연대

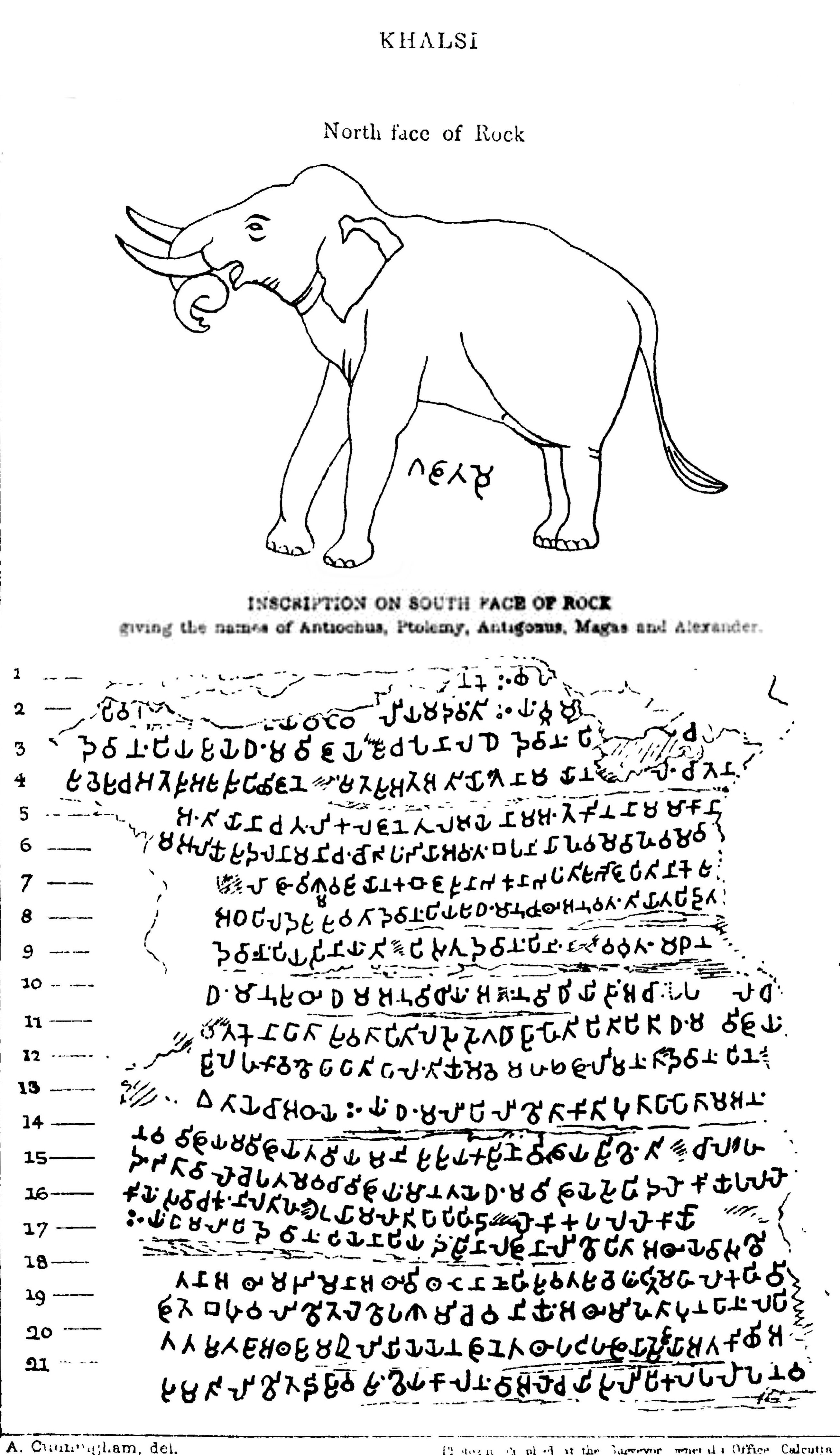
아소카의 주요 암각 칙령 13호는 안티오코스, 프톨레마이오스, 안티고노스, 마가스 및 알렉산더와 같은 그리스 왕들을 자신의 가르침을 받은 자들로 이름으로 언급한다.

아소카의 정확한 생일은 확실하지 않다. 현존하는 동시대 인도 문헌에 그러한 세부 사항이 기록되어 있지 않기 때문이다. 그는 기원전 3세기에 살았다는 것이 알려져 있는데, 그의 비문에는 안티오코스 2세 테오스, 프톨레마이오스 2세 필라델포스, 안티고노스 2세 고나타스, 키레네의 마가스 및 알렉산더(에피로스의 알렉산드로스 2세 또는 코린토스의 알렉산드로스)와 같이 날짜가 더 확실하게 알려진 여러 동시대 통치자들이 언급되어 있기 때문이다. 따라서 아소카는 기원전 4세기 후반 또는 3세기 초반 (기원전 304년)에 태어났을 것이며, 기원전 269-268년경에 즉위했을 것이다.

## 조상
아소카 자신의 비문은 상당히 자세하지만 그의 조상에 대한 언급은 없다. 푸라나와 마하밤사와 같은 다른 자료들은 그의 아버지가 마우리아 황제 빈두사라이고, 그의 할아버지가 제국 건국자 찬드라굽타였다고 말한다. 아소카바다나도 그의 아버지가 빈두사라였다고 언급하지만, 그의 조상을 빔비사라, 아자타샤트루, 우다인, 문다, 카카바르닌, 사할린, 툴라쿠치, 마하만달라, 프라세나지트, 난다를 통해 붓다의 동시대 왕에게로 거슬러 올라간다. 16세기 티베트 승려 타라나타의 기록은 이전 전통의 왜곡된 버전이지만, 아소카를 상인의 딸로부터 태어난 참파라나의 네미타 왕의 아들로 묘사한다.
아소카바다나에 따르면 아소카의 어머니는 참파 출신의 브라만의 딸이었으며, 왕과 결혼할 것이라는 예언을 받았다. 이에 따라 그녀의 아버지는 그녀를 파탈리푸트라로 데려갔고, 그곳에서 그녀는 빈두사라의 정비가 되었다. 아소카바다나는 그녀의 이름을 언급하지 않지만, 다른 전설에서는 그녀에게 다른 이름을 부여한다. 예를 들어, 아소카바다나말라는 그녀를 수바드랑기라고 부른다. 마하밤사에 대한 주석서인 밤사타파카시니 또는 마하밤사-티카는 그녀를 "다르마"(팔리어: 담마)라고 부르며, 그녀가 모리야 크샤트리야 씨족에 속했다고 명시한다. 디비야바다나의 한 전설은 그녀를 자나파다-칼야니라고 부르는데, 학자 아난다 W. P. 구루게에 따르면 이는 이름이 아니라 별칭이다.
2세기 역사가 아피아노스에 따르면, 찬드라굽타는 그리스 통치자 셀레우코스 1세 니카토르와 혼인 동맹을 맺었으며, 이로 인해 찬드라굽타 또는 그의 아들 빈두사라가 그리스 공주와 결혼했다는 추측이 나왔다. 그러나 아소카의 어머니나 할머니가 그리스인이었다는 증거는 없으며, 대부분의 역사가들은 이 생각을 기각했다.

## 황자 시절
아소카 자신의 비문은 그의 초기 삶을 묘사하지 않으며, 이 주제에 대한 정보의 대부분은 그로부터 수백 년 후에 쓰여진 외경적 전설에서 비롯된다. 이러한 전설에는 아소카의 전생 이야기와 같은 명백히 허구적인 세부 사항이 포함되어 있지만, 아소카 시대에 대한 그럴듯한 역사적 정보도 포함하고 있다.
아소카바다나에 따르면, 아소카가 어렸을 때 그의 아버지는 그의 거칠고 매력 없는 피부 때문에 그를 싫어했다. 어느 날, 그의 아버지 빈두사라는 수행자 핑갈라-바차지바에게 그의 아들 중 누가 후계자로서 합당한지 판단해 달라고 요청했다. 그는 수행자의 조언에 따라 모든 황자들이 황금 정자 정원에 모이도록 했다. 아소카는 그의 아버지가 그를 싫어했기 때문에 가기를 꺼려했지만, 그의 어머니가 그에게 가도록 설득했다. 재상 라다굽타는 아소카가 정원으로 수도를 떠나는 것을 보고 황자에게 여행을 위한 황실 코끼리를 제공하겠다고 제안했다. 정원에서 핑갈라-바차지바는 황자들을 조사하고 아소카가 다음 황제가 될 것이라는 것을 깨달았다. 빈두사라를 화나게 하지 않기 위해 수행자는 후계자의 이름을 밝히기를 거부했다. 대신, 그는 최고의 탈것, 자리, 음료, 그릇 및 음식을 가진 자가 다음 황제가 될 것이라고 말했으며, 매번 아소카는 자신이 기준을 충족한다고 선언했다. 나중에 그는 아소카의 어머니에게 그녀의 아들이 다음 황제가 될 것이라고 말했고, 그녀의 조언에 따라 빈두사라의 분노를 피하기 위해 제국을 떠났다.
전설에 따르면 빈두사라는 아소카의 못생긴 외모를 싫어했지만, 빈두사라는 그에게 탁실라에서의 반란 진압 (북인도 전승에 따르면) 및 우자인 통치 (스리랑카 전승에 따르면)와 같은 중요한 책임을 맡겼다고 한다. 이는 빈두사라가 황자의 다른 자질에 감명을 받았음을 시사한다. 또 다른 가능성은 그가 아소카를 제국의 수도에서 멀리 떨어진 곳으로 보내기 위해 그렇게 했다는 것이다.

### 탁실라의 반란

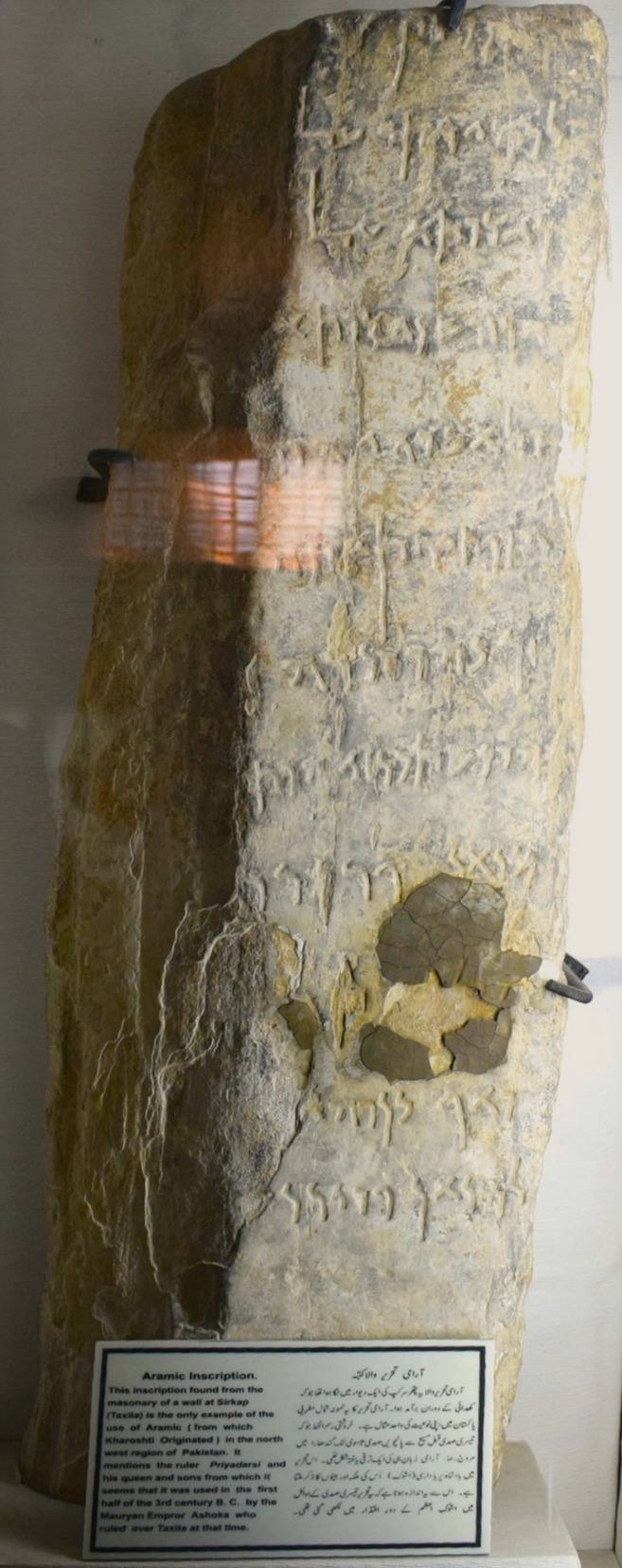
탁실라의 아람어 비문은 아마도 아소카를 언급한다.

아소카바다나에 따르면, 빈두사라는 탁실라 (비르 둔덕의 현재 파키스탄) 도시에서의 반란을 진압하기 위해 황자 아소카를 파견했다. 이 사건은 스리랑카 전승에서는 언급되지 않으며, 대신 빈두사라가 아소카를 우자인을 통치하기 위해 보냈다고 말한다. 다른 두 불교 텍스트인 아소카-수트라와 쿠날라-수트라는 빈두사라가 아소카를 간다라 (탁실라가 위치했던 곳)의 부왕으로 임명했으며, 우자인이 아니라고 말한다.
아소카바다나는 빈두사라가 아소카에게 사중군(기병, 전투 코끼리, 라타, 보병으로 구성된 군대)을 제공했지만, 이 군대에 어떤 무기도 제공하기를 거부했다고 말한다. 아소카는 자신이 황제가 될 가치가 있다면 무기가 자신 앞에 나타날 것이라고 선언했으며, 그 후 신들이 땅에서 나와 군대에 무기를 제공했다. 아소카가 탁실라에 도착했을 때, 시민들은 그를 환영하며 자신들의 반란은 사악한 대신들에 대한 것이었을 뿐 황제에 대한 것이 아니었다고 말했다. 얼마 후, 아소카는 카사족 영토에서도 유사하게 환영받았으며, 신들은 그가 온 세상을 정복할 것이라고 선언했다.
탁실라는 번영하고 지정학적으로 영향력 있는 도시였으며, 역사적 증거는 아소카 시대에 이르러 탁실라가 우타라파타 무역로를 통해 마우리아 수도 파탈리푸트라와 잘 연결되어 있었음을 증명한다. 그러나 현존하는 동시대 문헌에는 탁실라 반란에 대한 언급이 없으며, 아소카의 기록 중 어느 것도 그가 그 도시를 방문했다고 명시하지 않는다. 그렇다고 하더라도, 아소카의 탁실라 반란 개입에 대한 전설의 역사성은 탁실라 근처 시르캅에서 발견된 아람어 비문에 의해 뒷받침될 수 있다. 이 비문에는 "프리드리"로 시작하는 이름이 포함되어 있으며, 대부분의 학자들은 이를 아소카의 칭호인 "프리야다르시"로 복원한다. 아소카와 도시의 연관성에 대한 또 다른 증거는 탁실라 근처의 다르마라지카 스투파의 이름일 수 있다. 이 이름은 아소카("다르마-라자")에 의해 지어졌음을 시사한다.
신들이 기적적으로 아소카에게 무기를 가져다주었다는 이야기는 아소카를 신격화하는 텍스트의 방식일 수도 있고, 아소카를 싫어했던 빈두사라가 그가 탁실라에서 실패하기를 원했음을 나타낼 수도 있다.

### 우자인의 부왕
마하밤사에 따르면, 빈두사라는 아소카를 아반티라슈트라 (현대 우자인주)의 부왕으로 임명했는데, 이는 중인도의 중요한 행정 및 상업 지방이었다. 이 전통은 중인도에서 발견된 사루 마루 비문에 의해 뒷받침되는데, 이 비문은 그가 황자 시절에 그곳을 방문했다고 명시한다. 아소카 자신의 암각 칙령은 그의 통치 기간 동안 우자인에 황자 부왕이 있었다는 사실을 언급하며, 그 자신이 우자인에서 부왕으로 봉사했다는 전통을 더욱 뒷받침한다.

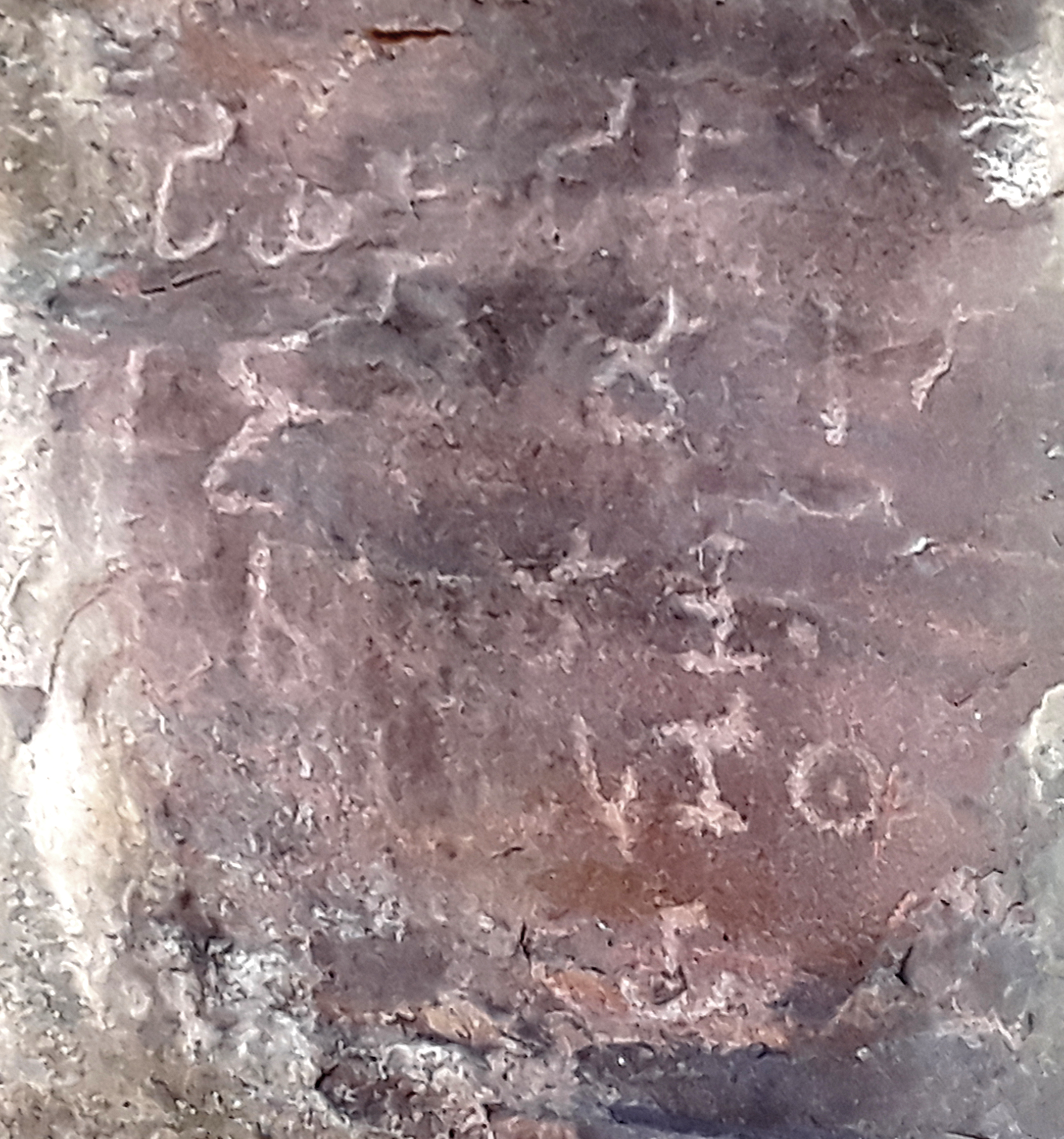
사루 마루 기념 비문은 아소카가 아직 황자였을 때 우자인 지역에 있었음을 언급하는 것으로 보인다.

아소카 시대에 파탈리푸트라는 여러 경로를 통해 우자인과 연결되어 있었으며, 가는 길에 아소카 일행은 그의 비문이 발견된 루프나트에서 숙영했을 수 있다.
스리랑카 전통에 따르면, 아소카는 우자인으로 가는 길에 비디샤를 방문했는데, 그곳에서 그는 아름다운 여성과 사랑에 빠졌다. 디파밤사와 마하밤사에 따르면, 그 여성은 상인의 딸인 데비였다. 마하보디-밤사에 따르면, 그녀는 비디샤-마하데비였고 고타마 붓다의 샤카족 씨족에 속했다. 불교 연대기 작가들은 아소카의 가족을 붓다와 연결하기 위해 샤카족과의 연관성을 날조했을 수 있다. 불교 경전은 그녀가 말년에 불교도였다고 암시하지만, 그녀의 불교로의 개종을 묘사하지는 않는다. 따라서 그녀가 아소카를 만났을 때 이미 불교도였을 가능성이 높다.
마하밤사는 데비가 우자인에서 아소카의 아들 마힌다를 낳았고, 2년 후 상가미트라라는 딸을 낳았다고 말한다. 마하밤사에 따르면, 아소카의 아들 마힌다는 아소카의 통치 6년째에 20세에 출가했다. 이는 아소카가 즉위했을 때 마힌다가 14세였다는 것을 의미한다. 마힌다가 아소카가 20세였을 때 태어났다고 가정하더라도, 아소카는 34세에 즉위해야 하며, 이는 그가 여러 해 동안 부왕으로 봉사했음을 의미한다.

## 제위 계승
전설에 따르면 아소카는 황태자가 아니었고, 그의 제위 계승은 논쟁의 여지가 있었다.
아소카바다나에 따르면, 빈두사라의 장남 수시마는 한때 대머리 대신의 머리를 장난으로 때렸다. 대신은 수시마가 제위에 오른 후 장난으로 칼로 자신을 해칠까 봐 걱정했다. 따라서 그는 때가 되면 아소카가 차크라바르틴 (보편적 통치자)이 될 것이라는 예언을 언급하며 500명의 대신들을 선동하여 아소카의 제위 주장을 지지하도록 했다. 얼마 후, 탁실라가 다시 반란을 일으켰고, 빈두사라는 수시마를 파견하여 반란을 진압하도록 했다. 얼마 지나지 않아 빈두사라는 병에 걸려 곧 죽을 것으로 예상되었다. 수시마는 여전히 탁실라에 있었고, 반란 진압에 실패했다. 빈두사라는 그를 수도로 소환하고 아소카에게 탁실라로 진군하도록 했다. 그러나 대신들은 아소카가 병이 들었다고 말하며, 수시마가 탁실라에서 돌아올 때까지 아소카를 일시적으로 제위에 앉히자고 제안했다. 빈두사라가 그렇게 하기를 거부하자 아소카는 왕위가 정당하게 자신의 것이라면 신들이 자신을 다음 황제로 즉위시킬 것이라고 선언했다. 그 순간 신들이 그렇게 했고, 빈두사라는 죽었으며, 아소카의 권위는 땅 위의 야크샤 영토와 땅 아래의 나가 영토를 포함하여 전 세계로 확장되었다. 수시마가 수도로 돌아왔을 때, 아소카의 새로 임명된 재상 라다굽타는 그를 숯 구덩이로 속여 넣었다. 수시마는 고통스럽게 죽었고, 그의 장군 바드라유다 (Bhadrayudha)는 불교 승려가 되었다.

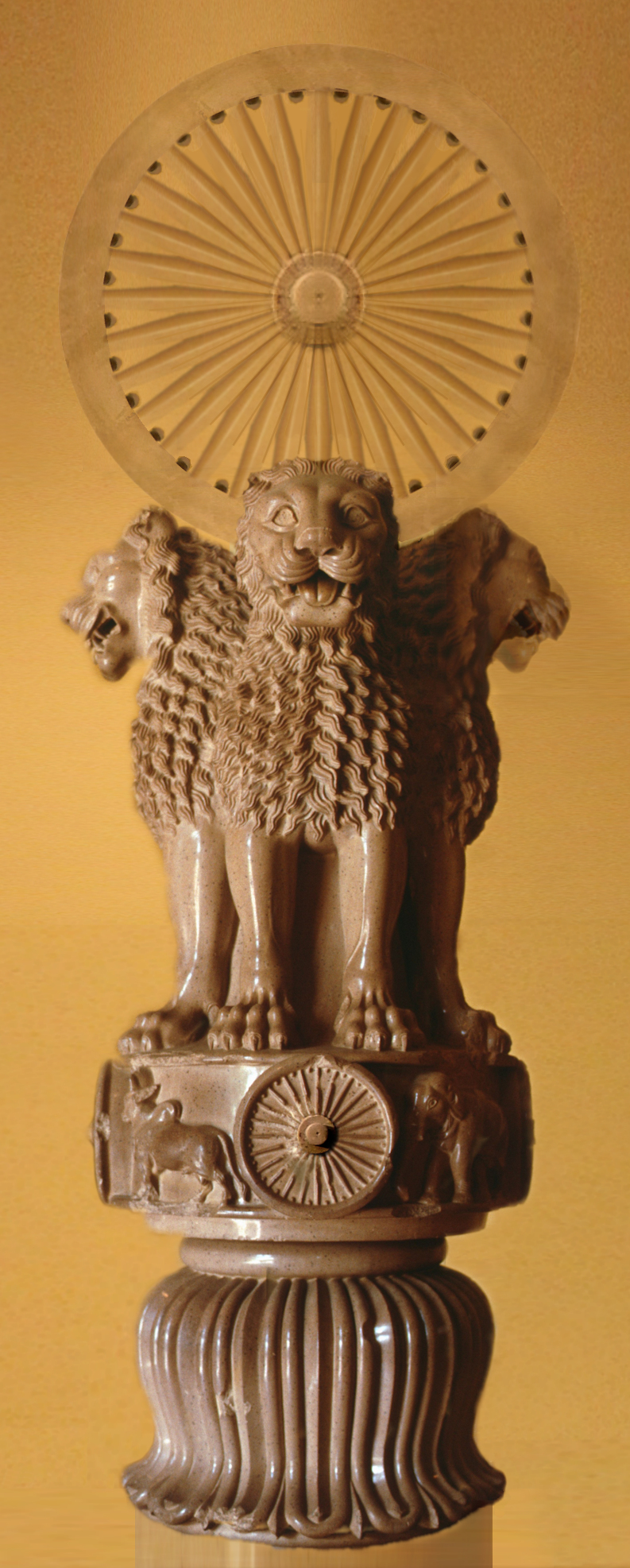
사르나트의 아소카의 사자주두. 네 마리의 아시아사자가 등을 맞대고 서 있는 모습은 불교의 사성제를 상징하며, 도덕의 바퀴(법륜, 사르나트 박물관 공지에 따른 재구성)를 지탱하고 있다. 사자들은 아바쿠스 위에 서 있으며, 아바쿠스는 법륜이 말, 황소, 코끼리, 사자 등 네 마리 동물과 번갈아 장식되어 있다. 아바쿠스 아래의 건축학적 종은 양식화된 거꾸로 된 연꽃이다. 사르나트 박물관.

마하밤사에 따르면, 빈두사라가 병이 들자 아소카는 우자인에서 파탈리푸트라로 돌아와 수도를 장악했다. 아버지의 죽음 이후, 아소카는 그의 장남을 죽이고 왕위에 올랐다. 이 텍스트는 또한 아소카가 수마나를 포함하여 99명의 이복형제들을 죽였다고 말한다. 디파밤사는 그가 100명의 형제들을 죽였고 4년 후에 즉위했다고 말한다. 밤사타파카시니는 아지비카 수행자가 아소카 어머니의 꿈을 해석하여 이 학살을 예언했다고 덧붙인다. 이 기록들에 따르면, 아소카의 이복형제 티사만이 살아남았다. 다른 자료들은 살아남은 형제를 비타쇼카, 비가타쇼카, 수닷타(아-이-우앙-추안에서는 소-타-토), 또는 수가트라(펜-피에-쿵-테-훈에서는 시우-카-투-루)라고 부른다.
99명이나 100명이라는 숫자는 과장된 것으로 보이며, 아소카가 여러 형제들을 죽였다는 것을 나타내는 방식인 것 같다. 타라나타는 전임자의 사생아였던 아소카가 제위에 오르기 위해 6명의 정통 왕자들을 죽였다고 말한다. 아소카가 왕위의 정당한 상속자가 아니었으며, 제위를 얻기 위해 한 명 이상의 형제를 죽였을 가능성이 있다. 그러나 불교 자료들은 그를 불교로 개종하기 전에 악한 사람으로 묘사하려는 시도로 이야기를 과장했다. 아소카의 암각 칙령 5호는 "형제자매와 다른 친척들의 가족"의 복지를 감독하는 관리들을 언급한다. 이는 그의 즉위 후 한 명 이상의 형제들이 살아남았음을 시사한다. 그러나 일부 학자들은 이 제안에 반대하며, 비문이 형제자매의 가족만을 언급하고 형제자매 자신은 언급하지 않는다고 주장한다.

### 즉위 연도
스리랑카 문헌인 마하밤사와 디파밤사에 따르면, 아소카는 고타마 붓다의 죽음 218년 후에 왕위에 올랐고 37년 동안 통치했다. 붓다의 죽음 날짜 자체는 논쟁의 대상이며, 북인도 전승은 아소카가 붓다의 죽음 100년 후에 통치했다고 말하며, 이는 날짜에 대한 추가적인 논쟁으로 이어졌다.
스리랑카 전통이 정확하고, 붓다가 기원전 483년에 사망했다고 가정하면(일부 학자들에 의해 제안된 날짜), 아소카는 기원전 265년에 즉위했음이 틀림없다. 푸라나는 아소카의 아버지 빈두사라가 스리랑카 전통에 명시된 28년이 아니라 25년 동안 통치했다고 말한다. 이것이 사실이라면 아소카의 즉위는 3년 더 이른 기원전 268년으로 거슬러 올라갈 수 있다. 또는 스리랑카 전통이 정확하지만, 붓다가 기원전 486년에 사망했다고 가정하면(광둥 점선 기록에 의해 뒷받침되는 날짜), 아소카의 즉위는 기원전 268년으로 거슬러 올라갈 수 있다. 마하밤사는 아소카가 주권을 획득한 지 4년 후에 황제로 즉위했다고 말한다. 이 공백기는 그가 이 4년 동안 빈두사라의 다른 아들들과 제위 계승 전쟁을 벌였다고 가정하여 설명할 수 있다.
아소카바다나에는 아소카의 재상 야샤스가 손으로 태양을 가리는 이야기가 담겨 있다. P. H. L. 에거몽 교수는 이 이야기가 기원전 249년 5월 4일에 북인도에서 관측된 부분 일식을 언급한 것이라고 이론화했다. 아소카바다나에 따르면, 아소카는 이 일식 이후 어느 시점에 다양한 불교 유적지로 순례를 떠났다. 아소카의 룸민데이 기둥 비문은 그가 통치 21년째에 룸비니를 방문했다고 말한다. 이 방문이 텍스트에 묘사된 순례의 일부였고, 아소카가 일식 후 1-2년경에 룸비니를 방문했다고 가정하면, 기원전 268-269년의 즉위 날짜가 더 가능성이 있어 보인다. 그러나 이 이론은 보편적으로 받아들여지지 않는다. 예를 들어, 존 S. 스트롱에 따르면, 아소카바다나에 묘사된 사건은 연대기와 아무 관련이 없으며, 에거몽의 해석은 전설의 문학적, 종교적 맥락을 심하게 무시한다.

## 불교 개종 이전 치세
스리랑카와 북인도 전통 모두 아소카가 불교를 받아들이기 전에는 폭력적인 사람이었다고 주장한다. 타라나타 또한 아소카가 처음에는 쾌락 추구(카마)에 여러 해를 보냈기 때문에 "카마쇼카"라고 불렸고, 악행을 저지르는 데 몇 년을 보냈기 때문에 "찬다소카"("잔혹한 아소카")라고 불렸으며, 불교로 개종한 후에는 마침내 담마쇼카("의로운 아소카")로 알려지게 되었다고 말한다.
아소카바다나 또한 그를 "찬다쇼카"라고 부르며, 그의 몇 가지 잔혹한 행위를 묘사한다.
- 그가 왕위에 오르는 것을 도왔던 대신들은 그가 즉위한 후 그를 경멸하기 시작했다. 그들의 충성도를 시험하기 위해 아소카는 그들에게 모든 꽃과 열매를 맺는 나무를 베어내라는 터무니없는 명령을 내렸다. 그들이 이 명령을 이행하지 못하자 아소카는 직접 500명의 대신들의 목을 베었다.[88]
- 어느 날, 공원에서 산책하던 아소카와 그의 첩들은 아름다운 아쇼카나무를 발견했다. 이 광경은 그를 연모하는 기분으로 만들었지만, 여성들은 그의 거친 피부를 애무하는 것을 즐기지 않았다. 얼마 후, 아소카가 잠들었을 때, 분개한 여성들은 그의 이름과 같은 나무의 꽃과 가지를 잘라냈다. 아소카가 잠에서 깨어난 후, 그는 벌로 500명의 첩들을 불태워 죽였다.[89]
- 황제의 학살 가담에 경악한 재상 라다굽타는 황제에게 더럽히지 않은 채 미래의 대량 학살을 수행할 처형자를 고용할 것을 제안했다. 잠부드비파 전체를 처형할 수 있다고 자랑하는 마가다 마을 소년 기리카가 이 목적으로 고용되었다. 그는 찬다기리카("잔혹한 기리카")로 알려지게 되었고, 그의 요청으로 아소카는 파탈리푸트라에 감옥을 건설했다.[89] 아소카의 지옥이라고 불리는 이 감옥은 밖에서는 보기 좋았지만, 안에서는 기리카가 죄수들을 잔혹하게 고문했다.[90]

5세기 중국 여행가 법현은 아소카가 직접 지옥을 방문하여 고문 방법을 연구한 후 자신만의 방법을 고안했다고 말한다. 7세기 여행가 현장은 아소카의 "지옥" 터를 표시하는 기둥을 보았다고 주장한다.
마하밤사 또한 아소카의 잔혹성에 대해 간략하게 언급하며, 아소카가 처음에는 악행 때문에 찬다소카라고 불렸지만, 불교로 개종한 후 경건한 행위 때문에 담마쇼카라고 불리게 되었다고 말한다. 그러나 북인도 전통과는 달리, 스리랑카 문헌에는 아소카가 저지른 99명의 형제 살해 외에 구체적인 악행은 언급되지 않는다.
불교 개종 전 아소카를 악한 사람으로 묘사하는 이러한 내용들은 불교 작가들의 날조로 보이며, 불교가 그에게 가져온 변화를 기적으로 제시하려는 시도이다. 이러한 전설들은 이 변화를 극적으로 표현하기 위해 개종 전 아소카의 사악함과 개종 후 그의 경건함을 과장한다.

## 칼링가 전쟁과 불교 개종

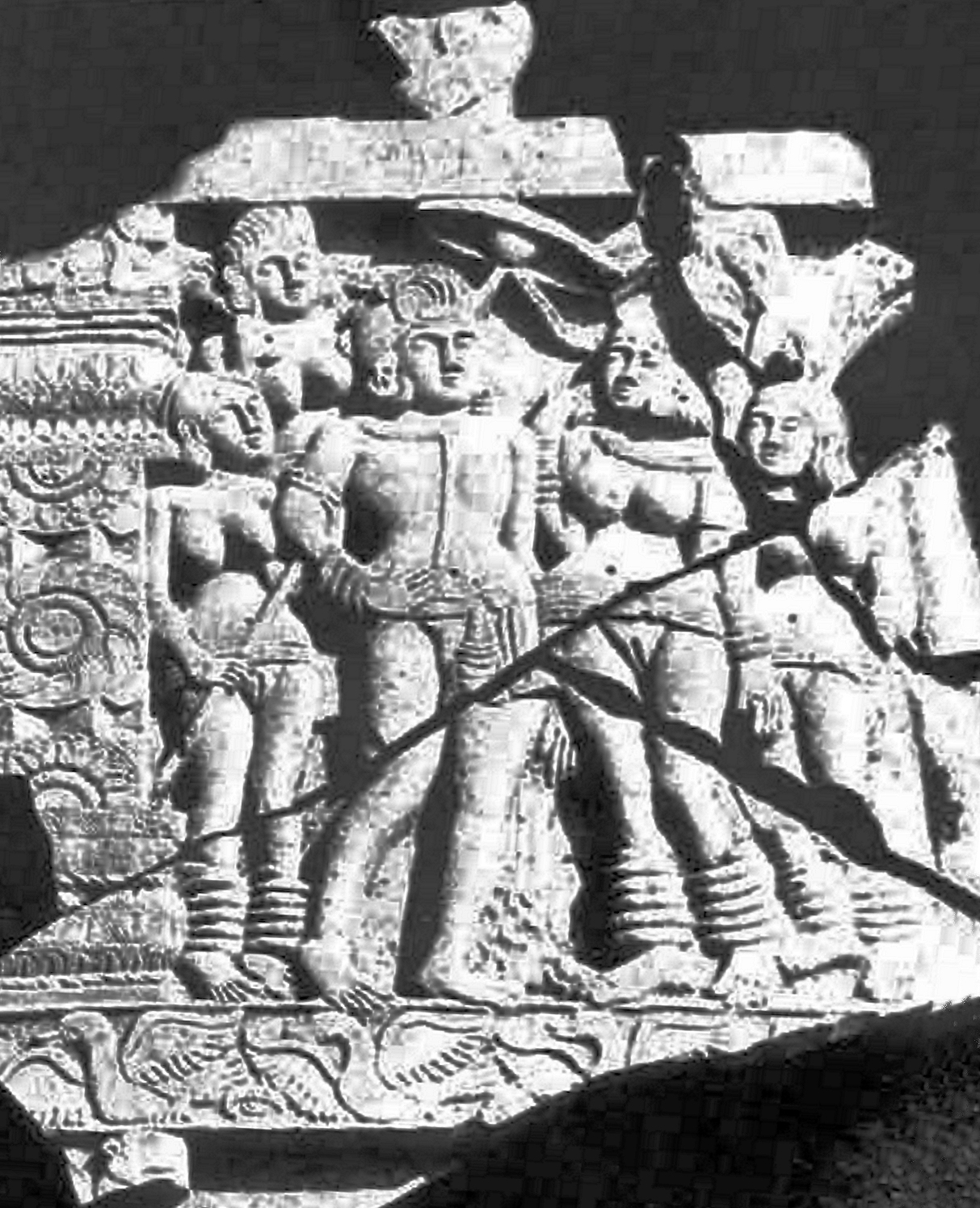
기원전 1~3세기 카나가나할리에 새겨진 아소카와 그의 왕비들의 모습이 담긴 패널. 브라흐미로 "아소카 왕"이라고 쓰여 있다.

아소카의 비문은 그가 통치 8년째에 칼링가 지역을 정복했다고 언급한다. 전쟁 중 발생한 파괴는 그에게 폭력에 대한 회한을 불러일으켰고, 그 후 몇 년 동안 그는 불교에 이끌렸다. 아소카의 암각 칙령 제13호는 왕이 칼링가 점령 후 겪은 파괴를 목격하고 느낀 큰 회한을 표현한다.
칼링가 합병 직후, 성하께서는 경건의 율법을 열렬히 보호하고, 그 율법을 사랑하며, 그 율법을 가르치기 시작하셨습니다. 따라서 성하께서는 이전에 정복되지 않았던 나라를 정복하는 것이 사람들의 도살, 죽음, 그리고 포로로 잡혀가는 것을 수반하기 때문에 칼링가를 정복한 것에 대한 깊은 후회와 유감을 느끼십니다.

한편, 스리랑카 전통은 아소카가 통치 8년째에 이미 독실한 불교도였고, 통치 4년째에 불교로 개종했으며, 통치 5-7년째에 84,000개의 비하라를 건설했다고 주장한다. 불교 전설에는 칼링가 원정에 대한 언급이 없다.
스리랑카 전통에 따르면, 에거몽과 같은 일부 학자들은 아소카가 칼링가 전쟁 이전에 불교로 개종했다고 믿는다. 이 이론의 비판자들은 아소카가 이미 불교도였다면 폭력적인 칼링가 전쟁을 벌이지 않았을 것이라고 주장한다. 에거몽은 아소카가 "중도"에 대한 자신만의 해석을 가지고 있었다고 이론화하여 이 이례적인 현상을 설명한다.
일부 초기 작가들은 아소카가 전쟁으로 인한 고통을 목격한 후 극적으로 불교로 개종했다고 믿었다. 그의 주요 암각 칙령 13호는 그가 칼링가를 합병한 후 담마에 더 가까워졌다고 명시하기 때문이다. 그러나 아소카가 전쟁 후에 불교로 개종했더라도, 비문 증거는 그의 개종이 극적인 사건이라기보다는 점진적인 과정이었음을 시사한다. 예를 들어, 통치 13년째(칼링가 원정 5년 후)에 발표된 소규모 암각 칙령에서 그는 2년 반 이상 우파사카 (불교 신도)였지만 많은 진전을 이루지 못했다고 말한다. 지난 한 해 동안 그는 승가에 더 가까워지고 더 열렬한 신자가 되었다.

### 칼링가 전쟁
아소카의 주요 암각 칙령 제13호에 따르면, 그는 왕위에 오른 지 8년 후에 칼링가를 정복했다. 칙령은 칼링가 정복 동안 10만 명의 사람과 동물이 전투에서 사망했으며, 그보다 훨씬 많은 수가 "멸망"했고, 15만 명의 사람과 동물이 칼링가에서 포로로 잡혀갔다고 말한다. 아소카는 이러한 고통에 대한 회한 때문에 다르마의 수행과 전파에 헌신하게 되었다고 말한다. 그는 이제 나라를 정복하는 동안 발생한 학살, 죽음 및 강제 이주를 고통스럽고 비난할 만하다고 여겼으며, 종교인과 일반 가구주에게 가해진 고통은 더욱 비난할 만하다고 여겼다고 선언한다.
이 칙령은 에라구디, 기르나르, 칼시, 마네슈라, 샤바즈가르히, 칸다하르 등 여러 곳에 새겨져 있다. 그러나 칼링가 지역에서 발견된 아소카의 비문에서는 생략되어 있으며, 암각 칙령 13호와 14호는 아소카의 후회를 언급하지 않는 두 개의 별도 칙령으로 대체되었다. 아소카가 칼링가 사람들에게 그러한 고백을 하는 것이 정치적으로 적절하다고 생각하지 않았을 가능성이 있다. 또 다른 가능성은 아소카의 암각 칙령에 묘사된 칼링가 전쟁과 그 결과가 "실제보다 상상에 가깝다"는 것이다. 이 묘사는 정확성을 확인할 수 없는 멀리 떨어진 사람들에게 감명을 주기 위한 것이다.
고대 문헌에는 아소카의 다른 군사 활동에 대한 언급이 없지만, 16세기 작가 타라나타는 아소카가 잠부드비파 전체를 정복했다고 주장한다.

### 불교와의 첫 접촉
아소카의 불교 개종에 대해서는 여러 가지 이야기가 전해진다.
스리랑카 전통에 따르면, 아소카의 아버지 빈두사라는 브라만교 신자였고, 그의 어머니 다르마는 아지비카 신자였다. 사만타파사디카는 아소카가 통치 초기 3년 동안은 비불교 종파를 따랐다고 말한다. 스리랑카 문헌들은 아소카가 매일 시주를 받던 브라만들의 행동에 만족하지 않았다고 덧붙인다. 그의 신하들은 그에게 일부 아지비카와 니간타 스승들을 데려왔지만, 이들도 그를 감동시키지 못했다.
디파밤사는 아소카가 여러 비불교 종교 지도자들을 궁전으로 초대하고, 황제가 제기한 질문에 답할 것이라는 희망으로 그들에게 큰 선물을 주었다고 말한다. 텍스트는 질문이 무엇이었는지는 명시하지 않지만, 초대된 사람들 중 아무도 답할 수 없었다고 언급한다. 어느 날, 아소카는 파탈리푸트라의 한 길에서 시주를 구하는 니그로다(또는 냐그로다)라는 젊은 불교 비구를 보았다. 그는 황제의 조카였지만, 황제는 이를 알지 못했다. 그는 아소카가 제위 분쟁 중에 살해했던 아소카의 장남 수마나의 유복자였다. 아소카는 니그로다의 평온하고 두려움 없는 모습에 감명받아 그에게 자신의 신앙을 가르쳐달라고 요청했다. 이에 니그로다는 그에게 아파마다 (정진)에 대한 설법을 제공했다. 설법에 감명받은 아소카는 니그로다에게 40만 개의 은화와 매일 8인분의 쌀을 제공했다. 왕은 불교 우파사카가 되었고, 파탈리푸트라의 쿡쿠타라마 사원을 방문하기 시작했다. 사원에서 그는 불교 비구인 목갈리풋타 티사를 만났고, 불교 신앙에 더욱 헌신하게 되었다. 이 이야기의 진실성은 확실하지 않다. 아소카가 합당한 스승을 찾는 이 전설은 아소카가 왜 비폭력과 자비를 옹호하는 또 다른 주요 동시대 신앙인 자이나교를 채택하지 않았는지를 설명하기 위한 것일 수 있다. 전설은 아소카가 그러한 신앙을 찾고 있었기 때문에 불교에 매료된 것이 아니라, 유능한 영적 스승을 찾고 있었다는 것을 시사한다. 스리랑카 전통은 통치 6년째에 아소카의 아들 마힌다가 불교 비구가 되었고, 그의 딸은 불교 비구니가 되었다고 덧붙인다.
디비야바다나의 한 이야기는 아소카의 개종을 슈라바스티 출신의 전 상인이었던 불교 비구 사무드라의 공으로 돌린다. 이 기록에 따르면, 사무드라는 아소카의 "지옥" 감옥에 수감되었지만, 자신의 기적적인 능력으로 자신을 구했다. 아소카가 이 소식을 듣고 그 비구를 방문했고, 그 비구가 행한 일련의 기적에 더욱 감명받았다. 그는 그 후 불교도가 되었다. 아소카바다나의 한 이야기는 사무드라가 상인의 아들이었으며, 아소카를 만났을 때 12세 소년이었다고 말한다. 이 기록은 니그로다 이야기에 영향을 받은 것으로 보인다.
아육왕전은 7세 소년 불교도가 아소카를 개종시켰다고 말한다. 또 다른 이야기는 그 어린 소년이 불교에 관심을 보이는 아소카를 괴롭히던 브라만 500명을 먹어치웠다고 주장한다. 이 브라만들은 나중에 아소카가 방문했던 쿡쿠타라마 승원에서 기적적으로 불교 비구들로 변했다.
아소카가 즉위할 무렵 인도 여러 지역에 여러 불교 시설이 존재했다. 불교 승가의 어떤 분파가 그에게 영향을 미쳤는지는 명확하지 않지만, 그의 수도 파탈리푸트라에 있던 분파가 유력한 후보이다. 또 다른 유력한 후보는 마하보디 사원에 있던 분파이다. 주요 암각 칙령 8호는 그의 통치 10년 후 부다가야의 붓다 깨달음의 장소인 보리수 방문을 기록하고 있으며, 통치 13년째에 발표된 소규모 암각 칙령은 그가 같은 시기에 불교도가 되었음을 시사한다.

## 불교 개종 이후 치세

### 스투파 및 사찰 건립

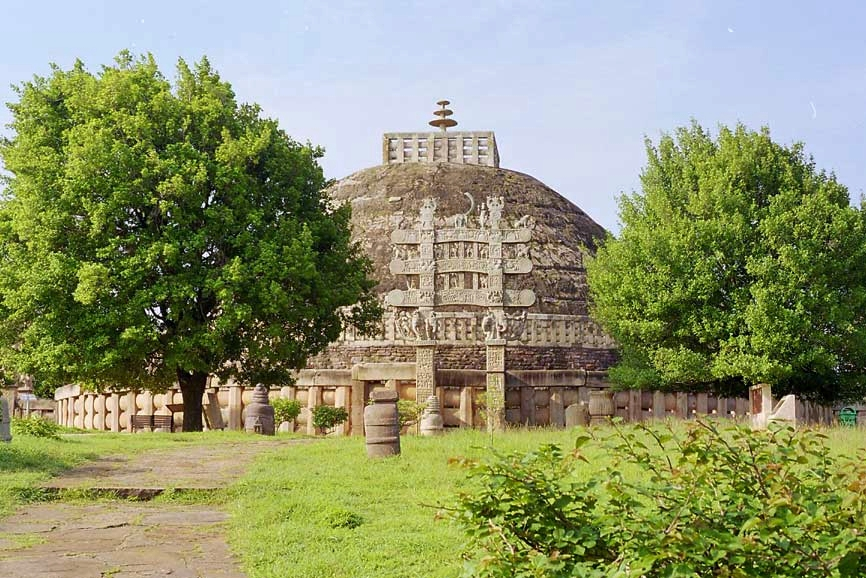
산치의 스투파. 중앙 스투파는 마우리아 시대에 지어졌고 숭가 시대에 확장되었지만, 장식된 입구는 후기 왕조인 사타바하나 왕조의 것으로 추정된다.

마하밤사와 아소카바다나는 모두 아소카가 84,000개의 스투파 또는 비하라를 건설했다고 말한다. 마하밤사에 따르면, 이 활동은 그의 통치 5~7년째에 일어났다.
아소카바다나는 아소카가 고타마 붓다의 여덟 유물 중 일곱 개를 모아, 그 일부를 금, 은, 묘안석, 수정으로 만든 84,000개의 상자에 보관했다고 말한다. 그는 인구가 10만 명 이상인 도시에 84,000개의 스투파를 건설하라고 명령했다. 그는 쿡쿠타라마 승원의 고승 야샤스에게 이 스투파들을 같은 날에 완성하고 싶다고 말했다. 야샤스는 손으로 태양을 가림으로써 완공 시간을 알리겠다고 말했으며, 그가 그렇게 하자 84,000개의 스투파가 동시에 완성되었다.

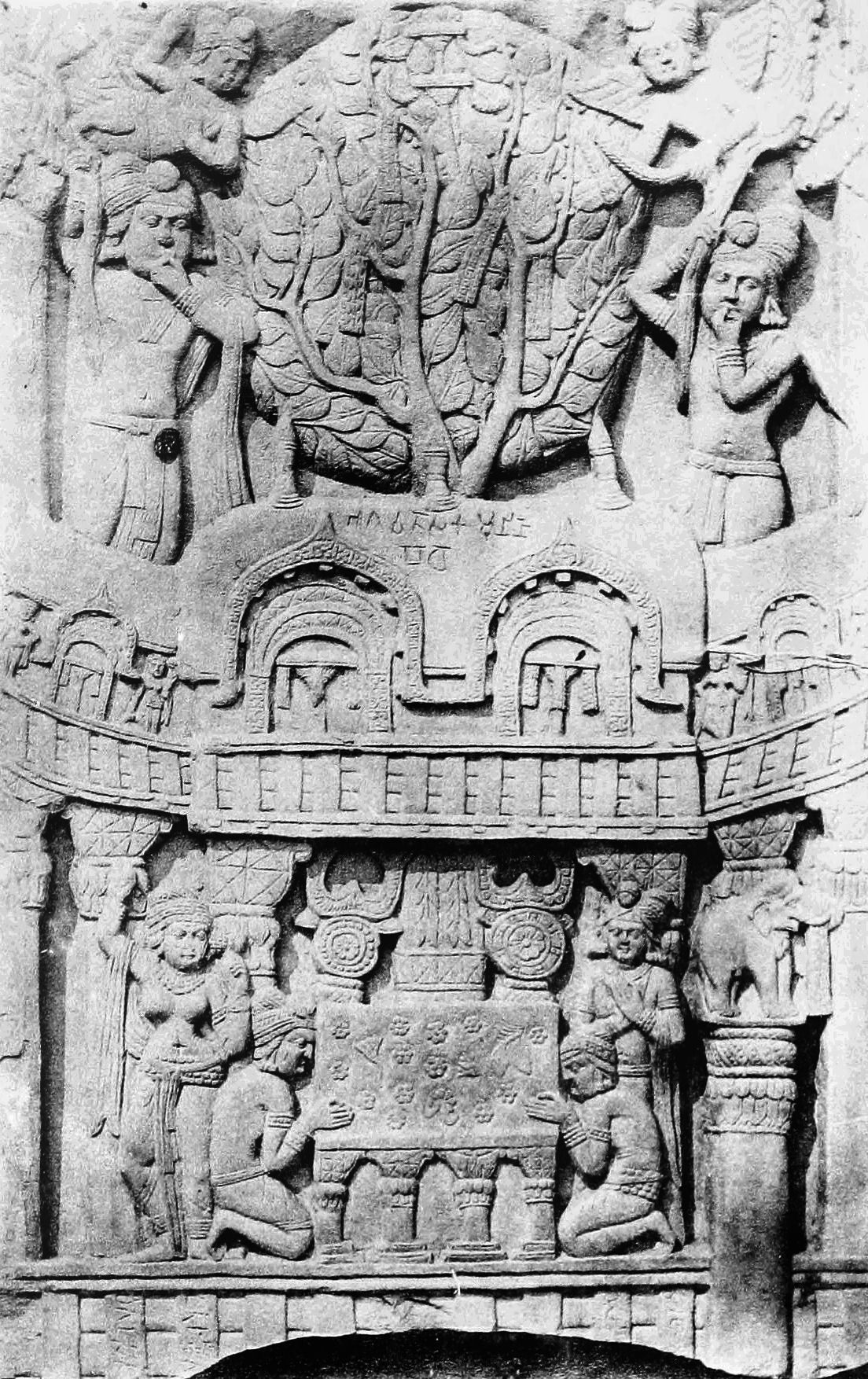
기원전 1세기 바르후트 부조에 새겨진 부다가야의 마하보디 사원 주변에 아소카가 지은 원래 마하보디 사원의 모습. 중앙에는 금강좌 또는 "붓다의 깨달음의 왕좌"가 기둥들과 함께 숭배의 대상이 되고 있다. 오른쪽 모서리에는 코끼리 머리가 있는 아소카의 기둥이 보인다.

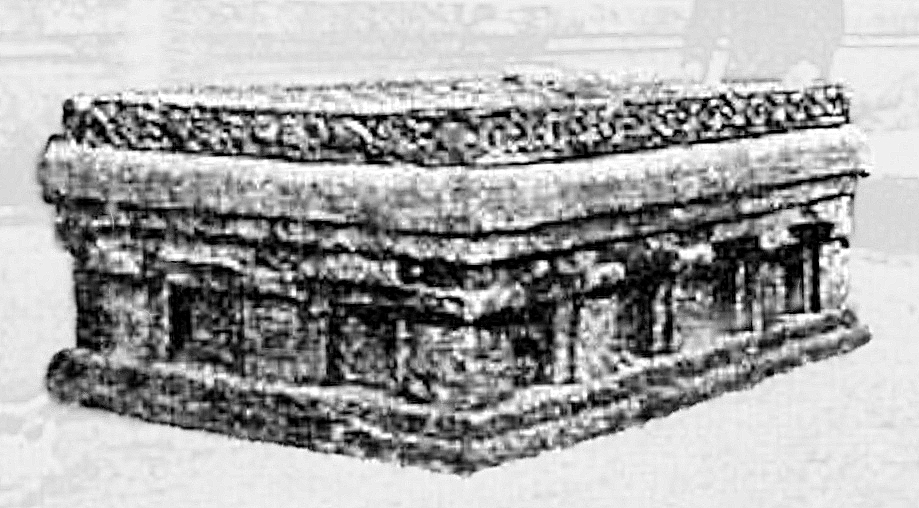
20세기 초반에 재발견된 부다가야의 마하보디 사원에 있는 금강좌 또는 "붓다의 깨달음의 왕좌". 이것은 아소카가 붓다의 깨달음을 기념하기 위해 그보다 약 200년 전에 지은 것이다.

마하밤사는 아소카가 유물을 보관하기 위해 스투파 대신 84,000개의 비하라 건설을 명령했다고 말한다. 아소카바다나와 마찬가지로 마하밤사도 아소카의 유물 수집을 묘사하지만, 건설 활동과 관련하여 이 사건을 언급하지는 않는다. 목갈리풋타 티사가 붓다의 다르마에 84,000개의 섹션이 있다고 말하자 아소카가 84,000개의 비하라를 건설하기로 결정했다고 말한다. 아소카는 직접 아쇼카라마 비하라 건설을 시작했고, 부하 왕들에게 다른 비하라들을 건설하도록 명령했다. 아쇼카라마는 테라 인다가타의 기적적인 힘으로 완성되었으며, 84,000개의 비하라 완공 소식이 같은 날 여러 도시에서 도착했다.
아래의 스투파와 비하라 건설은 아소카의 공로로 여겨진다.
- 산치, 마디아프라데시주, 인도
- 다멕 스투파, 사르나트, 우타르프라데시주, 인도
- 마하보디 사원, 비하르주, 인도
- 바라바르 동굴, 비하르주, 인도
- 날란다 마하비하라 (사리풋타 스투파 일부), 비하르주, 인도
- 탁실라 대학 (다르마라지카 스투파와 쿠날라 스투파 일부), 탁실라, 파키스탄
- 비르 둔덕 (재건), 탁실라, 파키스탄
- 바르후트 스투파, 마디아프라데시주, 인도
- 데오르코타르 스투파, 마디아프라데시주, 인도
- 부트카라 스투파, 스와트 (파키스탄)
- 사나티 스투파, 카르나타카주, 인도
- 미르 루쿤 스투파, 나왑샤, 파키스탄

### 담마 전파
아소카의 암각 칙령은 그의 통치 8-9년째에 그가 보리수로 순례를 떠나 다르마를 전파하기 시작했으며, 사회 복지 활동을 수행했다고 시사한다. 복지 활동에는 인간과 동물을 위한 의료 시설 설립; 약초 재배; 우물 파기 및 도로를 따라 나무 심기가 포함되었다. 이러한 활동은 촐라, 판디아, 사티야푸트라, 탐라파르니, 안티요카의 그리스 왕국을 포함한 이웃 왕국에서도 수행되었다.
칙령은 또한 그의 통치 10-11년째에 아소카가 불교 승가에 더 가까워졌고, 최소 256일 동안 지속된 제국 순회를 떠났다고 말한다.
통치 12년째에 아소카는 다르마 전파를 위해 칙령을 새기기 시작했으며, 그의 관리들(라주카와 프라데시카)에게 5년마다 순회를 통해 검사를 하고 다르마를 설교하도록 명령했다. 다음 해에는 담마-마하마트라 직책을 신설했다.
통치 14년째에 그는 붓다 카나카무니 스투파의 확장을 의뢰했다.

### 제3결집
스리랑카 전통은 불교 공동체에서 아소카의 더 큰 역할을 제시한다. 이 전통에서 아소카는 대규모로 승려들을 먹이기 시작한다. 그의 국가 후원에 대한 호화로운 후원은 많은 가짜 승려들이 승가에 가입하도록 이끈다. 진짜 불교 승려들은 이러한 가짜 승려들과 협력하기를 거부하고, 따라서 7년 동안 포살 의식이 열리지 않는다. 왕은 가짜 승려들을 제거하려고 시도하지만, 이 시도 중에 지나치게 열성적인 대신이 일부 진짜 승려들을 살해하게 된다. 왕은 그 후 노승 목갈리풋타 티사를 초대하여 그가 파탈리푸트라에 세운 수도원에서 비불교도들을 추방하는 것을 돕도록 한다. 이 과정에서 이단으로 유죄 판결을 받은 60,000명의 비구들이 승려복을 벗는다. 그 후 포살 의식이 열리고, 티사는 이어서 아소카의 통치 17년째에 제3결집을 조직한다. 티사는 까따왓투를 편찬하는데, 이 텍스트는 여러 지점에서 테라바다 정통성을 재확인한다.
북인도 전통은 이러한 사건들을 언급하지 않으며, 이는 제3결집의 역사성에 대한 의구심을 불러일으켰다.

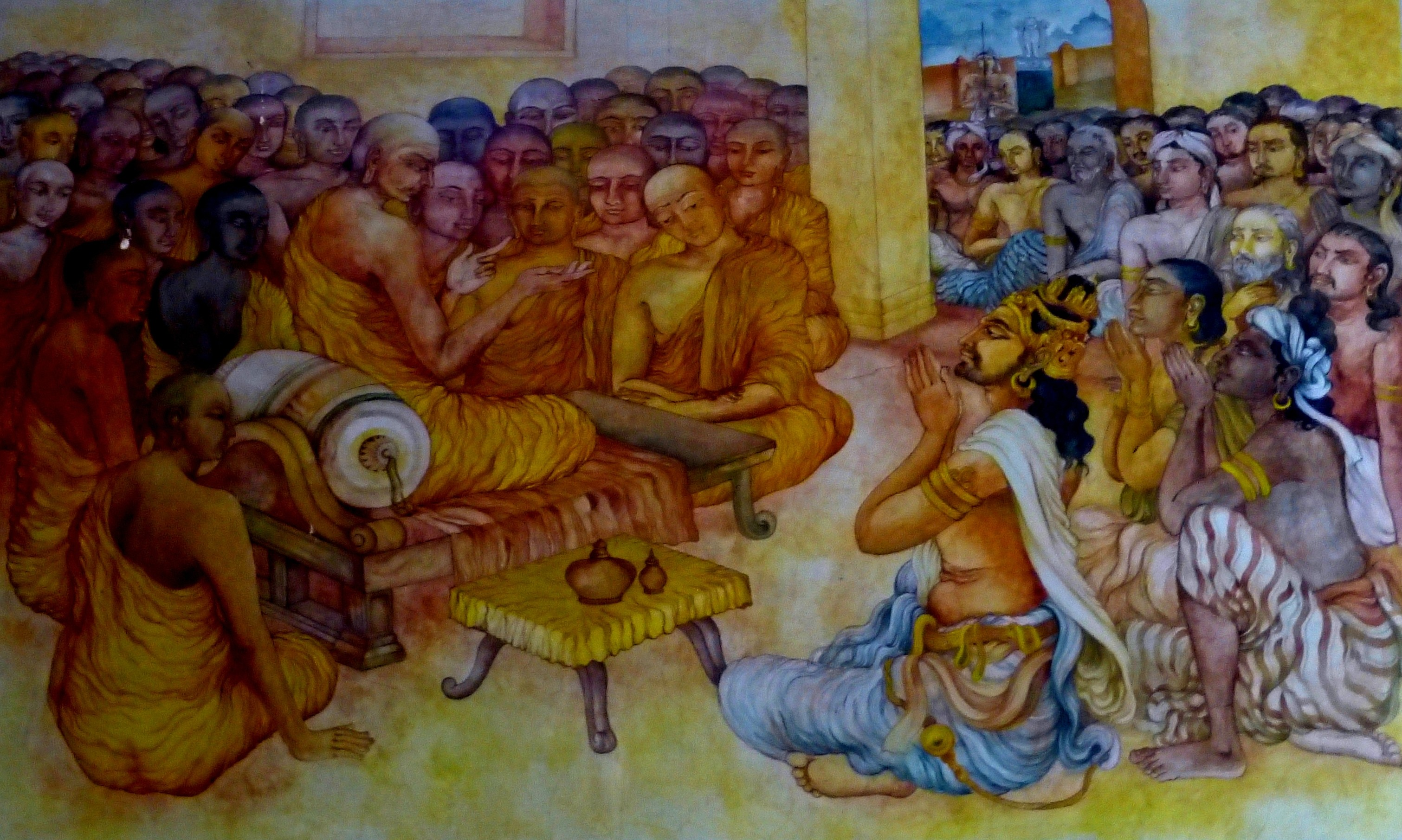
제3결집의 아소카와 목갈리풋타 티사 승려. 나바 제타바나, 슈라바스티.

리처드 곰브리치는 비문 증거에 의한 이 이야기의 비확증이 완전히 비역사적인 것으로 기각될 수 없다고 주장하는데, 아소카의 여러 비문들이 유실되었을 수 있기 때문이다. 곰브리치는 또한 아소카의 비문들이 그가 승가의 "통일성과 순수성" 유지에 관심이 있었음을 증명한다고 주장한다. 예를 들어, 그의 소규모 암각 칙령 3호에서 아소카는 승가의 구성원들에게 특정 텍스트(대부분 미확인)를 연구하도록 권고한다. 마찬가지로, 산치, 사르나트, 코삼에서 발견된 비문에서 아소카는 승가의 반대파 구성원들을 추방해야 한다고 명령하며, 승가가 단결하고 번성하기를 바라는 그의 열망을 표현한다.
8세기 불교 순례자 의정은 아소카가 불교 승가에 관여한 또 다른 이야기를 기록한다. 이 이야기에 따르면, 고타마 붓다와 동시대의 초기 왕 빔비사라는 어느 날 꿈에서 천 조각 18개와 막대기 하나를 보았다. 붓다는 꿈을 자신의 철학이 죽은 후 18개 학파로 나뉠 것이며, 아소카라는 왕이 100년 후에 이 학파들을 통합할 것이라고 해석했다.

### 불교 선교
스리랑카 전통에 따르면, 아소카의 후원을 받는 목갈리풋타 티사는 기원전 250년경 "국경 지역"에 불교를 전파하기 위해 9개의 불교 선교단을 파견한다. 이 전통은 아소카가 직접 이 선교단을 파견했다고 인정하지 않는다. 각 선교단은 5명의 승려로 구성되며, 한 명의 장로가 이끈다. 스리랑카에는 자신의 아들 마힌다를 네 명의 다른 장로들(잇티야, 웃티야, 삼발라, 바다살라)과 함께 보냈다. 다음으로, 목갈리풋타 티사의 도움으로 아소카는 카슈미르, 간다라, 히말라야, 요나(그리스인)의 땅, 마하라슈트라, 수반나붐미, 스리랑카와 같은 먼 지역으로 불교 선교사들을 보냈다.
스리랑카 전통은 이 선교를 아소카의 통치 18년째로 비정하며, 다음 선교사들의 이름을 명시한다.
- 마힌다는 스리랑카로
- 마자한티카는 카슈미르와 간다라로
- 마하데바는 마히사-만달라 (아마도 현대 마이소르 지역)로
- 락키타는 바나바사로
- 그리스인 담마락키타는 아파란타카 (서인도)로
- 마하-담마-락키타는 마하라슈트라로
- 마하락키타는 그리스 국가로
- 마자히마는 히말라야로
- 소나와 웃타라는 수반나붐미 (아마도 하부 버마와 태국)로

전통은 통치 19년째에 아소카의 딸 상가미트라가 성스러운 보리수 묘목을 가지고 스리랑카로 가서 비구니 교단을 설립했다고 덧붙인다.
북인도 전통은 이러한 사건들을 언급하지 않는다. 아소카 자신의 비문도 이러한 사건들에 대한 언급을 생략하는 것으로 보이며, 이 기간 동안 그의 활동 중 하나만을 기록하고 있다. 통치 19년째에 그는 우기에 수행자들이 머물 수 있도록 칼라티카 동굴을 기증했다. 아소카의 소규모 석주 칙령은 다음 해에 그가 붓다가 태어난 곳인 룸비니와 붓다 카나카무니의 스투파로 순례를 떠났음을 시사한다.
암각 칙령 13호는 아소카가 다섯 왕국과 여러 다른 왕국에 사신을 보내 "담마 승리"를 거두었다고 말한다. 이러한 선교가 불교 연대기에 기록된 불교 선교와 일치하는지는 논쟁의 여지가 있다. 인도학자 에티엔 라모트는 아소카의 비문에 언급된 "담마" 선교사들이 불교 승려가 아니었을 가능성이 높다고 주장하는데, 이 "담마"가 "불교"와 동일하지 않았기 때문이다. 또한, 비문에 언급된 선교 목적지 목록과 선교 날짜는 불교 전설에 언급된 것과 일치하지 않는다.
에리히 프라우발너와 리처드 곰브리치와 같은 다른 학자들은 스리랑카 전통에 언급된 선교가 역사적이라고 믿는다. 이 학자들에 따르면, 이 이야기의 일부는 고고학적 증거에 의해 뒷받침된다. 비나야 니다나는 히말라야 지역으로 갔다고 전해지는 다섯 승려의 이름을 언급한다. 이 이름들 중 세 개는 비르사 (비디샤 근처)에서 발견된 유물 함에 새겨져 있었는데, 이 함들은 기원전 2세기 초로 추정되며, 비문은 승려들이 히말라야 학파 출신이라고 명시한다. 선교는 중인도의 비디샤에서 시작되었을 수 있는데, 그곳에서 함들이 발견되었고, 마힌다는 스리랑카로 출발하기 전에 그곳에서 한 달 동안 머물렀다고 전해지기 때문이다.
곰브리치에 따르면, 선교에는 다른 종교의 대표자들도 포함되었을 수 있으며, 따라서 "담마"에 대한 라모트의 반대는 유효하지 않다. 불교 연대기 작가들은 비불교도들을 언급하지 않기로 결정했을 수 있는데, 이는 불교를 덜 중요하게 다루지 않기 위함이다. 프라우발너와 곰브리치 또한 아소카가 직접 선교를 책임졌다고 믿는데, 오직 재정적으로 풍족한 통치자만이 그러한 활동을 후원할 수 있었기 때문이다. 상좌부 불교에 속하는 스리랑카 연대기들은 자신들의 종파를 영광스럽게 하기 위해 상좌부 승려 목갈리풋타 티사의 역할을 과장한다.
일부 역사가들은 불교가 아소카의 왕실 후원 때문에 주요 종교가 되었다고 주장한다. 그러나 비문 증거는 북서인도와 데칸 지역에서 불교 확산이 아소카의 선교보다는 불교 시설을 지원했던 상인, 무역업자, 지주, 장인 조합 때문이었음을 시사한다.

### 개종 후의 폭력
5세기 불교 전설인 아소카바다나에 따르면, 아소카는 불교로 개종한 후에도 폭력을 사용했다. 예를 들어:
- 그는 "지옥" 감옥에서 찬다기리카를 천천히 고문하여 죽였다.[134]
- 그는 한 명의 잘못 때문에 18,000명의 이단자들을 학살하라고 명령했다.[134]
- 그는 이단자의 목에 현상금을 걸고 자이나교에 대한 박해를 시작했으며, 이로 인해 자신의 형제 비타쇼카가 참수되었다.[134]

아소카바다나에 따르면, 푼드라의 한 비불교도가 붓다가 니르그란타 지도자 자나티푸트라의 발에 절하는 그림을 그렸다. 니르그란타("속박에서 벗어난")라는 용어는 원래 자이나교 이전의 고행자 교단을 지칭하는 데 사용되었지만, 나중에는 자이나교 승려를 지칭하는 데 사용되었다. "자나티푸트라"는 자이나교의 24대 티르탕카라 마하비라와 동일시된다. 전설에 따르면 불교 신자의 불평을 듣고 아소카는 비불교 예술가를 체포하라는 명령을 내렸고, 이어서 푼드라바르다나의 모든 아지비카교도들을 살해하라는 또 다른 명령을 내렸다. 이 명령의 결과로 아지비카 종파의 약 18,000명의 추종자들이 처형되었다. 얼마 후, 파탈리푸트라의 또 다른 니르그란타 추종자가 비슷한 그림을 그렸다. 아소카는 그와 그의 온 가족을 집에서 산 채로 불태웠다. 그는 또한 니르그란타 이단자의 목을 가져오는 누구에게나 1 디나라의 상을 발표했다. 아소카바다나에 따르면, 이 명령의 결과로 그의 친형제가 이단자로 오인되어 소치기에 의해 살해되었다. 아소카는 자신의 실수를 깨닫고 명령을 철회했다.
몇 가지 이유로 학자들은 아소카가 라이벌 종파를 박해했다는 이러한 이야기들이 종파적 선전에서 비롯된 명백한 날조라고 말한다.
또한, 이러한 이야기들은 아소카를 언급하는 자이나교 경전 자체, 예를 들어 파리시스타파르반(Parishtaparvan)이나 테라발리(Theravali)에는 나타나지 않는다.

## 가족

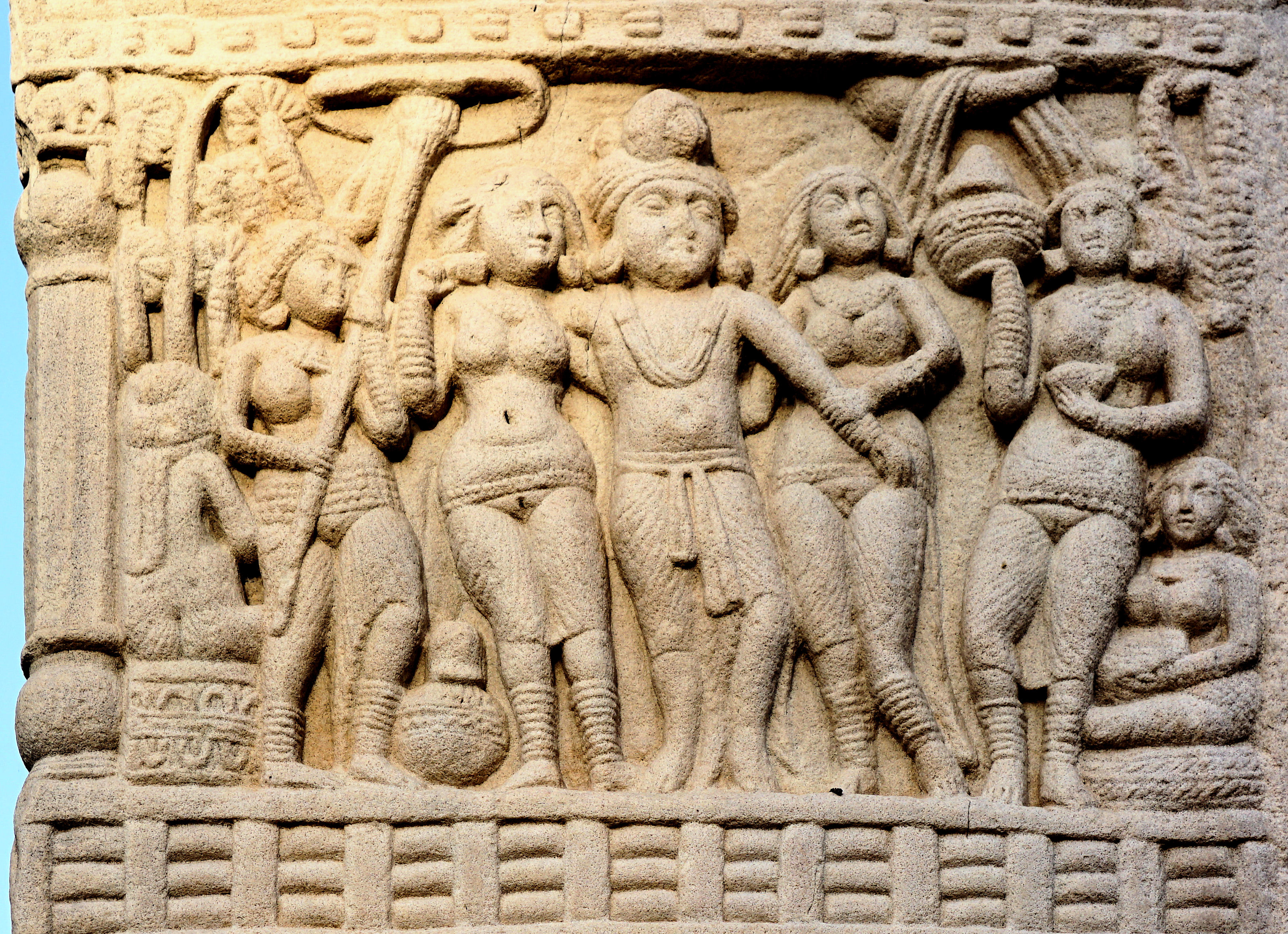
산치의 부조에 새겨진 황제(아마도 아소카)와 두 명의 황후 아산디미트라, 카루바키, 그리고 세 명의 시종. 이 황제가 아소카임을 시사하는 것은 카나가나할리에 있는 유사한 부조에 그의 이름이 새겨져 있기 때문이다.

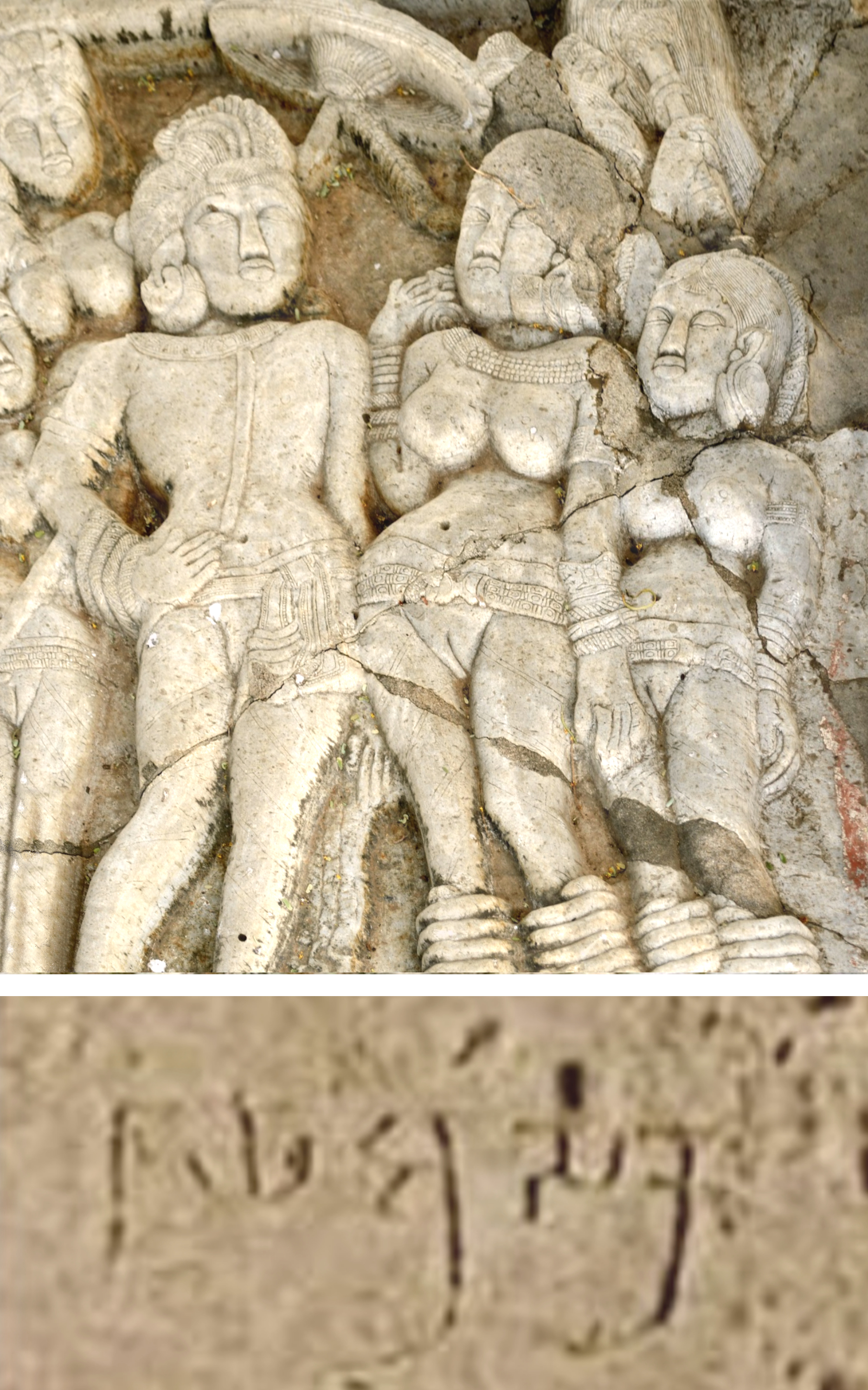
기원전 1~3세기, 사나티 근처 카나가나할리의 아소카와 그의 황후 티슈야라크샤. 이 부조에는 브라흐미 문자로 "라야 아소코"(𑀭𑀸𑀬 𑀅𑀲𑁄𑀓𑁄, "아소카 왕")라는 비문이 새겨져 있다. 이 부조는 황제와 그의 황후, 파리채를 든 두 시종, 그리고 우산을 든 한 시종을 묘사한다.

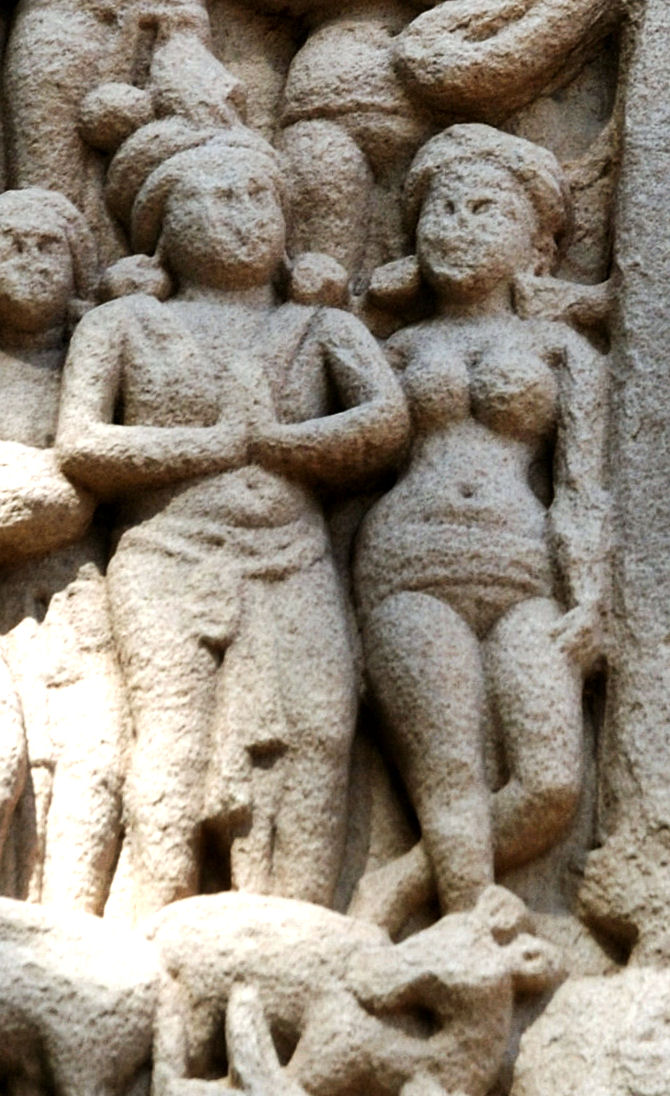
사르나트의 녹야원에서 아소카 황제와 그의 황후 데비(샤카쿠마리). 산치 부조.

### 황후
다양한 자료에서 아소카의 황후 다섯 명을 언급한다: 데비 (또는 베디사-마하데비-샤카쿠마리), 아산디미트라, 파드마바티, 카루바키 및 티슈야라크샤.
카루바키는 아소카 자신의 비문에서 알려진 유일한 황후이다. 그녀는 알라하바드의 기둥에 새겨진 칙령에 언급되어 있다. 이 비문은 그녀를 티발라 황자의 어머니로 지칭하며, 황실 관리들에게 그녀의 종교적 및 자선적 기부를 기록하도록 명령한다. 한 가지 이론에 따르면, 티슈야라크샤는 카루바키의 존호였다.
마하밤사에 따르면, 아소카의 정비는 아산디미트라였으며, 그녀는 아소카보다 4년 먼저 사망했다. 이 문헌은 그녀가 전생에 한 연각을 꿀 상인(후에 아소카로 환생)에게 안내했기 때문에 아소카의 황후로 태어났다고 말한다. 일부 후대 문헌들은 그녀가 연각에게 자신이 만든 천 조각을 추가로 선물했다고도 말한다. 이러한 문헌에는 다사바투파카라나, 이른바 캄보자 또는 확장 마하밤사(아마도 9-10세기) 및 트라이 부미 카타(15세기)가 포함된다. 이 문헌들은 또 다른 이야기를 전한다. 어느 날 아소카는 카르마를 통해 얻지 못한 맛있는 사탕수수 조각을 즐기는 아산디미트라를 비웃었다. 아산디미트라는 자신의 모든 즐거움이 자신의 카르마에서 비롯된 공덕의 결과라고 답했다. 그러자 아소카는 그녀에게 승려들에게 바칠 6만 벌의 옷을 구해오라고 도전했다. 밤에 수호신들이 그녀에게 전생에 연각에게 선물한 것을 알려주었고, 다음 날 그녀는 기적적으로 6만 벌의 옷을 구할 수 있었다. 감명받은 아소카는 그녀를 가장 총애하는 황후로 삼았고, 심지어 주권자로 만들어주겠다고 제안했다. 아산디미트라는 제안을 거절했지만, 여전히 아소카의 1만 6천 명의 다른 여성들의 질투를 불러일으켰다. 아소카는 자신의 황실 인장이 숨겨진 1만 6천 개의 동일한 빵을 구워 아산디미트라의 우월성을 증명했다. 각 아내는 빵을 선택하도록 요청받았고, 아산디미트라만이 황실 인장이 있는 빵을 얻었다. 트라이 부미 카타는 아산디미트라가 남편에게 불교도가 되고 8만 4천 개의 스투파와 8만 4천 개의 비하라를 건설하도록 격려했다고 주장한다.
마하밤사에 따르면, 아산디미트라가 죽은 후, 티슈야라크샤가 정비가 되었다. 아소카바다나는 아산디미트라를 전혀 언급하지 않지만, 티슈야라크샤를 티슈야라크시타라고 언급한다. 디비야바다나는 왕세자 쿠날라의 어머니인 파드마바티라는 또 다른 황후를 언급한다.
앞서 언급했듯이, 스리랑카 전통에 따르면 아소카는 중인도에서 황자 시절에 데비 (또는 비디샤-마하데비)와 사랑에 빠졌다. 아소카가 제위에 오른 후, 데비는 제국의 수도 파탈리푸트라로 이사하는 것보다 비디샤에 머물기를 선택했다. 마하밤사에 따르면, 아소카의 정비는 데비가 아니라 아산디미트라였다. 이 텍스트는 두 여성 간의 어떤 연결도 언급하지 않으므로, 아산디미트라가 데비의 다른 이름이었을 가능성은 낮다. 스리랑카 전통은 아소카와 데비 간의 관계를 묘사하기 위해 "삼바사"라는 단어를 사용하는데, 현대 학자들은 이를 결혼 외 성관계 또는 부부로서의 동거로 다양하게 해석한다. 아소카가 데비와 결혼하지 않았다고 주장하는 사람들은 데비가 그의 즉위 후 파탈리푸트라에서 아소카의 정비가 되지 않았다는 사실이 그들의 이론을 뒷받침한다고 주장한다. 디파밤사는 아소카와 데비의 두 자녀인 마힌다와 상가미트라를 언급한다.

### 아들
아소카와 카루바키의 넷째 아들 티발라는 아소카의 아들 중 유일하게 비문에 이름이 언급된 인물이다.
북인도 전통에 따르면, 아소카에게는 쿠날라라는 둘째 아들이 있었다. 쿠날라에게는 삼프라티라는 아들이 있었다.
스리랑카 전통은 불교 선교사로 스리랑카에 파견된 마힌다라는 아들을 언급한다. 이 아들은 북인도 전통에는 전혀 언급되지 않는다. 중국 순례자 현장은 마힌다가 아소카의 이복형제(비타쇼카 또는 비가타쇼카)였고 사생아가 아니었다고 말한다.
디비야바다나는 황태자 쿠날라, 즉 다르마비바르다나를 아소카와 파드마바티 황후의 둘째 아들로 언급한다. 법현에 따르면, 다르마비바르다나는 간다라의 총독으로 임명되었다.
라자타랑기니는 잘라우카를 아소카의 셋째 아들로 언급한다.

### 딸
스리랑카 전통에 따르면, 아소카에게는 상가미트라라는 딸이 있었는데, 그녀는 비구니가 되었다. 로밀라 타파르와 같은 일부 역사가들은 다음 근거로 상가미트라의 역사성에 의문을 제기한다.
- "상가미트라"라는 이름은 문자 그대로 불교 교단(승가)의 친구를 의미하며, 그녀가 실론 여왕이 수계할 수 있도록 실론으로 갔다는 이야기는 과장된 것으로 보인다.[149]
- 마하밤사에 따르면, 그녀는 아소카의 조카 아그니브라흐마와 결혼했으며, 부부에게는 수마나라는 아들이 있었다. 동시대의 족외혼에 관한 법률은 사촌 간의 그러한 결혼을 금했을 것이다.[152]
- 마하밤사에 따르면, 그녀는 18세에 비구니로 수계했다.[149] 이야기는 그녀가 2년 전에 결혼했으며, 그녀의 남편과 자녀도 수계했다고 시사한다. 그녀가 그렇게 어린 자녀를 두고 비구니가 되는 것이 허용되었을 가능성은 낮다.[152]

또 다른 자료에서는 아소카에게 차루마티라는 딸이 있었고, 그녀가 데바팔라라는 크샤트리야와 결혼했다고 언급한다.

### 형제
아소카바다나에 따르면, 아소카에게는 수시마라는 이복형이 있었다.
- 스리랑카 전승에 따르면, 이 형제는 티사였는데, 그는 처음에는 세상 걱정 없이 호화로운 삶을 살았다. 그에게 교훈을 주기 위해 아소카는 그를 며칠 동안 왕위에 앉혔다가, 찬탈자라고 비난하며 7일 후에 죽음을 선고했다. 이 7일 동안 티사는 불교 승려들이 죽음의 가능성을 인식했기 때문에 쾌락을 포기한다는 것을 깨달았다. 그는 그 후 궁궐을 떠나 아라한이 되었다.[80]
- 테라가타 주석은 이 형제를 비타소카라고 부른다. 이 전설에 따르면, 어느 날 비타소카는 머리에 흰머리를 발견하고 자신이 늙었음을 깨달았다. 그는 그 후 수도원으로 은퇴하여 아라한이 되었다.[135]
- 법현은 어린 동생을 마헨드라라고 부르며, 아소카가 그의 부도덕한 행동을 꾸짖었다고 말한다. 동생은 그 후 어두운 동굴로 은퇴하여 명상하고 아라한이 되었다. 아소카는 그를 가족에게 돌아오도록 초대했지만, 그는 언덕에서 혼자 사는 것을 선호했다. 그래서 아소카는 파탈리푸트라 안에 그를 위해 언덕을 건설했다.[135]
- 아소카-바다나(Ashoka-vadana)는 아소카의 형제가 비불교 자이나교도로 오인되어 아소카가 명령한 자이나교 학살 중에 살해되었다고 말한다.[135]

## 제국의 범위
아소카의 전임자들이 통치했던 영토의 범위는 확실하지 않지만, 그의 할아버지 찬드라굽타의 제국이 서해안(아라비아해)에서 동해안(벵골만)까지 인도 북부 전역을 포괄하며 인도 아대륙의 거의 3분의 2를 차지했을 가능성이 있다. 빈두사라와 아소카는 제국을 남쪽으로 확장한 것으로 보인다. 아소카의 비문 분포는 그의 제국이 최남단 지역을 제외하고 거의 전체 인도 아대륙을 포함했음을 시사한다. 암각 칙령 2호와 13호는 이러한 최남단 지역이 촐라, 판디아, 케랄라푸트라, 사티야푸트라에 의해 통제되었음을 시사한다. 북서쪽으로는 아소카의 제국이 안티오코스 2세가 통치하는 셀레우코스 제국 동쪽의 아프가니스탄까지 확장되었다. 아소카 제국의 수도는 마가다 지역의 파탈리푸트라였다.

## 종교와 철학

### 불교와의 관계

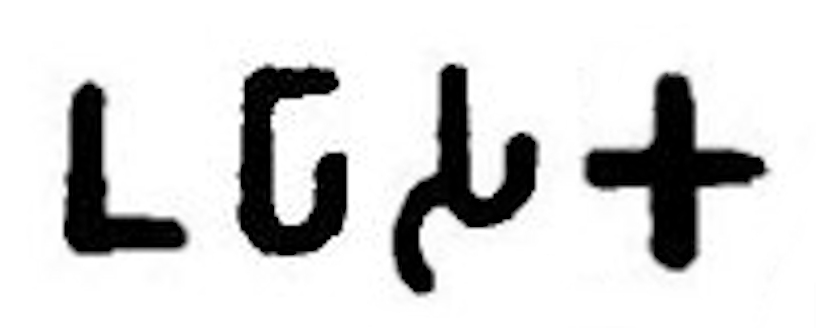
브라흐미 문자로 쓰여진 우파사카 (𑀉𑀧𑀸𑀲𑀓, "불교 신도")라는 단어는 아소카가 소규모 암각 칙령 1호에서 자신의 불교 소속을 묘사하는 데 사용되었다 (기원전 258년).

불교 전설들은 아소카가 불교로 개종했다고 말하지만, 일부 학자들은 이 점에 대해 논쟁을 벌여왔다. 소규모 암각 칙령 1호는 아소카가 불교 신자였다는 점에 의심의 여지를 남기지 않는다. 이 칙령에서 그는 자신을 우파사카 (불교도)이자 샤카 (즉, 고타마 붓다의 칭호 샤키야무니에서 따온 불교도)라고 부른다. 이것과 여러 다른 칙령들은 그의 불교 신앙의 증거이다.
- 그의 소규모 암각 칙령 1호에서 아소카는 우파사카가 된 후 1년 동안은 많은 진전을 이루지 못했지만, 그 후 승가에 "갔다"고 말하며 더 많은 진전을 이루었다고 덧붙인다. "승가에 갔다"는 것이 무엇을 의미하는지는 확실하지 않다. 그가 승려들과 함께 살았다는 불교 전통은 과장일 수 있지만, 아소카가 불교에 더 가까워졌다는 것을 분명히 의미한다.[159]
- 그의 소규모 암각 칙령 3호에서 그는 자신을 우파사카라고 부르며, 붓다와 승가에 대한 그의 신앙을 기록한다.[160][161]
- 주요 암각 칙령 8호에서 그는 즉위 10년 후 삼보디 (부다가야의 신성한 보리수) 방문을 기록한다.[161]
- 룸비니 (룸미니데이) 비문에서 그는 붓다의 출생지 방문을 기록하며, 붓다와 승가에 대한 그의 존경을 선언한다.[85]
- 니갈리사가르 비문에서 그는 이전 붓다에게 헌정된 스투파의 크기를 두 배로 늘리고, 숭배를 위해 그 장소를 방문했다고 기록한다.[123]
- 그의 일부 비문은 불교 승가를 유지하려는 그의 관심을 반영한다.[123]
- 사루 마루 비문은 아소카가 마네마-데샤의 우푸니타-비하라로 여행하는 동안 메시지를 발송했다고 명시한다. 목적지의 정체는 확실하지 않지만, 분명히 불교 수도원(비하라)이었다.[162]

### 다른 종교
불교 경전인 밤사타파카시니에 따르면, 아소카 어머니의 꿈을 해석하도록 초대된 아지비카 수행자는 그가 불교를 후원하고 96개의 이단 종파를 파괴할 것이라고 예언했다고 한다. 그러나 이러한 주장은 아소카 자신의 비문에 의해 직접적으로 반박된다. 암각 칙령 6, 7, 12호와 같은 아소카의 칙령은 모든 종파에 대한 관용을 강조한다. 마찬가지로, 그의 암각 칙령 12호에서 아소카는 모든 신앙의 사람들을 존중한다. 그의 비문에서 아소카는 비불교 수행자들에게 동굴을 헌납하고, 브라만과 슈라마나 모두 존경받을 자격이 있다고 반복해서 말한다. 그는 또한 사람들에게 "다른 종파를 비난하지 말고, 그들에 대해 스스로 정보를 얻으라"고 말한다.
실제로 아소카 치하에서 불교가 국교였다는 증거는 없다. 아소카의 현존하는 칙령 중 어느 것도 그가 불교도에게 직접 기부한 것을 기록하지 않는다. 한 비문은 그의 황후 카루바키의 기부를 기록하고 있으며, 황제는 아지비카에게 바라바르 동굴을 기부한 것으로 알려져 있다. 불교도에 대한 그의 기부에 대한 간접적인 언급이 있다. 예를 들어, 니갈리사가르 석주 비문은 코나카마나 스투파의 확장을 기록한다. 마찬가지로, 룸비니 (룸미니데이) 비문은 그가 붓다의 출생지를 토지세에서 면제하고, 소득세를 8분의 1로 줄였다고 명시한다.
아소카는 담마-마하마트라(dhamma-mahamatta) 관리들을 임명했는데, 이들의 의무는 불교 승가, 브라만, 아지비카, 니르그란타를 포함한 다양한 종교 종파의 복지를 돌보는 것이었다. 암각 칙령 8호와 12호, 그리고 석주 칙령 7호는 모든 종교 종파에 대한 기부를 명령한다.
아소카의 소규모 암각 칙령 1호에는 "amissā devā"라는 구절이 포함되어 있다. 한 가지 해석에 따르면, "amissā"는 "amṛṣa" ("거짓")에서 유래하며, 따라서 이 구절은 아소카가 "참된" 신과 "거짓된" 신을 믿는 것을 언급한다. 그러나 이 용어는 "amiśra" ("섞이지 않은")에서 유래했을 가능성이 더 높으며, 이 구절은 인간과 섞이지 않는 천상의 존재를 언급한다. 비문은 인간이 담마를 채택함으로써 생성된 의로움이 인간과 섞이지 않는 천상의 신들까지도 끌어들였다고 주장한다.

### 다르마
아소카의 다양한 비문은 그가 "다르마"(팔리어: 담마) 전파에 헌신했음을 시사하는데, 이 용어는 불교계에서 고타마 붓다의 가르침을 지칭한다. 그러나 아소카 자신의 비문에는 사성제나 열반과 같은 불교 교리는 언급되지 않는다. "다르마"라는 단어는 인도계 종교에서 다양한 함의를 가지며, 일반적으로 "법, 의무, 또는 의로움"으로 번역될 수 있다. 아소카의 칸다하르 비문에서 "다르마"라는 단어는 에우세베이아 (그리스어)와 qsyt (아람어)로 번역되었는데, 이는 그의 "다르마"가 불교보다 더 일반적인 의미를 가졌음을 더욱 시사한다.
비문은 아소카에게 있어 다르마가 "활동적인 사회적 관심, 종교적 관용, 생태학적 인식, 공통적인 윤리적 규범 준수, 그리고 전쟁 포기를 포함하는 도덕적 정책"을 의미했음을 시사한다. 예를 들어:
- 사형 폐지 (기둥 칙령 IV)[159]
- 희생을 위한 동물 도살 금지 (암각 칙령 1호);[164] 도살되는 동물의 수는 매일 두 마리의 공작과 한 마리의 사슴으로 제한되었고, 미래에는 이 동물들도 도살되지 않을 것이었다.[159]
- 도로를 따라 매 800 미터 (1⁄2 마일)마다 반얀나무와 망고 숲을 심고, 휴게소와 우물 건설 (기둥 칙령 7호).[164]
- 인간과 동물을 위한 의료 시설 제공 (암각 칙령 2호).[164]
- 부모에 대한 순종, "사제와 수행자에 대한 관대함, 그리고 소비의 절약" 장려 (암각 칙령 3호).[164]
- 그는 "가난하고 노인들의 복지와 행복을 위해 일하도록 관리들을 임명한다" (암각 칙령 5호)[164]
- "살아있는 생명체에 대한 빚을 갚고 이 세상과 다음 세상에서 그들의 행복을 위해 일하기 위해 모든 존재의 복지를 증진한다." (암각 칙령 6호)[164]

현대 학자들은 이 담마를 불교 평신도 윤리, 정치-도덕적 사상 집합, "일종의 보편 종교" 또는 아소카의 혁신으로 다양하게 이해해왔다. 다른 한편으로는, 그것은 광대하고 다양한 기원전 3세기 인도 제국을 통합하려 했던 본질적으로 정치적 이데올로기로도 해석되어 왔다.
아소카는 노인, 허약자, 여성과 어린이, 그리고 다양한 종교 종파의 복지를 담당하는 담마-마하마트타라는 새로운 직책의 관리들을 설립했다. 그들은 또한 서아시아의 헬레니즘 왕국으로 외교 사절로 파견되어 담마를 전파했다.
역사적으로 전 세계 불교계에서 아소카의 이미지는 그의 암각 칙령보다는 전설 (아소카바다나에 언급된 것과 같은)에 기반을 두었다. 이는 이러한 칙령이 쓰여진 브라흐미 문자가 곧 잊혀지고 19세기 제임스 프린셉의 연구가 있기 전까지 해독되지 않은 채 남아 있었기 때문이다. 법현과 현장과 같은 중국 불교 순례자들의 저작은 아소카의 비문이 고타마 붓다와 관련된 중요한 장소들을 표시하고 있음을 시사한다. 이 작가들은 아소카의 칙령에 불교 관련 내용을 부여하지만, 이 내용은 브라흐미 문자 해독 후 현대 학자들에 의해 확인된 비문의 실제 텍스트와 일치하지 않는다. 법현 시대에는 이미 문자가 잊혀졌을 가능성이 있으며, 그는 아마도 현지 안내원에게 의존했을 것이다. 이 안내원들은 그를 만족시키기 위해 불교 관련 해석을 꾸며냈거나, 혹은 구전 전통에 기반한 잘못된 번역에 의존했을 수도 있다. 현장도 비슷한 상황에 처했거나, 법현의 저작에서 비문의 내용이라고 추정되는 것을 가져왔을 수도 있다. 이 이론은 일부 브라만 학자들이 14세기 무슬림 투글루크 황제 피루즈 샤 투글루크의 요청으로 아소카 기둥 비문을 해독해 달라는 요청을 받았을 때, 유사하게 아소카 기둥 비문에 대해 환상적인 해석을 내놓은 것으로 알려져 있다는 사실에 의해 뒷받침된다. 샴스-이 시라즈의 타리크-이 피로즈 샤히에 따르면, 왕이 이 기둥들을 토프라 칼란과 미라트에서 델리로 전리품으로 옮긴 후, 이 브라만들은 그에게 비문이 피루즈라는 왕 외에는 아무도 이 기둥들을 제거할 수 없을 것이라고 예언했다고 말했다. 더욱이, 이때까지는 이 기둥들이 전설적인 영웅 비마에 의해 세워졌다고 주장하는 현지 전통이 있었다.
리처드 곰브리치와 같은 학자들에 따르면, 아소카의 다르마는 불교적 영향을 보여준다. 예를 들어, 칼링가 별도 칙령 1호는 붓다의 시갈라에 대한 조언과 그의 다른 설법에서 영감을 받은 것으로 보인다.

#### 동물 복지
아소카의 암각 칙령은 살아있는 것을 해치는 것은 좋지 않으며, 희생을 위해 동물을 도살해서는 안 된다고 선언한다. 그러나 그는 일반적인 소 도살이나 소고기 섭취를 금지하지 않았다.
그는 "유용하지도 먹을 수도 없는 모든 네 발 달린 동물"과 여러 종류의 새, 특정 어류, 황소 등 특정 동물 종의 도살을 금지했다. 또한 젖을 먹이는 암염소, 양, 돼지뿐만 아니라 6개월 미만의 새끼도 도살을 금지했다. 그는 또한 차투르마사 및 포살과 같은 특정 기간 동안 모든 어류의 도살과 동물의 거세를 금지했다.
아소카는 또한 동물에 대한 황실 사냥을 폐지하고 황실 거주지에서의 식용 동물의 도살을 제한했다. 그가 사냥을 금지하고, 많은 수의 동물 병원을 설립하며, 많은 공휴일에 육식 금지를 시행했기 때문에, 아소카 시대의 마우리아 제국은 "세계 역사상 정부가 동물을 인간 거주자만큼 보호받을 자격이 있는 시민으로 취급한 극히 드문 사례 중 하나"로 묘사되었다.
아소카의 칙령이 야생 동물의 살상과 산림 파괴를 모두 금지했기 때문에, 그는 일부 현대 환경 역사가들에게 환경 윤리의 초기 구현으로 간주된다.

## 대외 관계

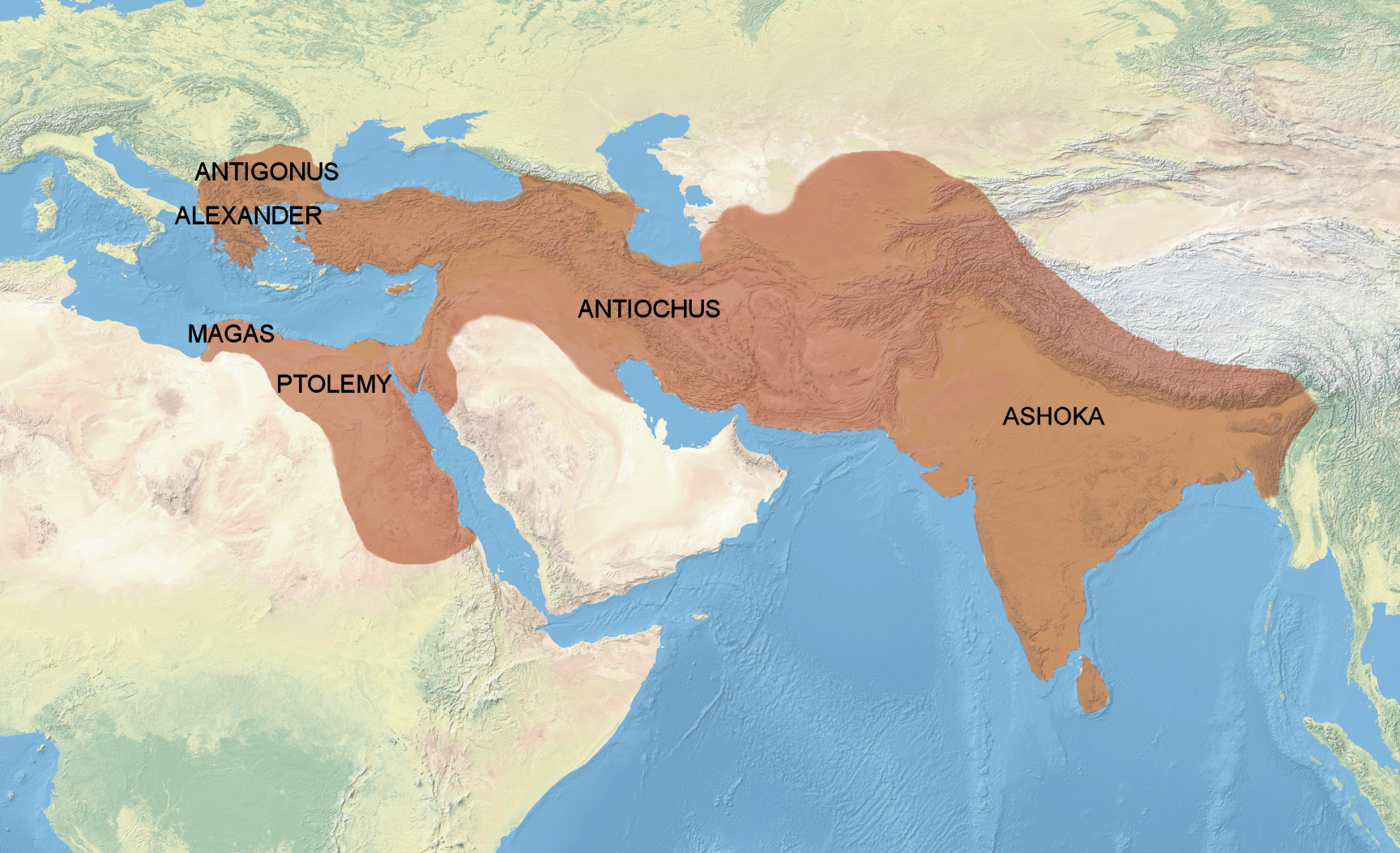
아소카의 주요 암각 칙령 13호에 따른 "담마에 의해 정복된" 영토 (기원전 260-218년).

아소카가 다양한 사람들에게 서면 또는 구두(또는 둘 다) 메시지나 서한을 전달하기 위해 두타스(dütas) 또는 사신을 보냈다는 것은 잘 알려져 있다. "구두 명령"에 대한 6번째 암각 칙령은 이를 보여준다. 나중에 서면 메시지에 구두 메시지를 추가하는 것이 특이한 일이 아니었으며, 아소카 메시지의 내용은 13번째 암각 칙령에서 유추할 수 있었다: 그 메시지는 그가 최고의 승리라고 여겼고 어디든 (인도를 훨씬 넘어서까지) 전파하고 싶었던 그의 담마비자야를 확산시키기 위한 것이었다. 카로슈티 문자의 채택을 통해 문화적 접촉의 명백하고 부인할 수 없는 흔적이 있으며, 비문을 설치하는 아이디어는 이 문자와 함께 전파되었을 수 있는데, 아소카가 비문에서 사용한 일부 표현에서 아케메네스 제국의 영향이 나타나기 때문이다. 이것은 아소카가 실제로 다른 문화와 접촉했으며, 자신의 주변을 넘어 새로운 문화적 아이디어를 섞고 전파하는 데 적극적인 역할을 했음을 보여준다.

### 헬레니즘 세계
아소카는 자신의 암각 칙령에서 서쪽의 헬레니즘 왕국으로 불교 전파를 장려했으며, 자신의 영토 내 그리스인들이 불교로 개종하고 자신의 사절을 받아들였다고 밝힌다.
이제 신들에게 사랑받는 자가 최고의 정복으로 여기는 것은 담마에 의한 정복이다. 그리고 그것은 여기 국경에서, 안티오코스 그리스 왕이 통치하는 곳, 그 너머의 네 명의 왕, 즉 프톨레마이오스, 안티고노스, 마가스, 알렉산드로스가 통치하는 곳, 마찬가지로 남쪽의 촐라, 판디야, 그리고 탐라파르니까지, 6백 요자나 떨어진 곳까지 정복되었다.

여기 왕의 영토 내에서 그리스인, 캄보자, 나바카, 나바팜크티, 보자, 피티니카, 안드라, 팔리다 사람들 모두가 신들에게 사랑받는 자의 담마 지시를 따르고 있다. 심지어 신들에게 사랑받는 자의 사절이 가지 않은 곳에서도 이 사람들은 신들에게 사랑받는 자가 준 담마의 실천과 법령 및 지시를 듣고 그것을 따르고 있으며 앞으로도 계속 그럴 것이다. — 아소카의 칙령, 암각 칙령 (S. 담미카)

아소카가 그리스 통치자들로부터 서한을 받았고, 아케메네스 제국 왕들의 비문을 알았던 것처럼 헬레니즘 왕실 명령에 대해서도 알고 있었을 가능성이 있다. 이는 인도에 헬레니즘 왕들의 대사들이 있었고 (아소카 자신이 보낸 두타스도 있었음) 아소카가 자신의 비문에 사용한 일부 표현에 아케메네스 제국의 영향이 보이기 때문이다. 디오니시오스는 프톨레마이오스 2세 필라델포스가 보낸 아소카 궁정의 그리스 대사였다고 전해진다. 이 프톨레마이오스 2세 필라델포스는 아소카의 칙령에서 아소카의 불교 개종의 수신자로 언급되어 있다. 아소카가 보낸 불교 사절단의 수신자 중 한 명인 키레네의 마가스 왕의 통치하에 살았을 것으로 추정되는 키레네의 헤게시아스와 같은 일부 헬레니즘 철학자들은 불교 가르침의 영향을 받았다고 생각되기도 한다.
인도의 그리스인들(야바나)은 불교 전파에 적극적인 역할을 한 것으로 보인다. 아소카의 사절 중 일부는 팔리어 문헌에서 담마락시타와 같은 그리스인 불교 비구로 묘사되어 불교 전파에 활발하게 참여했다(마하밤사, XII).
일부 그리스인(야바나)은 아소카가 통치하는 영토에서 행정적인 역할을 했을 수 있다. 루드라다만의 기르나르 비문은 아소카의 통치 기간 동안 기르나르, 구자라트 지역에서 야바나 총독이 수조 건설에 참여했다고 기록한다.
아소카의 황궁은 페르세폴리스의 아케메네스 제국 궁전을 본떠 만들어졌다고 생각된다.

## 전생에 대한 전설

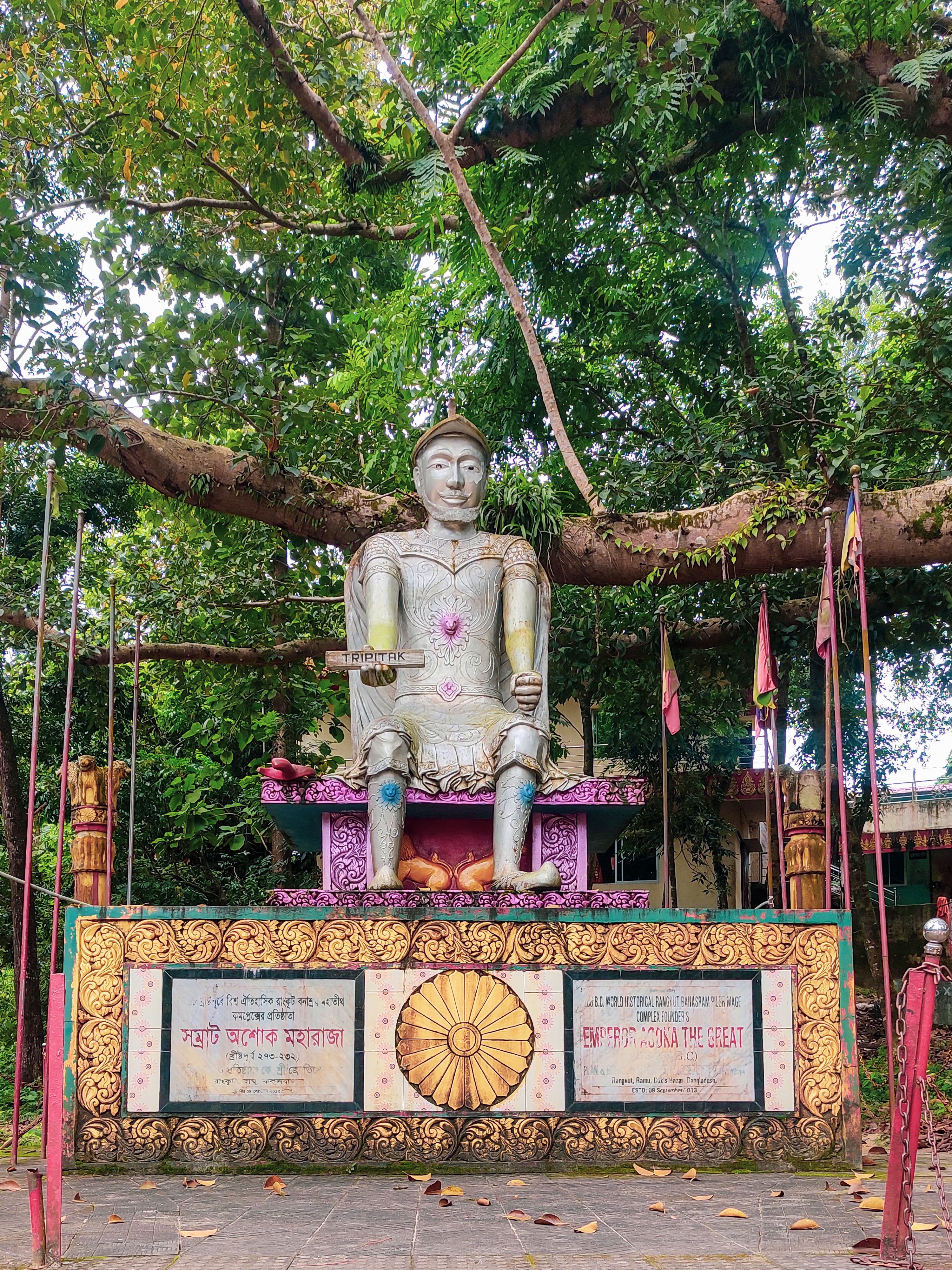
방글라데시 콕스바자르구 라무의 랑구트 바나스람 순례 수도원에 있는 아소카 대왕상

불교 전설에는 아소카의 전생에 대한 이야기가 언급된다. 마하밤사의 한 이야기에 따르면, 아소카, 니그로다, 데바남피야 티사는 전생에 형제였다. 그 전생에 한 연각이 다른 아픈 연각을 치료하기 위해 꿀을 찾고 있었다. 한 여인이 그를 세 형제가 소유한 꿀 가게로 안내했다. 아소카는 연각에게 아낌없이 꿀을 시주하고, 이 공덕 행위로 잠부드비파의 주권자가 되기를 원했다. 그 여인은 그의 왕비가 되기를 원했고, 아소카의 아내 아산디미트라로 다시 태어났다. 후대 팔리어 문헌들은 그녀에게 추가적인 공덕 행위를 부여한다. 그녀는 연각에게 자신이 만든 천 조각을 선물했다. 이러한 문헌에는 다사바투파카라나, 이른바 캄보디아 또는 확장 마하밤사(아마도 9-10세기) 및 트라이 부미 카타(15세기)가 포함된다.
아소카바다나의 한 이야기에 따르면, 아소카는 라자그리하의 명문가에서 자야로 태어났다. 어린 소년이었을 때, 그는 고타마 붓다에게 흙을 음식이라고 상상하며 주었다. 붓다는 시주를 승인했고, 자야는 이 공덕 행위로 왕이 되겠다고 선언했다. 이 텍스트는 또한 자야의 동반자 비자야가 아소카의 재상 라다굽타로 환생했다고 말한다. 후생에 불교 승려 우파굽타는 아소카에게 그의 거친 피부가 전생에 흙을 불순하게 선물했기 때문이라고 말한다. 일부 후대 텍스트는 흙을 선물하는 것의 부정적인 의미를 언급하지 않고 이 이야기를 반복한다. 이러한 텍스트에는 쿠마랄라타의 칼파나-만디티카, 아리아슈라의 자타카-말라, 마하-카르마-비바가 등이 있다. 중국 작가 파오 쳉의 시 치아 주 라이 잉 화 루는 흙을 선물하는 것과 같은 하찮은 행위가 아소카의 미래의 위대함을 가져올 만큼 공덕이 될 수 없다고 주장한다. 대신, 이 텍스트는 아소카가 또 다른 전생에 왕으로서 많은 붓다 불상을 의뢰했으며, 이 공덕 행위가 그가 다음 생에 위대한 황제가 되도록 이끌었다고 주장한다.
14세기 팔리어 동화 다사바투파카라나 (아마도 기원전 14세기경)는 상인의 꿀 선물 이야기와 소년의 흙 선물 이야기를 결합한다. 이 이야기는 마하밤사 이야기의 약간 다른 버전을 전하며, 고타마 붓다 탄생 이전에 일어났다고 말한다. 그런 다음 상인이 붓다에게 흙을 선물한 소년으로 환생했다고 말한다. 그러나 이 경우 붓다는 흙을 그의 시중인 아난다에게 주어 흙으로 플라스터를 만들도록 했고, 이 플라스터는 수도원 벽의 균열을 수리하는 데 사용되었다.

## 말년

### 황후 티슈야라크샤
아소카의 마지막 날짜가 있는 비문인 석주 칙령 4호는 그의 통치 26년째에 나온 것이다. 아소카의 말년에 대한 유일한 정보원은 불교 전설이다. 스리랑카 전승에 따르면, 아소카의 황후 아산담미타는 그의 통치 29년째에 사망했으며, 그의 통치 32년째에 그의 아내 티슈야라크샤가 황후 칭호를 받았다.
마하밤사와 아소카바다나 모두 아소카가 보리수에 호의와 관심을 베풀었고, 질투심 많은 티슈야라크샤가 "보리"를 아소카의 정부로 오해했다고 말한다. 그녀는 그 후 흑마술을 사용하여 나무를 시들게 했다. 아소카바다나에 따르면, 그녀는 마녀를 고용하여 일을 처리하게 했고, 아소카가 "보리"가 나무 이름이라고 설명하자 그녀는 마녀에게 나무를 치유하게 했다. 마하밤사에 따르면, 그녀는 아소카의 통치 34년째에 나무를 완전히 파괴했다.
아소카바다나는 티슈야라크샤 (여기서는 "티슈야라크시타"로 불림)가 아소카의 아들 쿠날라에게 성적인 접근을 했지만, 쿠날라가 그녀를 거부했다고 말한다. 그 후 아소카는 티슈야라크샤에게 7일 동안의 황제 지위를 부여했고, 이 기간 동안 그녀는 쿠날라를 고문하고 눈을 멀게 했다. 그러자 아소카는 "그녀의 눈을 찢어내고, 날카로운 갈퀴로 몸을 찢으며, 산 채로 꼬챙이에 꿰어 죽이고, 톱으로 코를 자르고, 면도칼로 혀를 잘라버리겠다"고 위협했다. 쿠날라는 기적적으로 시력을 회복하고 황후에게 자비를 빌었지만, 아소카는 여전히 그녀를 처형했다. 크셰멘드라의 아바다나-칼파-라타(Avadana-kalpa-lata)도 이 전설을 이야기하지만, 쿠날라가 시력을 회복한 후 아소카가 황후를 용서했다고 말함으로써 아소카의 이미지를 개선하려고 한다.

## 죽음
스리랑카 전통에 따르면, 아소카는 통치 37년째에 사망했으며, 이는 그가 기원전 232년경에 사망했음을 시사한다.
아소카바다나에 따르면, 황제는 말년에 심하게 병이 들었다. 그는 국고를 사용하여 불교 승가에 기부를 시작했고, 이에 대신들은 그에게 국고 접근을 거부했다. 아소카는 그 후 자신의 개인 재산을 기부하기 시작했지만, 마찬가지로 제한을 받았다. 임종 직전, 그의 유일한 재산은 미로바란 열매 반쪽이었는데, 그는 이를 승가에 마지막 기부로 바쳤다. 이러한 전설들은 승가에 대한 관대한 기부를 장려하고 불교 신앙을 지지하는 데 있어 황제의 역할을 강조한다.
전설에 따르면 그의 시신은 화장될 때 7일 밤낮으로 불탔다고 한다.

## 고고학 유적

### 건축물
아소카에게 귀속되는 다양한 스투파 외에도, 그가 세운 아소카의 기둥들은 인도 아대륙의 여러 곳에 남아 있다.
아소카는 인도에 석조 건축물의 시작을 가져온 인물로 평가받는데, 이는 아마도 알렉산더 대왕 이후 그리스인들이 석조 건축 기술을 도입한 데 따른 것으로 보인다. 아소카 시대 이전에는 건물들이 아마도 나무, 대나무, 또는 초가와 같은 비영구적인 재료로 지어졌을 것이다. 아소카는 파탈리푸트라에 있는 자신의 궁전을 나무 재료를 돌로 바꾸어 재건했을 수 있으며, 외국 장인의 도움을 받았을 수도 있다. 아소카는 또한 자신의 칙령과 불교 상징이 있는 기둥에 돌의 영구적인 특성을 사용하여 혁신했다.

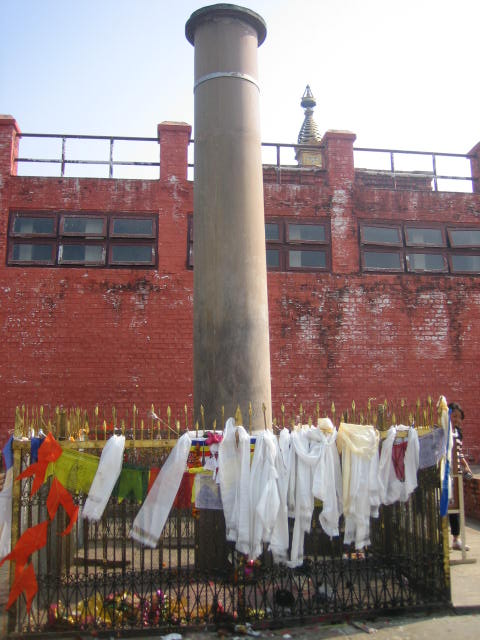
붓다의 탄생지인 네팔 룸비니의 아소카 기둥
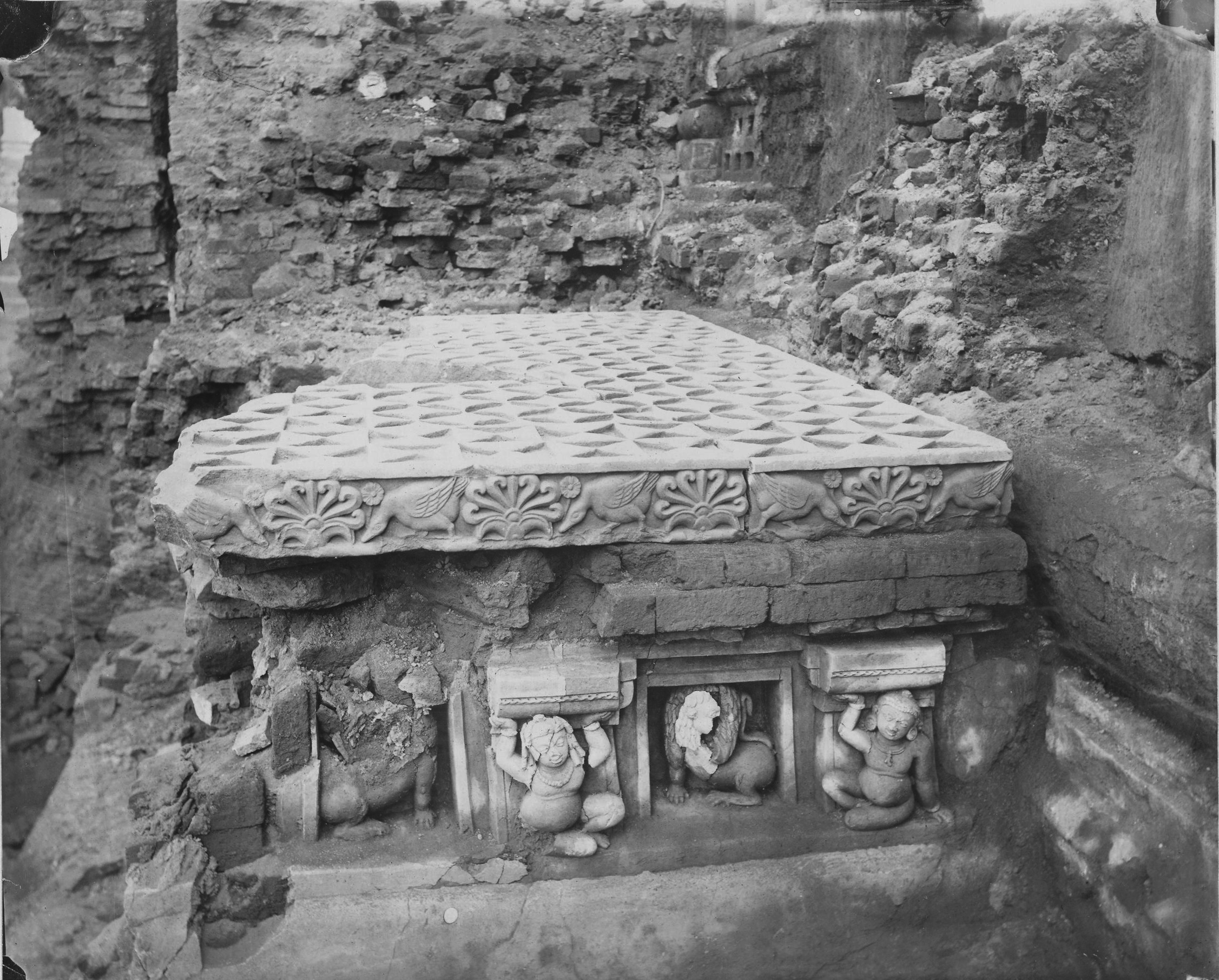
아소카의 것으로 추정되는 마하보디 사원의 다이아몬드 좌대
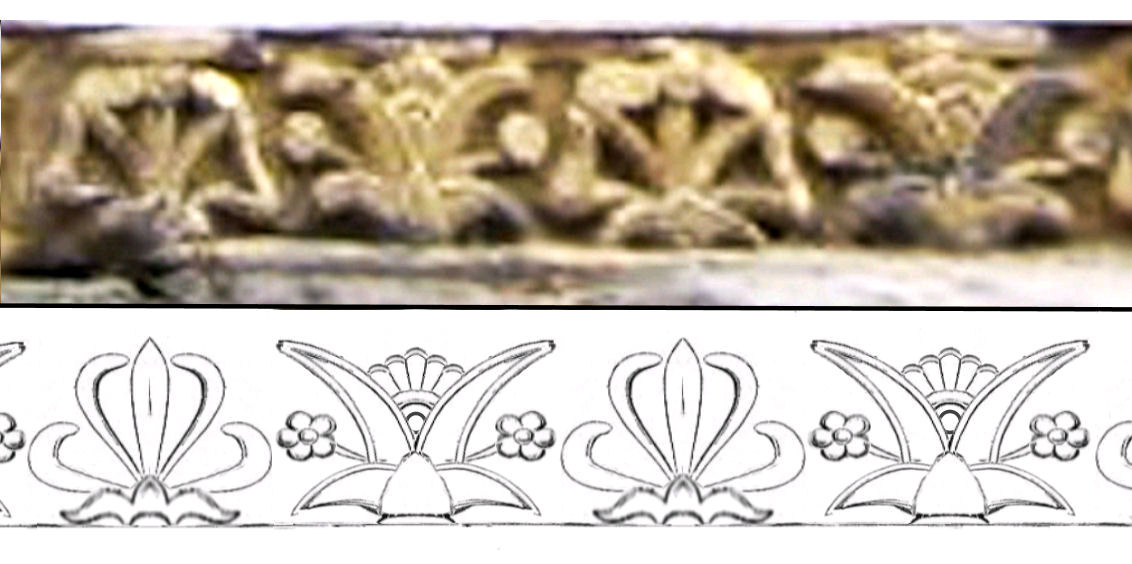
다이아몬드 좌대의 앞쪽 프리즈 디자인
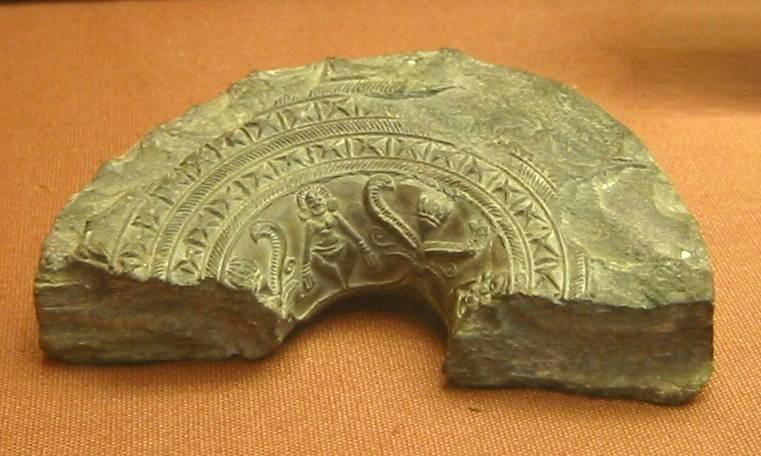
마우리아 시대 링스톤, 서 있는 여신상. 파키스탄 북서부. 기원전 3세기. 대영박물관
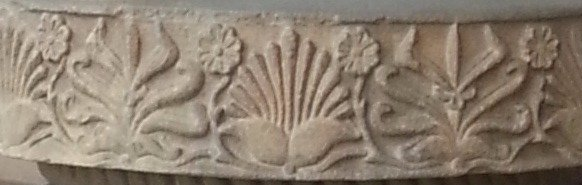
람푸르바 황소 주두, 아바쿠스의 세부 묘사. 연꽃 주위에 작은 장미 꽃이 있는 두 개의 "불꽃 팔메트"가 특징이다.

### 상징
아소카 주두는 매우 사실적이었고 특징적인 광택 처리 방식인 마우리아 광택을 사용하여 돌 표면에 광택 나는 모습을 주었다. 아소카가 세운 기둥 중 하나인 아소카의 사자주두는 바퀴살이 있는 바퀴 조각을 특징으로 하는데, 이는 아소카차크라로 알려져 있다. 이 바퀴는 고타마 붓다가 움직이게 한 다르마의 바퀴를 나타내며, 현대 인도의 국기에 나타난다. 이 주두는 또한 사자 조각을 특징으로 하는데, 이는 인도의 국장에 나타난다.

### 비문 및 암각 칙령

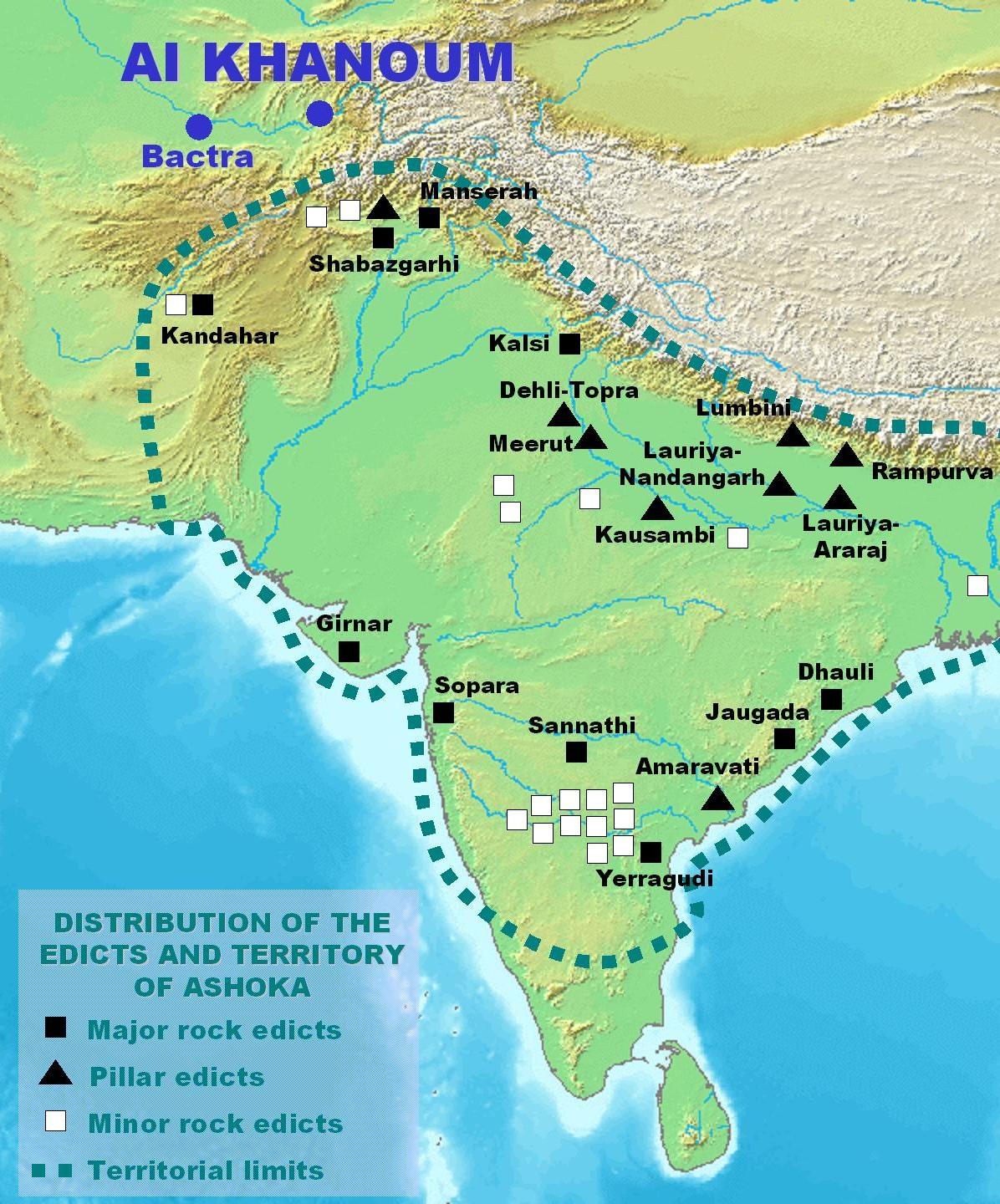
아소카의 칙령 분포 및 동시대 그리스 도시 아이하눔의 위치.

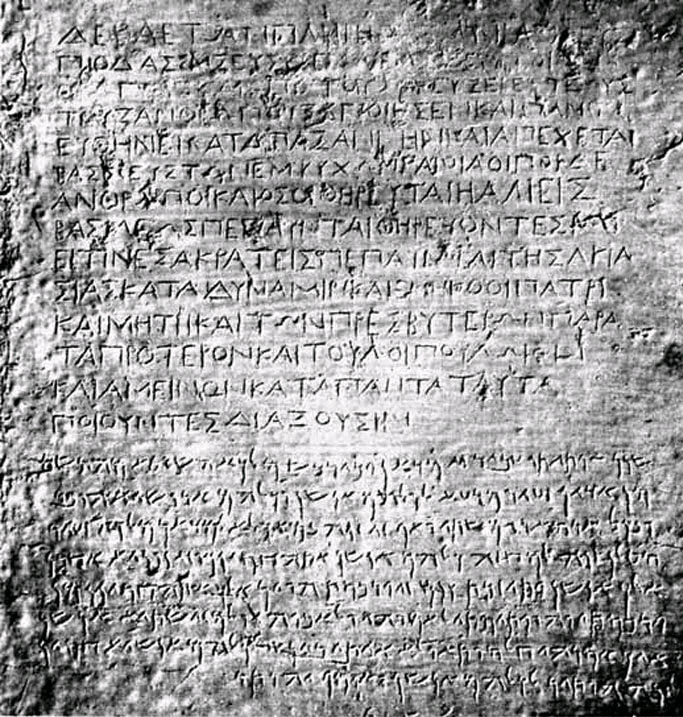
칸다하르에서 발견된 아소카 왕의 칸다하르 칙령, 이중 언어 비문(그리스어 및 아람어).

아소카의 칙령은 그의 통치 기간 동안 발행된 아소카의 기둥, 바위, 동굴 벽에 새겨진 33개의 비문 모음이다. 이 비문들은 현대의 파키스탄과 인도 전역에 분포되어 있으며, 불교의 첫 번째 유형적 증거를 나타낸다. 이 칙령들은 인도 역사상 가장 강력한 왕 중 한 명의 후원을 통한 불교의 첫 번째 광범위한 확장을 상세히 묘사하며, 아소카의 선교, 도덕적 규범, 종교적 규범, 그리고 그의 사회적 및 동물 복지 개념에 대한 더 많은 정보를 제공한다.
아소카 이전에는 황실 통신이 야자 잎, 자작나무 껍질, 면직물, 그리고 아마도 나무 판과 같은 부패하기 쉬운 재료에 기록되었던 것으로 보인다. 아소카의 행정부는 이러한 재료들을 계속 사용했지만, 아소카는 또한 자신의 메시지를 암각 칙령에 새겼다. 아소카는 이 비문을 설치하는 아이디어를 이웃한 아케메네스 제국에서 얻었을 가능성이 높다. 아소카의 메시지는 나무와 같은 더 부패하기 쉬운 재료에도 새겨져 제국의 여러 지역으로 보내졌을 가능성이 있다. 이러한 기록들은 현재 남아 있지 않다.
학자들은 여전히 칙령의 명시적 및 묵시적 정치적 사상(특히 제국적 비전과 관련하여)을 분석하고 있으며, 그 비전이 "사실상 아대륙적이고 문화적으로나 경제적으로 매우 다양한" 기원전 3세기 인도 제국의 문제와 정치적 현실에 어떻게 대처했는지에 대한 추론을 하고 있다. 그럼에도 불구하고, 아소카의 비문이 인도 아대륙에서 가장 초기의 왕실 비문 모음을 나타내며, 따라서 왕실 관행에 있어 매우 중요한 혁신임을 명확하다.
아소카 비문의 대부분은 다양한 프라크리트어 방언으로 브라흐미 문자로 쓰여졌다.
아소카의 비문 중 일부는 도시 근처, 중요한 도로변, 종교적으로 중요한 장소에 세워진 것으로 보인다. 많은 비문들은 언덕, 바위 피난처, 지역적으로 중요한 장소에서 발견되었다. 아소카나 그의 관리들이 그러한 장소를 선택한 이유에 대해 여러 이론이 제시되었다. 여기에는 거석 문화의 중심지였다는 설, 아소카 시대에 신성한 장소로 여겨졌다는 설, 또는 물리적 웅장함이 영적 지배의 상징일 수 있다는 설 등이 있다. 아소카의 비문은 파탈리푸트라, 비디샤, 우자인, 탁실라와 같은 마우리아 제국의 주요 도시에서는 발견되지 않았다.
 이 비문 중 많은 부분이 유실되었을 가능성이 있다. 7세기 중국 순례자 현장은 현대 연구자들에게 발견되지 않은 아소카의 석주 칙령 일부를 언급한다.
아소카는 모든 메시지를 지방 총독에게 보냈고, 그들은 다시 자신의 영토 내 다양한 관리들에게 메시지를 전달한 것으로 보인다. 예를 들어, 소규모 암각 칙령 1호는 여러 장소에서 여러 버전으로 나타난다. 모든 버전은 아소카가 256일 동안 순회하며 포고를 발표했다고 명시한다. 256이라는 숫자는 메시지가 여러 장소로 동시에 발송되었음을 나타낸다. 카르나타카 인접 지역(브라마기리, 싯다푸라, 자팅가-라메슈와라)에서 발견된 메시지의 세 가지 버전은 남부 지방의 수도인 수바르나기리에서 여러 장소로 보내졌다. 세 버전 모두 동일한 메시지를 포함하며, 아리아-푸트라(아마도 아소카의 아들이자 지방 총독)와 수바르나기리의 마하마트라(관리)의 초기 인사가 선행된다.

### 주화
케뤼케이온은 기원전 3-2세기 인도의 마우리아 제국의 펀치 마크 주화의 상징으로 나타난다. 화폐학 연구는 이 상징이 아소카 황제의 상징, 즉 그의 개인적인 "무드라"였다는 것을 시사한다. 이 상징은 마우리아 이전의 펀치 마크 주화에서는 사용되지 않았고, 마우리아 시대의 주화에서만 세 개의 아치형 언덕 상징, "언덕 위의 공작", 트리스켈리스, 탁실라 표시와 함께 사용되었다.

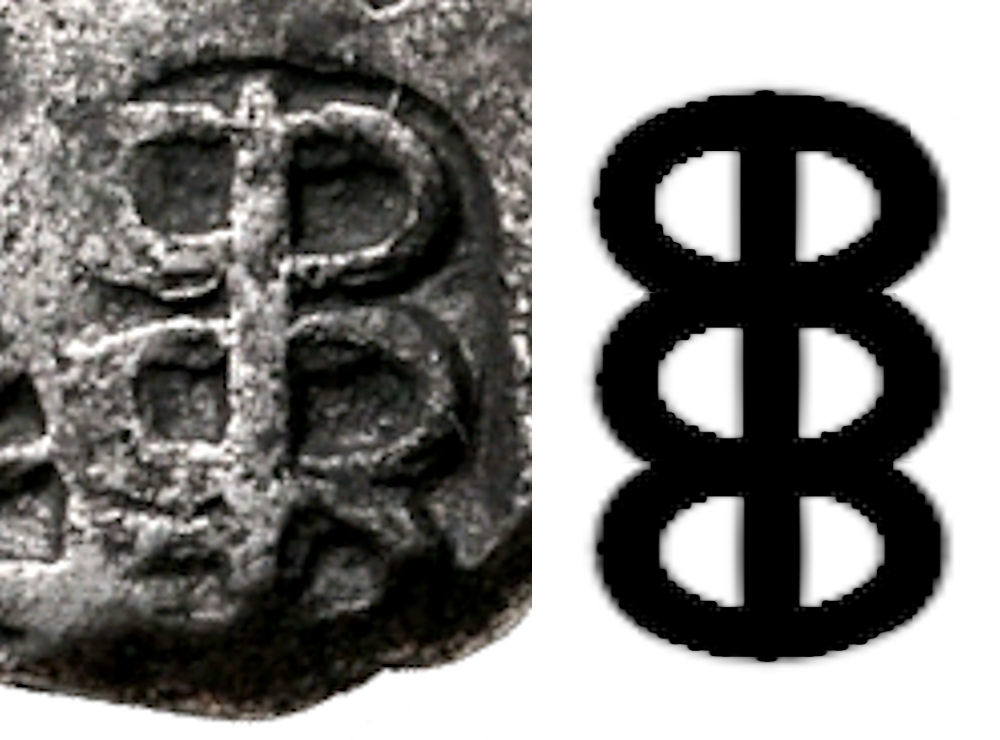
마우리아 시대 펀치 마크 주화의 케뤼케이온 상징
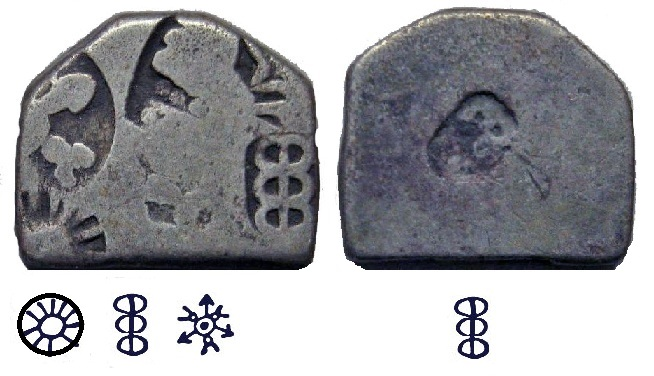
아소카의 것으로 추정되는 펀치 마크 주화
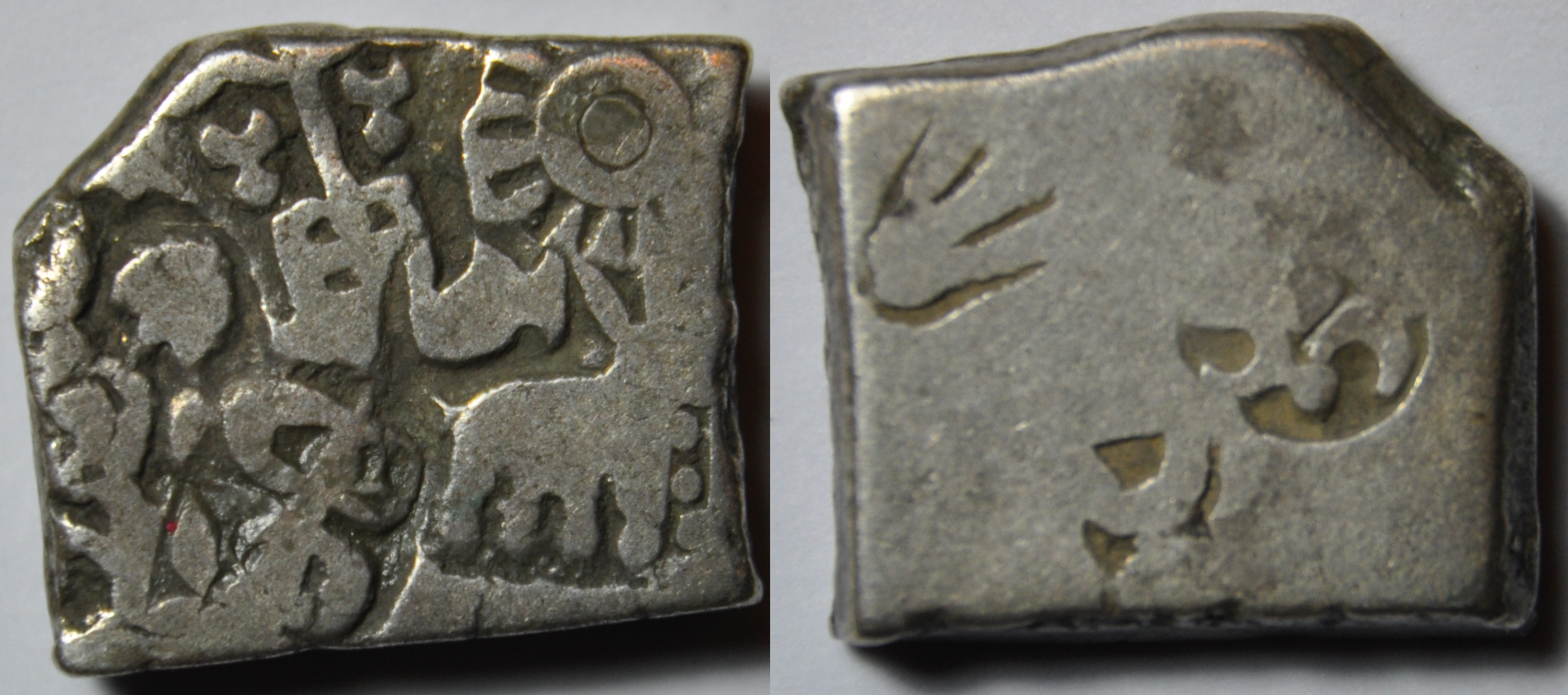
마우리아 시대 은화 1 카르샤파나, 아마도 아소카 시대, 마투라의 주화 주조소. 앞면: 태양 및 동물 포함 상징. 뒷면: 상징. 크기: 13.92 x 11.75 mm. 무게: 3.4 g.

## 현대 학문

### 재발견
아소카는 거의 잊혀졌지만, 19세기 제임스 프린셉이 역사적 자료를 밝히는 데 기여했다. 브라흐미 문자를 해독한 후, 프린셉은 처음에 그가 발견한 비문의 "프리야다시"를 실론 왕 데바남피야 티사와 동일시했다. 그러나 1837년 조지 터너는 프리야다시를 아소카와 연관시키는 중요한 스리랑카 문서 (디파밤사 또는 "섬 연대기")를 발견했다.
붓다의 열반 218년 후에 프리야다시의 즉위가 있었다.... 그는 찬드라굽타의 손자이자 빈두사라의 아들이며, 당시 우자인의 총독이었다.— 디파밤사.

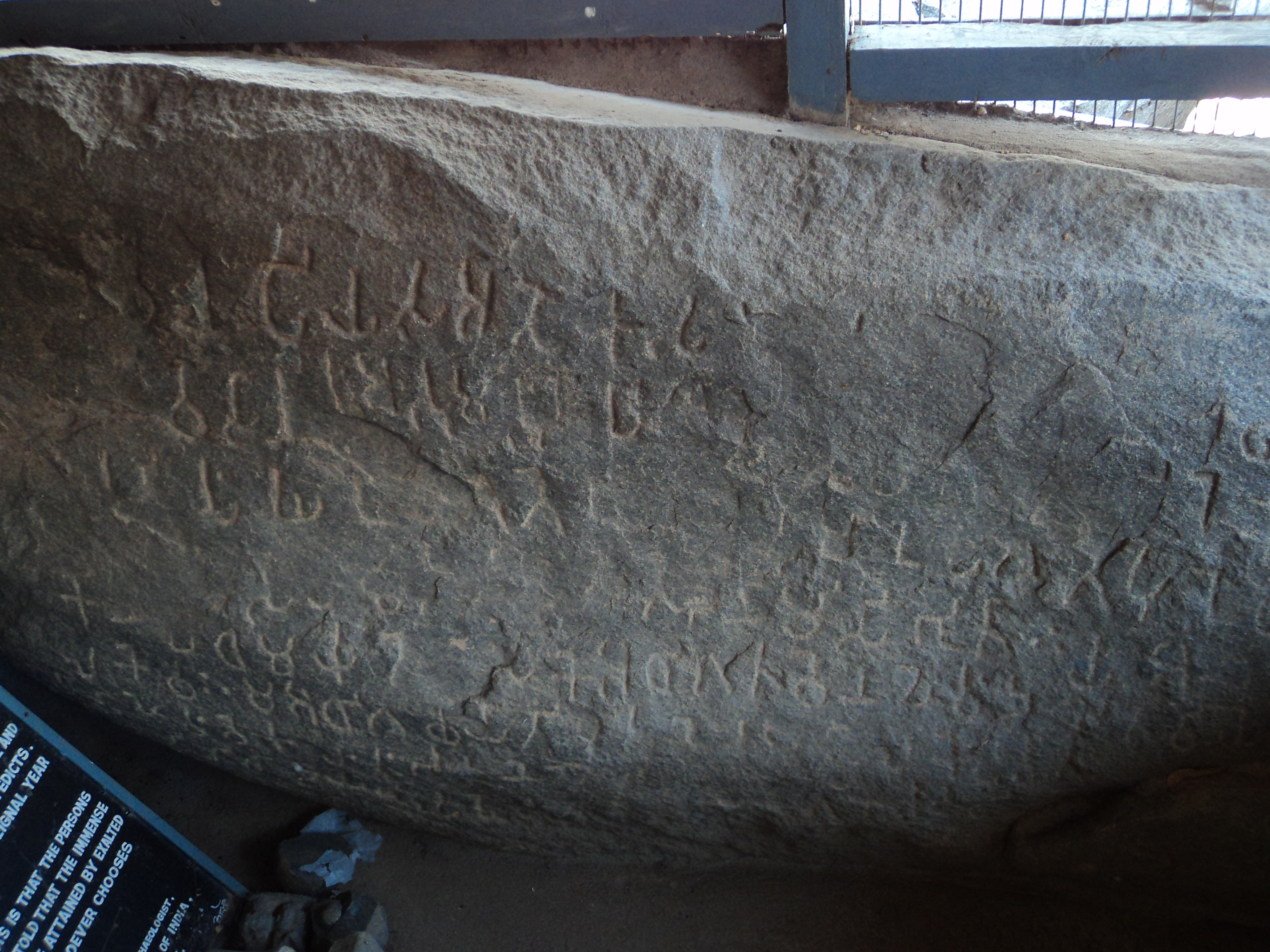
마스키의 소규모 암각 칙령은 저자를 "데바남프리야 아소카"라고 언급하여 두 이름을 명확히 연결하고, 아소카가 유명한 칙령의 저자임을 확인시켜준다.

그 이후, "데바남프리야 프리야다르신"과 아소카의 연관성은 다양한 비문을 통해 확인되었고, 특히 마스키에서 발견된 소규모 암각 칙령 비문에서 아소카를 그의 존호인 데바남프리야("신들에게 사랑받는 자")와 직접적으로 연관시키면서 확정되었다.
데바남프리야 아소카의 [포고].

내가 붓다-샤캬가 된 지 2년 반 [그리고 약간 더] (시간이) 지났다.

내가 승가를 방문하고 열정을 보인 지 [1년 반] (시간이) 지났다.

이전에 잠부드비파에서 (인간과) 섞이지 않았던 신들은 이제 (인간과) 섞이게 되었다.

이 목표는 도덕에 헌신하는 미천한 (사람)조차도 도달할 수 있다.

"오직 고귀한 (사람)만이 이것에 도달할 수 있다"고 생각해서는 안 된다.

미천한 사람과 고귀한 사람 모두에게 다음과 같이 말해야 한다: "이렇게 행동하면, 이 일은 번성하고 오래 지속될 것이며, 따라서 1.5배로 발전할 것이다."— 마스키 소규모 암각 칙령

또 다른 중요한 역사가로는 알렉산더 커닝엄의 뒤를 이어 인도 고고학 조사국의 총재를 지낸 영국 고고학자 존 허버트 마셜이 있었다. 그의 주요 관심사는 산치와 사르나트 외에 하라파와 모헨조다로였다. 영국 고고학자이자 육군 공병이며, 종종 인도 고고학 조사국의 아버지로 알려진 알렉산더 커닝엄은 바르후트 스투파, 사르나트, 산치, 마하보디 사원과 같은 유적지를 공개했다. 영국의 고고학자 모티머 휠러 또한 아소카 시대의 역사적 자료, 특히 탁실라를 발굴했다.

### 인식과 역사 기술
아소카의 삶을 재구성하는 데 불교 문헌을 사용한 것은 아소카에 대한 인식과 그의 칙령 해석에 큰 영향을 미쳤다. 전통적인 기록을 바탕으로 초기 학자들은 아소카를 주로 불교 군주로 여겼다. 그는 베다 종교에서 불교로 개종했으며, 불교 승가 기관을 후원하고 지원하는 데 적극적으로 참여했다. 일부 학자들은 이러한 평가에 의문을 제기하는 경향이 있다. 타파르는 아소카에 대해 "우리는 그를 특정 역사 시대에 제국을 상속받고 유지하는 맥락에서 정치인으로 보아야 하며, 또한 사회 윤리의 전파라고 할 수 있는 것을 통해 사회를 변화시키려는 강한 의지를 가진 인물로 보아야 한다"고 쓴다. 불교 문헌에 기인하지 않는 유일한 정보원은 아소카의 칙령인데, 이 칙령들은 아소카가 불교도였음을 명시적으로 언급하지 않는다. 아소카는 자신의 칙령에서 당시의 모든 주요 종교, 즉 불교, 베다 브라만교, 자이나교, 아지비카교에 대한 지지를 표명하며, 대중을 대상으로 하는 칙령(일부 칙령은 불교도에게만 특정되어 있으며, 다른 종교의 경우에는 그렇지 않다)은 일반적으로 모든 종교 구성원들이 받아들일 수 있는 도덕적 주제에 초점을 맞춘다. 예를 들어, 아마르티아 센은 "기원전 3세기 인도의 아소카 황제는 관용과 개인의 자유를 지지하는 많은 정치적 비문을 남겼는데, 이는 국가 정책의 일부이자 서로 다른 사람들 간의 관계에서도 그러했다"고 쓴다.
그러나 칙령만으로도 그가 불교도였음을 강력히 시사한다. 한 칙령에서 그는 의례를 경시하고, 베다 동물 희생을 금지했는데, 이는 그가 적어도 베다 전통에서 지침을 찾지 않았음을 강력히 시사한다. 또한, 많은 칙령이 불교도에게만 표현되어 있다. 한 칙령에서 아소카는 자신을 "우파사카"라고 선언하고, 다른 칙령에서는 불교 경전에 대한 깊은 친밀감을 보여준다. 그는 불교 성지에 석주를 세웠지만, 다른 종교의 성지에는 그렇게 하지 않았다. 그는 또한 "담마"라는 단어를 도덕적 행위의 밑바탕이 되는 마음의 자질을 나타내는 데 사용했는데, 이는 이 단어의 독점적인 불교적 용법이었다. 그러나 그는 이 단어를 엄격한 행동 규범으로서가 아니라 정신으로서 더 많이 사용했다. 타파르는 "그의 담마는 천국을 약속했더라도 신성한 영감에서 비롯된 것이 아니었다. 그것은 주어진 상황의 논리에 의해 조건화된 윤리에 더 부합했다. 그의 담마 논리는 사람들 간의 관계, 특히 불평등한 관계에서 사람들의 행동에 영향을 미치기 위한 것이었다."라고 쓴다. 마지막으로, 그는 붓다의 점진적 설법의 처음 세 단계를 따르는 이상을 추구한다.
아소카에 대한 지식의 대부분은 그가 제국 전역의 기둥과 바위에 새긴 여러 비문에서 비롯된다. 그의 모든 비문은 그를 자비롭고 사랑스러운 인물로 묘사한다. 칼링가 암각 칙령에서 그는 자신의 백성을 "자녀"라고 부르며, 아버지로서 그들의 행복을 바란다고 언급한다.

### 평화주의의 영향
아소카가 죽은 후, 마우리아 왕조는 급격히 쇠퇴했다. 다양한 푸라나는 아소카의 후계자들에 대해 다른 세부 사항을 제공하지만, 모두 그들의 통치가 비교적 짧았다는 점에 동의한다. 제국은 약화되고 분열되었으며, 박트리아 그리스인의 침략을 겪은 것으로 보인다.
H. C. 라이차우두리와 같은 일부 역사가들은 아소카의 평화주의가 마우리아 제국의 "군사적 뼈대"를 약화시켰다고 주장했다. 로밀라 타파르와 같은 다른 역사가들은 그의 평화주의의 정도와 영향이 "크게 과장되었다"고 주장했다.

## 예술, 영화, 문학에서

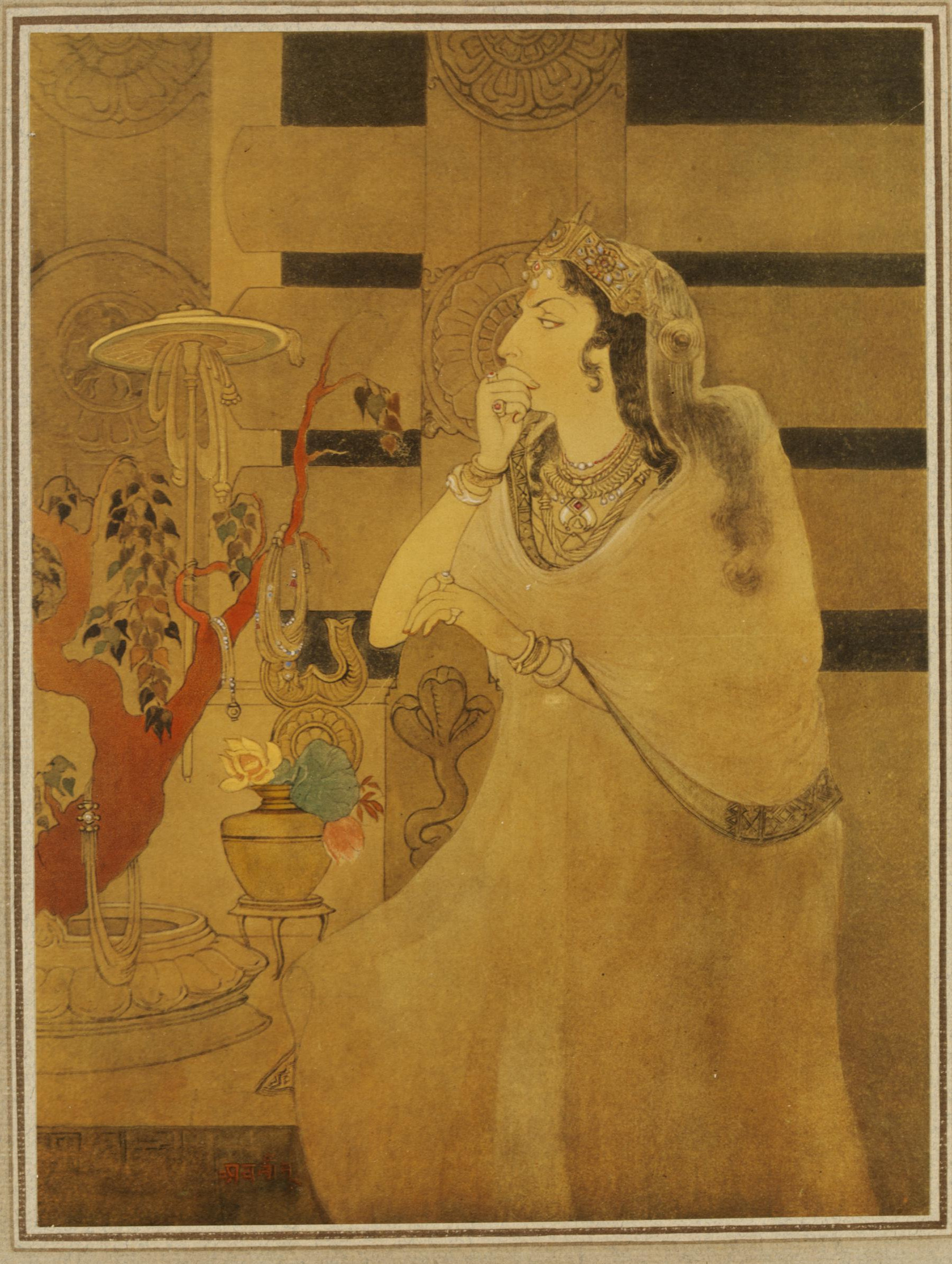
아바닌드라나트 타고르 (1871-1951)가 산치 (라이센구, 마디아프라데시) 불교 기념물의 난간 앞에 서 있는 아소카의 황후를 묘사한 1910년경 그림

- 아소카 대왕은 1937년~1947년에 비체 코이닝이 3부작으로 네덜란드어로 쓴 황제에 대한 허구적인 전기이다.
- 자이샨카르 프라사드는 칼링가 전쟁 중 아소카의 감정을 묘사한 시 <아소카 키 친타>(아소카의 불안)를 지었다.
- 아소카는 1922년 마단 시어터스에서 제작한 황제에 관한 인도의 무성 역사 영화이다.[229]
- 탈보트 문디의 1923년 소설 《아홉 명의 미지의 남자들》은 아소카가 창립한 가상의 비밀 단체인 "아홉 명의 미지의 남자들"에 대한 이야기이다.
- 삼라트 아소카는 1928년 바그와티 프라사드 미슈라의 인도의 무성 영화이다.[229]
- 아소카 쿠마르 (1941)는 라자 찬드라세카르가 감독한 인도 타밀어 영화이다. 이 영화에는 V. 나가야가 아소카 역으로 출연한다.
- 삼라트 아소카는 K.B. 랄의 1947년 인도 힌디어 영화이다.[230]
- 웃타르-프리야다르시 (최후의 행복)는 시인 아그예야가 쓴 서정극으로, 그의 구원을 묘사하며 1996년 연극 연출가 라탄 티얌에 의해 무대에 올려져 이후 전 세계 여러 곳에서 공연되었다.[231][232]
- 1973년 아마르 치트라 카타는 아소카의 삶을 바탕으로 한 그래픽 노블을 출시했다.
- 피어스 앤서니의 스페이스 오페라 소설 시리즈에서 주인공은 아소카를 행정가들이 본받아야 할 모범으로 언급한다.
- 삼라트 아쇼크는 N. T. 라마 라오가 감독하고 주연을 맡은 1992년 인도 텔루구어 영화이다.[230]
- 아소카는 산토시 시반이 감독하고 공동 각본을 쓴 2001년 서사적 인도 역사 드라마 영화이다. 이 영화에는 샤루크 칸이 아소카 역으로 출연한다.
- 2002년 메이슨 제닝스는 그의 리빙 인 더 모멘트 EP에 "엠페러 아소카"라는 곡을 발매했다. 이 곡은 아소카의 삶을 바탕으로 한다.
- 2013년 크리스토퍼 C. 도일은 인도 복지를 위해 아소카가 위험한 비밀을 숨기는 것에 대한 데뷔 소설 마하바라타의 비밀을 발표했다.
- 2014년 황제의 수수께끼는 사티야르트 나야크의 소설 미스터리 스릴러 소설로, 아소카와 그의 신비로운 아홉 명의 미지의 남자들 전설의 진화를 추적한다.
- 2015년 차크라바르틴 아소카 삼라트는 아소카의 삶을 바탕으로 한 아쇼크 뱅커의 TV 시리즈로, 컬러스 TV에서 방영되기 시작했으며 싯다르트 니감과 모히트 라나가 아소카 역을 맡았다.
- 바라트바르시 (TV 시리즈)는 배우 겸 감독 아누팜 케르가 진행하는 힌디어 뉴스 채널 ABP 뉴스의 인도 TV 역사 다큐멘터리 시리즈이다. 이 시리즈에는 아함 샤르마가 아소카 역으로 출연한다.[233]
- 2024년 에크타 카푸르가 제작한 아소카의 연애 생활을 바탕으로 한 TV 시리즈 프라찬드 아쇼크가 컬러스 TV에서 방영되기 시작했으며 아드난 칸이 아소카 역을 맡았다.[234]
- 문명은 아소카를 인도의 플레이 가능한 지도자로 등장시키며, 후속작에서는 간디로 대체된다.[235]

### 인용주
1. ↑  북인도 문헌에서는 아소카의 어머니 이름이 수바드랑기라고 하는 반면, 스리랑카 문헌에서는 다르마라고 언급한다.

### 참조주
1. ↑  Lahiri 2015, 295–296쪽.
2. 1 2 3 4 5 6 7  Singh 2017, 162쪽.
3. 1 2  Singh 2008, 331쪽.
4. ↑  “-0268 Hindu Calendar for Patna, Bihar, India”.[깨진 링크(과거 내용 찾기)]
5. ↑  Piyadassi, Sandip (2021년 5월 25일). “Devanampiya Piyadasi Ashoka”.[깨진 링크(과거 내용 찾기)]
6. ↑  Strong, John S. (2002–2003).  Faure, Bernard, 편집. “Aśoka's Wives and the Ambiguities of Buddhist Kingship”. 《Cahiers d'Extrême-Asie》 (Paris: École française d'Extrême-Orient) 13 (1): 35–54. doi:10.3406/asie.2002.1176. eISSN 2117-6272. ISSN 0766-1177. JSTOR 44167352. 2021년 8월 8일에 원본 문서에서 보존된 문서. 2021년 8월 8일에 확인함.
7. ↑  Lahiri 2015, 219쪽.
8. ↑  Peter Fibiger Bang, Christopher Bayly (2021). 《The Oxford World History Of Empire Volume Two The History Of Empires》. 208쪽. Aśoka placed Buddhism side by side with Brahmanism, Jainism, and the Ajivikas in his edicts and stressed that his dhamma was not the doctrine of one religion but was universal.
9. ↑  Thapar 1961, 5–8쪽.
10. 1 2 3 4 5  Singh 2012, 132쪽.
11. 1 2  Singh 2012, 131쪽.
12. ↑  Strong 1995, 141쪽.
13. 1 2  Thapar 1961, 8쪽.
14. 1 2  Thapar 1961, 7쪽.
15. ↑  Thapar 1961, 7–8쪽.
16. ↑  Singh 2008, 331–332쪽.
17. ↑  Thapar 1961, 8–9쪽.
18. ↑  Strong 1989, 12쪽.
19. 1 2 3 4 5 6 7 8 9  Strong 1995, 143쪽.
20. 1 2 3 4 5  Strong 1995, 144쪽.
21. ↑  Strong 1995, 152–154쪽.
22. 1 2 3  Strong 1995, 155쪽.
23. ↑  Strong 1995, 154–157쪽.
24. ↑  Thapar 1961, 11쪽.
25. ↑  Thapar 1995, 15쪽.
26. 1 2  Thapar 1961, 9쪽.
27. ↑  Guruge 1995b, 185–188쪽.
28. 1 2 3 4 5 6 7 8 9  Beckwith, Christopher I. (2017). 《Greek Buddha: Pyrrho's Encounter with Early Buddhism in Central Asia》 (영어). Princeton University Press. 226–250쪽. ISBN 978-0-691-17632-1. 2020년 5월 14일에 원본 문서에서 보존된 문서. 2020년 1월 31일에 확인함.
29. ↑  Bopearachchi, Osmund (2016). 《Review of C.I. Beckwith, Greek Buddha》. 《Ancient West & East》 15. 341-342쪽. 2023년 3월 26일에 원본 문서에서 보존된 문서. 2019년 9월 4일에 확인함.
30. ↑  Bronkhorst, Johannes (2016). 《How the Brahmins Won》. Brill. 483–489쪽. 2022년 4월 24일에 원본 문서에서 보존된 문서. 2019년 9월 4일에 확인함.
31. ↑  Olivelle, Patrick (2024). 《Ashoka: Portrait of a Philosopher King》. Yale University Press. xxviii쪽. ISBN 978-0-300-27000-6.
32. ↑  Strong 1989, 205쪽.
33. 1 2  Allen 2012, 79쪽.
34. ↑  《The Dîpavaṃsa: An Ancient Buddhist Historical Record》 (영어). Williams and Norgate. 1879. 147–148쪽.
35. ↑  Thapar 1961, 226–227쪽.
36. 1 2  Sircar, D. C. (1979). 《Asokan studies》. 113쪽.
37. ↑  Strong 1989, 11쪽.
38. ↑  Lahiri 2015, 129쪽.
39. ↑  Thapar 1961, 226쪽.
40. 1 2 3  Lahiri 2015, 25쪽.
41. ↑  Lahiri 2015, 24쪽.
42. ↑  Lahiri 2015, 26쪽.
43. 1 2  Thapar 1961, 13쪽.
44. 1 2  Strong 1989, 204쪽.
45. 1 2  Thapar 1961, 25–26쪽.
46. ↑  Strong 1989, 204–205쪽.
47. ↑  Lahiri 2015, 323쪽:"In the Ashokavadana, Ashoka's mother is not named."
48. ↑  Lahiri 2015, 31쪽.
49. 1 2  Guruge 1993, 19쪽.
50. 1 2  Mookerji 1995, 2쪽.
51. ↑  Thapar 1961, 20쪽.
52. 1 2  Lahiri 2015, 27쪽.
53. 1 2  Singh 2008, 332쪽.
54. ↑  Strong 1989, 206쪽.
55. ↑  Strong 1989, 207쪽.
56. 1 2 3 4  Thapar 1961, 21쪽.
57. ↑  Lahiri 2015, 65쪽.
58. 1 2  Strong 1989, 208쪽.
59. ↑  Lahiri 2015, 66쪽.
60. ↑  Lahiri 2015, 70쪽.
61. ↑  Lahiri 2015, 66-67쪽.
62. ↑  Lahiri 2015, 68쪽.
63. ↑  Lahiri 2015, 67쪽.
64. ↑  Lahiri 2015, 89–90쪽.
65. ↑  Allen 2012, 154쪽.
66. 1 2  Guruge 1993, 28쪽.
67. 1 2  Lahiri 2015, 98쪽.
68. ↑  Lahiri 2015, 94–95쪽.
69. 1 2  Thapar 1961, 22–23쪽.
70. 1 2  Lahiri 2015, 101쪽.
71. ↑  Lahiri 2015, 97쪽.
72. ↑  Thapar 1961, 24–25쪽.
73. ↑  Thapar 1961, 25쪽.
74. 1 2 3 4  Lahiri 2015, 102쪽.
75. 1 2  Strong 1989, 209쪽.
76. ↑  Strong 1989, 210쪽.
77. ↑  Allen 2012, 15쪽: "Only fragments were found of the Wheel of the Moral Law, which the four lions had originally supported."
78. ↑  “Lion Capital of Ashoka At Sarnath Archaeological Museum Near Varanasi India”. 《YouTube》 (영어). 2018년 10월 27일. 2022년 7월 15일에 원본 문서에서 보존된 문서. 2022년 7월 16일에 확인함.
79. 1 2 3  Thapar 1961, 26쪽.
80. 1 2 3 4  Thapar 1961, 27쪽.
81. ↑  Thapar 1961, 13–14쪽.
82. 1 2 3 4  Thapar 1961, 14쪽.
83. 1 2 3 4 5 6 7 8 9 10 11  Thapar 1961, 30쪽.
84. ↑  Strong 1989, 12–13쪽.
85. 1 2 3  Strong 1989, 13쪽.
86. 1 2 3  Guruge 1995, 46쪽.
87. 1 2 3 4  Thapar 1961, 29쪽.
88. 1 2  Lahiri 2015, 105쪽.
89. 1 2  Lahiri 2015, 106쪽.
90. ↑  Lahiri 2015, 106–107쪽.
91. ↑  Lahiri 2015, 107쪽.
92. ↑  Charles Drekmeier (1962). 《Kingship and Community in Early India》. Stanford University Press. 173쪽. ISBN 978-0-8047-0114-3. 2012년 10월 30일에 확인함.
93. ↑  《Indian Archaeology 1997–98》 (PDF). ASI. Plate 72쪽. 2020년 1월 22일에 원본 문서 (PDF)에서 보존된 문서. 2020년 1월 22일에 확인함.
94. 1 2  Guruge 1995, 49–50쪽.
95. ↑  Smith, Vincent (1920). 《Asoka: The Buddhist Emperor of India》. Oxford: Clarendon Press. 185쪽  – 위키문헌 경유.
96. 1 2 3 4 5  Thapar 1995, 18쪽.
97. 1 2 3  Thapar 1961, 36쪽.
98. ↑  Thapar 1961, 33쪽.
99. 1 2  Guruge 1995, 38쪽.
100. ↑  Guruge 1995, 37쪽.
101. ↑  Thapar 1995, 30–31쪽.
102. ↑  Guruge 1995, 56쪽.
103. ↑  Guruge 1995, 42쪽.
104. ↑  Guruge 1995, 43쪽.
105. 1 2  Guruge 1995, 47쪽.
106. 1 2 3  Lahiri 2015, 109쪽.
107. 1 2  Gombrich 1995, 7쪽.
108. ↑  Thapar 1961, 34쪽.
109. 1 2  Lahiri 2015, 110쪽.
110. ↑  Lahiri 2015, 108쪽.
111. 1 2 3  Guruge 1995, 49쪽.
112. 1 2  Thapar 1961, 35쪽.
113. 1 2  Lahiri 2015, 135쪽.
114. ↑  Strong 1995, 154–155쪽.
115. ↑  Mahâbodhi, Cunningham p.4ff
116. ↑  Allen 2012.
117. ↑  "Ashoka did build the Diamond Throne at Bodh Gaya to stand in for the Buddha and to mark the place of his enlightenment" in Ching, Francis D. K.; Jarzombek, Mark M.; Prakash, Vikramaditya (2017년 3월 23일). 《A Global History of Architecture》 (영어). John Wiley & Sons. 570쪽. ISBN 978-1-118-98160-3. 2021년 5월 23일에 원본 문서에서 보존된 문서. 2021년 3월 7일에 확인함.
118. 1 2  Strong 1995, 158쪽.
119. ↑  Strong 1995, 159쪽.
120. 1 2 3 4 5  Guruge 1995, 50쪽.
121. 1 2 3  Gombrich 1995, 8쪽.
122. ↑  Gombrich 1995, 8–9쪽.
123. 1 2 3  Gombrich 1995, 5쪽.
124. ↑  Guruge 1995, 45쪽.
125. 1 2 3  Gombrich 1995, 10쪽.
126. 1 2 3 4 5 6  Guruge 1995, 51쪽.
127. ↑  Gombrich 1995, 6쪽.
128. ↑  Gombrich 1995, 10–11쪽.
129. 1 2  Gombrich 1995, 11쪽.
130. ↑  Gombrich 1995, 11–12쪽.
131. 1 2  Gombrich 1995, 12쪽.
132. ↑  Thapar 1995, 32쪽.
133. ↑  Thapar 1995, 36쪽.
134. 1 2 3 4 5  Strong 1995, 149쪽.
135. 1 2 3 4 5  Thapar 1961, 28쪽.
136. 1 2  Strong 1989, 232쪽.
137. 1 2 3  Beni Madhab Barua (2010년 5월 5일). 《The Ajivikas》. General Books. 68–69쪽. ISBN 978-1-152-74433-2. 2012년 10월 30일에 확인함.
138. ↑  Steven L. Danver (2010년 12월 22일). 《Popular Controversies in World History: Investigating History's Intriguing Questions: Investigating History's Intriguing Questions》. ABC-CLIO. 99쪽. ISBN 978-1-59884-078-0. 2014년 1월 3일에 원본 문서에서 보존된 문서. 2013년 5월 23일에 확인함.
139. ↑  Le Phuoc (March 2010). 《Buddhist Architecture》. Grafikol. 32쪽. ISBN 978-0-9844043-0-8. 2013년 12월 31일에 원본 문서에서 보존된 문서. 2013년 5월 23일에 확인함.
140. ↑  《Parishtaparvan》.
141. ↑  《Journal Of Indian Asiatic Society》. 1872. 154쪽.
142. 1 2 3  Singh 2008, 333쪽.
143. ↑  Mookerji 1995, 9쪽.
144. 1 2  Strong 1995, 146–147쪽.
145. 1 2 3 4  Strong 1995, 166쪽.
146. ↑  Strong 1995, 167쪽.
147. ↑  Strong 1995, 167–168쪽.
148. 1 2  Strong 1995, 151쪽.
149. 1 2 3  Thapar 1961, 23쪽.
150. ↑  Lahiri 2015, 97-98쪽.
151. ↑  Thapar 1961, 22쪽.
152. 1 2 3  Thapar 1961, 24쪽.
153. ↑  Thapar 1961, 23–24쪽.
154. 1 2 3  Gombrich 1995, 1쪽.
155. ↑  Strong 1989, 15쪽.
156. 1 2  Strong 1995, 142쪽.
157. ↑  Lahiri 2015, 134쪽.
158. ↑  Guruge 1995, 43–44쪽.
159. 1 2 3 4 5 6  Gombrich 1995, 3쪽.
160. ↑  Thapar 1995, 19–20쪽.
161. 1 2  Guruge 1995, 44쪽.
162. ↑  Lahiri 2015, 157쪽.
163. ↑  Thapar 1995, 29쪽.
164. 1 2 3 4 5 6 7  Strong 1989, 4쪽.
165. ↑  Thapar 1961, 37쪽.
166. ↑  Thapar 1995, 19쪽.
167. ↑  Thapar 1995, 20–21쪽.
168. ↑  Thapar 1995, 20쪽.
169. 1 2  Thapar 1995, 31쪽.
170. ↑  Thapar 1995, 21–22쪽.
171. 1 2 3  Strong 1989, 3–4쪽.
172. ↑  Strong 1989, 5쪽.
173. ↑  Strong 1989, 6–9쪽.
174. ↑  Strong 1989, 9–10쪽.
175. ↑  Fitzgerald 2004, 120쪽.
176. ↑  Simoons, Frederick J. (1994). 《Eat Not This Flesh: Food Avoidances from Prehistory to the Present》 2판. Madison: University of Wisconsin Press. 108쪽. ISBN 978-0-299-14254-4. 2017년 2월 14일에 원본 문서에서 보존된 문서. 2016년 2월 13일에 확인함.
177. ↑  “The Edicts of King Asoka”. 번역 Dhammika, Ven. S. Buddhist Publication Society. 1994. 2016년 5월 10일에 원본 문서에서 보존된 문서.
178. ↑  D.R. Bhandarkar, R. G. Bhandarkar (2000). 《Asoka》. Asian Educational Services. 314–315쪽. ISBN 9788120613331. 2016년 4월 26일에 원본 문서에서 보존된 문서. 2015년 12월 17일에 확인함.
179. ↑  Gerald Irving A. Dare Draper; Michael A. Meyer; H. McCoubrey (1998). 《Reflections on Law and Armed Conflicts: The Selected Works on the Laws of War by the Late Professor Colonel G.I.A.D. Draper, Obe》. Martinus Nijhoff Publishers. 44쪽. ISBN 978-90-411-0557-8. 2013년 5월 14일에 원본 문서에서 보존된 문서. 2012년 10월 30일에 확인함.
180. ↑  Phelps, Norm (2007). 《The Longest Struggle: Animal Advocacy from Pythagoras to Peta》. Lantern Books. ISBN 978-1590561065.
181. ↑  Elverskog, Johan (2020). 《The Buddha's Footprint: An Environmental History of Asia》. Philadelphia: University of Pennsylvania Press. 56쪽. ISBN 978-0-8122-5183-8. The imperial edicts of Asoka echo this commodity view of trees.  In Pillar Edict V, Asoka decreed that "forests must not be burned without reason." The Buddhist community took this mandate further by declaring that in order to protect forests from such conflagrations monks were allowed to set counterfires
182. ↑   Fisher, Michael (2018). 《An Environmental History of India: From Earliest Times to the Twenty-First Century》. Cambridge and London: Cambridge University Press. 72쪽. doi:10.1017/9781316276044. ISBN 9781316276044.: "Following the Buddha’s message, he banned Brahminic Vedic animal sacrifices in his capital (although he evidently lacked the administrative control to stop them outside of it). Overall, Ashoka’s edicts proclaim his compassion for animals, perhaps motivated by an environmental ethic (in addition to his revenue or administrative goals). Consequently, today many environmentalists evoke Ashoka as an ancient Indian exemplar."
183. ↑  Kosmin 2014, 57쪽.
184. ↑  Thomas Mc Evilly "The shape of ancient thought", Allworth Press, New York, 2002, p.368
185. 1 2  Oskar von Hinüber (2010). 《Did Hellenistic Kings Send Letters to Aśoka?》. 《Journal of the American Oriental Society》 130 (Freiburg). 262–265쪽.
186. ↑  The Edicts of King Ashoka: an English rendering by Ven. S. Dhammika 보관됨 10 5월 2016 - 웨이백 머신. Access to Insight: Readings in Theravāda Buddhism. Retrieved 1 September 2011.
187. ↑  Pliny the Elder, "The Natural History", 6, 21  보관됨 28 7월 2013 - 웨이백 머신
188. ↑  Preus, Anthony (2015). 《Historical Dictionary of Ancient Greek Philosophy》. Rowman & Littlefield Publishers. 184쪽. ISBN 978-1-4422-4639-3. 2020년 11월 4일에 원본 문서에서 보존된 문서. 2017년 6월 18일에 확인함.
189. ↑  Full text of the Mahavamsa Click chapter XII 보관됨 5 9월 2006 - 웨이백 머신
190. ↑  The Idea of Ancient India: Essays on Religion, Politics, and Archaeology by Upinder Singh p.18 보관됨 29 12월 2019 - 웨이백 머신
191. ↑  De la Croix, Horst; Tansey, Richard G.; Kirkpatrick, Diane (1991). 《Gardner's Art Through the Ages》 9판. Thomson/Wadsworth. 428쪽. ISBN 0-15-503769-2.
192. ↑  Strong 1995, 146쪽.
193. ↑  Strong 1995, 147쪽.
194. ↑  Strong 1995, 163쪽.
195. ↑  Strong 1995, 163-165쪽.
196. 1 2  Strong 1995, 152쪽.
197. ↑  Strong 1995, 152–153쪽.
198. ↑  Strong 1995, 153쪽.
199. ↑  Strong 1995, 165쪽.
200. ↑  Kosmin 2014, 36쪽.
201. ↑  Strong 1989, 18쪽.
202. ↑  Strong, John (2007). 《Relics of the Buddha》. Motilal Banarsidass Publishers. 149쪽. ISBN 978-81-208-3139-1. 2016년 5월 8일에 원본 문서에서 보존된 문서. 2015년 11월 15일에 확인함.
203. 1 2  Introduction to Indian Architecture Bindia Thapar, Tuttle Publishing, 2012, p.21 보관됨 29 12월 2019 - 웨이백 머신 "Ashoka used the knowledge of stone craft to begin the tradition of stone architecture in India, dedicated to Buddhism."
204. ↑  Kleiner, Fred S. (2009년 1월 5일). 《Gardner's Art through the Ages: Non-Western Perspectives, Fred S. Kleiner, Cengage Learning, 2009, p14》. Cengage Learning. ISBN 9780495573678. 2019년 12월 26일에 원본 문서에서 보존된 문서. 2017년 6월 17일에 확인함.
205. ↑  Mookerji 1995, 96쪽.
206. ↑  "Ashoka was known to be a great builder who may have even imported craftsmen from abroad to build royal monuments." Monuments, Power and Poverty in India: From Ashoka to the Raj, A. S. Bhalla, I.B.Tauris, 2015 p.18  보관됨 26 12월 2019 - 웨이백 머신
207. 1 2  Irwin, John (1973). 《'Aśokan' Pillars: A Reassessment of the Evidence》. 《The Burlington Magazine》 115. 706–720쪽. JSTOR 877526.
208. ↑  Reference: "India: The Ancient Past" p.113, Burjor Avari, Routledge, ISBN 0-415-35615-6
209. 1 2  Singh 2012.
210. ↑  Lahiri 2015, 120–121쪽.
211. ↑  Lahiri 2015, 126쪽.
212. 1 2  Thapar 1961, 6쪽.
213. 1 2  Lahiri 2015, 143쪽.
214. ↑  Thapar 1995, 23쪽.
215. ↑  Lahiri 2015, 143–157쪽.
216. 1 2  Lahiri 2015, 127쪽.
217. ↑  Lahiri 2015, 133쪽.
218. ↑  Indian Numismatics, Damodar Dharmanand Kosambi, Orient Blackswan, 1981, p.73  보관됨 15 12월 2019 - 웨이백 머신
219. ↑  Malwa Through the Ages, from the Earliest Times to 1305 A.D, Kailash Chand Jain, Motilal Banarsidass Publ., 1972, p.134  보관됨 24 12월 2019 - 웨이백 머신
220. ↑  Mitchiner, Michael (1978). 《Oriental Coins & Their Values: The Ancient and Classical World 600 B.C. - A.D. 650》. Hawkins Publications. 544쪽. ISBN 978-0-9041731-6-1.
221. ↑  《The Cambridge Shorter History of India》 (영어). CUP Archive. 42쪽. 2019년 12월 25일에 원본 문서에서 보존된 문서. 2018년 7월 13일에 확인함.
222. ↑  Gupta, Subhadra Sen (2009). 《Ashoka》 (영어). Penguin UK. 13쪽. ISBN 9788184758078. 2019년 12월 31일에 원본 문서에서 보존된 문서. 2018년 7월 13일에 확인함.
223. ↑  Hultzsch 1925, 174–175쪽.
224. 1 2  Thapar, Romila (2009년 11월 13일). 《Ashoka – A Retrospective》. 《Economic and Political Weekly》 44. 31–37쪽.
225. ↑  Sen, Amartya (Summer 1998). 《Universal Truths and the Westernizing Illusion》. 《Harvard International Review》 20. 40–43쪽.
226. ↑  Richard Robinson, Willard Johnson, and Thanissaro Bhikkhu, Buddhist Religions, fifth ed., Wadsworth 2005, page 59.
227. ↑  The Edicts of King Ashoka 보관됨 28 3월 2014 - 웨이백 머신, English translation (1993) by Ven. S. Dhammika. ISBN 955-24-0104-6. Retrieved 21 February 2009
228. ↑  Singh 2012, 131, 143쪽.
229. 1 2  R. K. Verma (2000). 《Filmography: Silent Cinema, 1913-1934》. M. Verma. 150쪽. ISBN 978-81-7525-224-0. 2021년 10월 2일에 원본 문서에서 보존된 문서. 2021년 2월 5일에 확인함.
230. 1 2  Ashish Rajadhyaksha; Paul Willemen (2014년 7월 10일). 《Encyclopedia of Indian Cinema》. Taylor & Francis. 43쪽. ISBN 978-1-135-94325-7. 2022년 3월 10일에 원본 문서에서 보존된 문서. 2021년 2월 10일에 확인함.
231. ↑  Jefferson, Margo (2000년 10월 27일). “Next Wave Festival Review; In Stirring Ritual Steps, Past and Present Unfold”. 《The New York Times》. 2022년 7월 31일에 원본 문서에서 보존된 문서. 2018년 11월 16일에 확인함.
232. ↑  Renouf, Renee (December 2000). “Review: Uttarpriyadarshi”. 《Balletco》. 2012년 2월 5일에 원본 문서에서 보존된 문서.
233. ↑  “'Bharatvarsh' – ABP News brings a captivating saga of legendary Indians with Anupam Kher”. 19 August 2016. 26 August 2016에 원본 문서에서 보존된 문서.
234. ↑  Adnan Khan and Mallika Singh to play Samrat Ashok & Kaurawkee in Ekta Kapoor's new historical drama series 'Pracchand Ashok'
235. ↑  Oloman, Jordan (2024년 8월 26일). “Civilization 7 is making bold changes to a familiar formula”. Polygon. 2024년 8월 27일에 확인함.

## 참고 문헌
- Allen, Charles (2012). 《Ashoka: The Search for India's Lost Emperor》. Hachette. ISBN 978-1-408-70388-5.
- Fitzgerald, James L., 편집. (2004). 《The Mahabharata》 7. 시카고 대학교 출판부. ISBN 0-226-25250-7.
- Gombrich, Richard (1995). 〈Aśoka – The Great Upāsaka〉.   Anuradha Seneviratna. 《King Aśoka and Buddhism: Historical and Literary Studies》. Buddhist Publication Society. ISBN 978-955-24-0065-0.
- Guruge, Ananda W. P. (1993). 《Aśoka, the Righteous: A Definitive Biography》. Central Cultural Fund. ISBN 978-955-9226-00-0.
- Guruge, Ananda W. P. (1995). 〈Emperor Aśoka and Buddhism: Unresolved Discrepancies between Buddhist Tradition & Aśokan Inscriptions〉.   Anuradha Seneviratna. 《King Aśoka and Buddhism: Historical and Literary Studies》. Buddhist Publication Society. ISBN 978-955-24-0065-0.
- Guruge, Ananda W. P. (1995b). 〈Emperor Aśoka's Place in History: A Review of Prevalent Opinions〉.   Anuradha Seneviratna. 《King Aśoka and Buddhism: Historical and Literary Studies》. Buddhist Publication Society. ISBN 978-955-24-0065-0.
- Hultzsch, E. (1925). 《Inscriptions of Asoka: New Edition》. Government of India.
- Kosmin, Paul J. (2014). 《The Land of the Elephant Kings: Space, Territory, and Ideology in Seleucid Empire》. 하버드 대학교 출판부. ISBN 978-0-674-72882-0.
- Lahiri, Nayanjot (2015). 《Ashoka in Ancient India》. Harvard University Press. ISBN 978-0674057777.
- Mookerji, Radhakumud (1995) [First published 1928; 3rd revised edition published in 1962]. 《Aśoka》 3 revis판. Delhi: Motilal Banarsidass. ISBN 978-81-208-0582-8.
- Singh, Upinder (2008). 《A history of ancient and early medieval India : from the Stone Age to the 12th century》. New Delhi: 피어슨 교육. ISBN 978-81-317-1120-0.
- Singh, Upinder (2012). 《Governing the State and the Self: Political Philosophy and Practice in the Edicts of Aśoka》. 《South Asian Studies》 28 (University of Delhi). 131–145쪽. doi:10.1080/02666030.2012.725581. S2CID 143362618.
- Singh, Upinder (2017). 《Political Violence in Ancient India》. Harvard University Press. ISBN 978-0-674-97527-9.
- Strong, John S. (1989). 《The Legend of King Aśoka: A Study and Translation of the Aśokāvadāna》. Motilal Banarsidass. ISBN 978-81-208-0616-0.
- Strong, John S. (1995). 〈Images of Aśoka: Some Indian and Sri Lankan Legends and their Development〉.   Anuradha Seneviratna. 《King Aśoka and Buddhism: Historical and Literary Studies》. Buddhist Publication Society. ISBN 978-955-24-0065-0.
- Thapar, Romila (1961). 《Aśoka and the Decline of the Mauryas》. Oxford University Press. OCLC 736554.
- Thapar, Romila (1995). 〈Aśoka and Buddhism as Reflected in the Aśokan Edicts〉.   Anuradha Seneviratna. 《King Aśoka and Buddhism: Historical and Literary Studies》. Buddhist Publication Society. ISBN 978-955-24-0065-0.

## 추가 자료
- Bentley, Jerry (1993). 《Old World Encounters: Cross-Cultural Contacts and Exchanges in Pre-Modern Times》. New York: 옥스퍼드 대학교 출판부. ISBN 978-0-19-507640-0.
- Falk, Harry (2006). 《Aśokan Sites and Artefacts: A Source-book with Bibliography》. Von Zabern. ISBN 978-3-8053-3712-0.
- MacPhail, James Merry (1918). 《Asoka》. London: Oxford University Press.
- Nikam, N. A.; McKeon, Richard (1959). 《The Edicts of Aśoka》. Chicago: University of Chicago Press.
- Olivelle, Patrick (2024). 《Ashoka: Portrait of a Philosopher King.》. New Haven: Yale University Press. ISBN 978-0-300-27490-5.
- Olivelle, Patrick; Leoshko, Janice; Ray, Himanshu Prabha (2012). 《Reimagining Asoka: Memory and History》. Oxford University Press India. ISBN 978-0-19-807800-5.
- Sen, Colleen Taylor (2022). 《Ashoka and the Mauraya Dynasty: the history and legacy of ancient India's greatest empire》. Dynasties. London: Reaktion Books. ISBN 978-1-78914-596-0.
- Rongxi, Li (1993). 《The Biographical Scripture of King Aśoka: Translated from the Chinese of Saṃghapāla》. Numata Center for Buddhist Translation and Research. ISBN 978-0-9625618-4-9.
- Thapar, Romila (2015). 《Aśoka and the Decline of the Mauryas》 3판. 옥스퍼드 대학교 출판부. ISBN 978-0-19-807724-4. OCLC 964509329.